# YS-11
YS-11
飛行するYS-11M 61-9041号機
（海上自衛隊所有、2007年9月28日撮影）
- 用途：旅客機、輸送機
- 分類：旅客機
- 製造者：日本航空機製造
- 運用者：
  - 国土交通省航空局
  - 航空自衛隊
  - 海上自衛隊
  - 海上保安庁
  - 日本エアコミューター
  - 南西航空
  - 日本航空
  - 東亜国内航空
  - 全日本空輸
  - エアーニッポン
  - 大韓航空
  - ピードモント航空
  - ハワイアン航空
  - オリンピック航空
  - VASP航空
  - クルゼイロ航空 ほか
- 初飛行：1962年8月30日
- 生産数：182機
- 運用開始：1965年3月30日
- 運用状況：現役（輸送機として）

YS-11（ワイエス いちいち）は、日本航空機製造が製造した双発ターボプロップエンジン方式の旅客機。第二次世界大戦後に初めて日本のメーカーが開発した旅客機である。正式な読み方は「ワイエスいちいち」だが、一般には「ワイエスじゅういち」、または「ワイエスイレブン」、「ワイエスワンワン」と呼ばれることが多い（後述）。
2006年をもって日本においての旅客機用途での運航を終了した。海上保安庁で使われていた機体は2011年に退役し、それ以外の用途では自衛隊で輸送機として運用されていた（後述）。また、東南アジアへ売却された機体も多くが運航終了となっている。レストアされて動態保存されている機体もあるものの、旧式であることもあり運用されている場面は稀である。

## 歴史

### 国産航空機計画

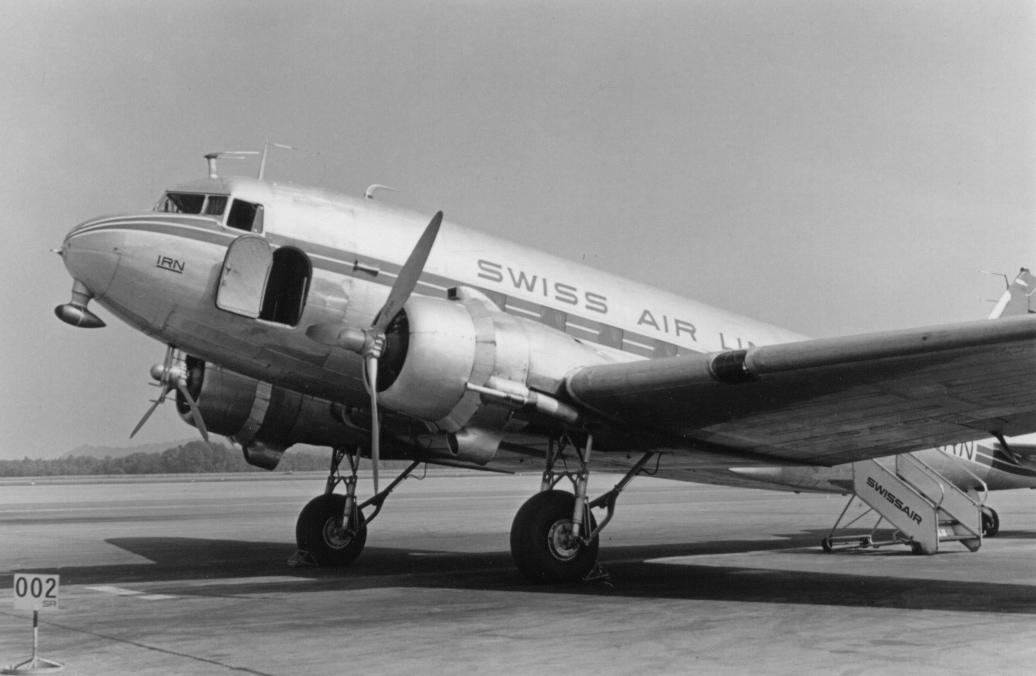
ダグラスDC-3

連合国軍占領下の日本では、連合国軍最高司令官総司令部（GHQ/SCAP）の航空禁止令の布告により、日本にあるすべての飛行機を破壊され、航空機メーカーを解体され、航空会社を潰され、大学の授業から航空力学の科目を取り除かれた。1952年（昭和27年）のサンフランシスコ講和条約の発効による再独立後、日本企業による飛行機の運航や製造の禁止が一部解除され、この年の7月に航空法や航空機製造事業法が施行された。
民間航空会社は、1951年（昭和26年）に日本航空がGHQの意向で発足。翌年の1952年（昭和27年）には全日本空輸の前身である日本ヘリコプター輸送、極東航空が発足し、その翌年の1953年（昭和28年）までに東亜国内航空の前身となる日東航空、富士航空、北日本航空、東亜航空が発足した。
戦後の日本の航空路線は、ダグラス DC-3やDC-4、コンベア440などのアメリカ合衆国製や、デ・ハビランド DH.114 ヘロンなどイギリス製の航空機が占めており、戦前の航空機開発・製造で実績のあった日本で、自国製の航空機を再び飛ばしたいという思いは、多くの航空関係者の抱くところであった。
戦後の日本の航空機産業は、1950年（昭和25年）に勃発した朝鮮戦争で米軍機の整備・修理の受注を皮切りに、1955年（昭和30年）4月には、川崎航空機（現・川崎重工業航空宇宙システムカンパニー）と新三菱重工業（現・三菱重工業）で自衛隊向けの機体（ロッキードT-33Aジェット練習機、ノースアメリカンF-86F）の国内ライセンス生産が決定するまでになっていた。当時の航空機産業の監督官庁である通商産業省（通産省、現・経済産業省）は、商品サイクルの長い輸送機の開発生産に取り組ませることで、その産業基盤を安定させる思惑があった。加えて、利用客の増加が見込まれた国内航空の旅客機に国産機を用いることで、軍用機と民間機を共通化すれば開発コストが低下すると考え、「国内線の航空輸送を外国機に頼らず、さらに海外に輸出して、日本の国際収支（外貨獲得）に貢献する」との名目で国産機開発の計画が立ち上げられた。
世界的には国家から軍用機の開発を受注した航空機メーカーが技術を蓄積し、それを旅客機に転用する例が多く、通産省も開発コストを下げて価格競争力を持たせて販売するビジネスモデルを構想していた。当時は運輸省でも民間輸送機の国内開発の助成案があり、通産省の国産機開発構想と行政の綱引きの対象となって権限争いが行われていた。閣議了承により、運輸省は耐空・型式証明までの管轄、通産省は製造証明と生産行政の管轄の、二重行政で決着した。
国内線用の旅客機の本格研究は新明和工業（旧・川西航空機）で始まっていた。1956年（昭和31年）に運輸省が発表した「国内用中型機の安全性の確保に関する研究」の委託を受けて基礎研究を行い、後にYS-11の設計に参加する菊原静男、徳田晃一が中心となって進められた。この研究はDC-3の後継機種の仕様項目を研究するもので、レシプロエンジン双発の第一案（36席）、第二案（32席）、ターボプロップエンジン双発の第三案（52席）、第四案（53席）の設計案が提案され、最適とされた案は第三案とされ、その後のYS-11の叩き台となった。

### 輸送機設計研究協会発足

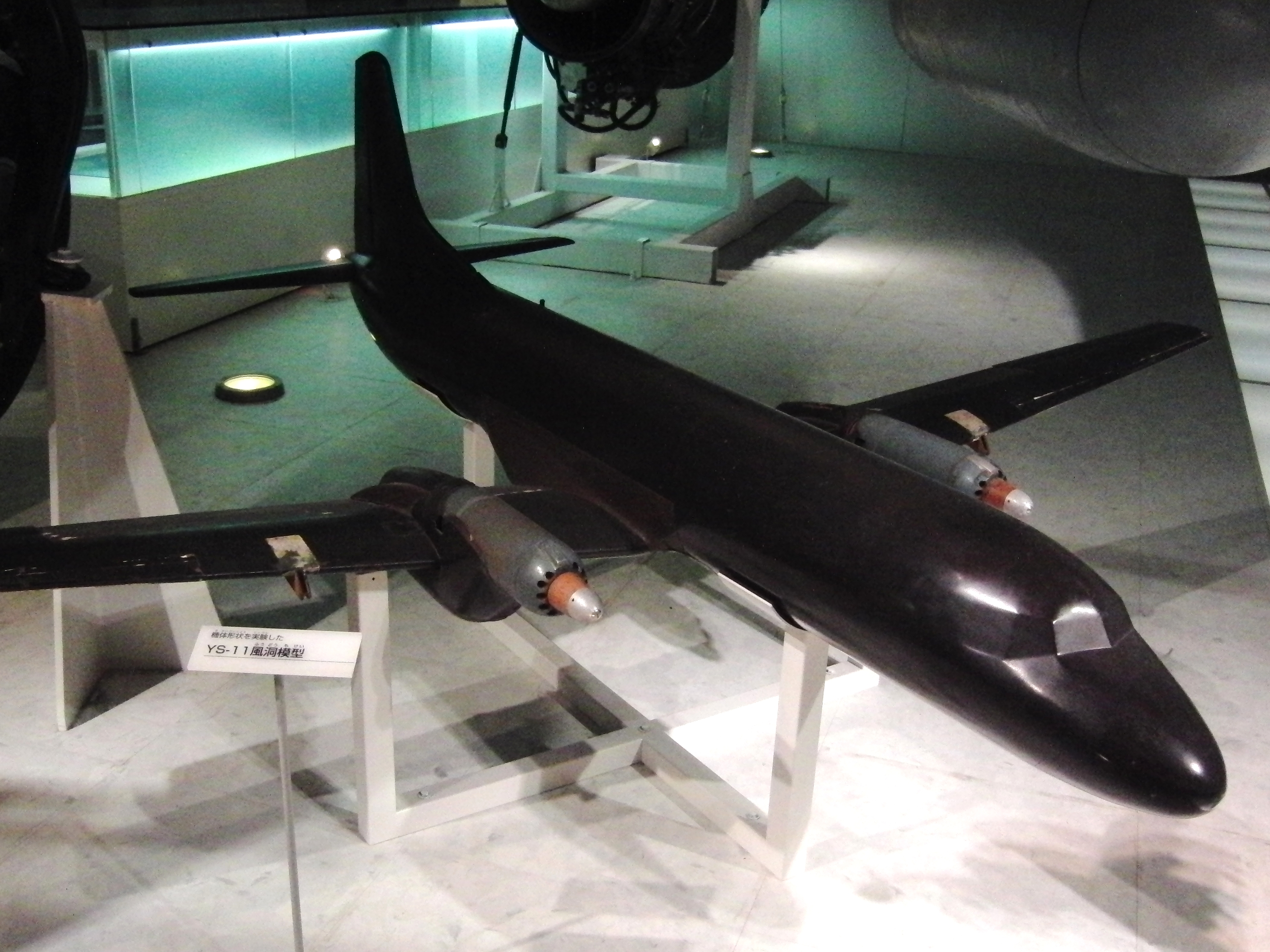
YS-11の設計のために東京大学航空学科で使用された風洞模型（国立科学博物館の展示）

1956年（昭和31年）、通産省重工業局航空機武器課の赤澤璋一課長の主導で国産民間機計画が打ち出された。通産省は各航空機メーカーと個別会談を行い、各社から賛同を得たことから、日本航空工業会に中型輸送機計画案を提出するように要請した。日本航空工業会がこの要請で開発案を提出したことから、通産省は中型輸送機計画開発の5カ年計画として、1957年（昭和32年）度予算で8,000万円を要求したが、第1次から第3次折衝まで予算請求が認められず、1957年（昭和32年）1月20日、水田三喜男通商産業大臣と池田勇人大蔵大臣の大臣交渉を経て、鉱工業技術研究補助金の名目で3,500万円の予算を獲得した。
同年5月、理事長に新三菱重工副社長の荘田泰蔵が選任され、専任理事に木村秀政東京大学教授を迎えた「財団法人 輸送機設計研究協会」（通称「輸研」）が東京大学内に設立され、小型旅客輸送機の設計が始まった。輸研に参加したメーカーは新三菱重工業、川崎航空機、富士重工業（現・SUBARU）、新明和工業、日本飛行機、昭和飛行機の機体メーカーと、住友金属（現・住友精密工業）、島津製作所、日本電気、東京芝浦電気（現・東芝）、三菱電機、東京航空計器の部品メーカー各社であった。複数企業のジョイントとなった理由は、国内新型航空機開発と言う大型プロジェクトを、特定の企業一社に独占的に任せることで起こる他社の反発を懸念したためである。
輸研には、零式艦上戦闘機（ゼロ戦）や雷電、烈風を設計した新三菱の堀越二郎、中島飛行機で一式戦闘機「隼」を設計した富士重工業の太田稔、先述の川西航空機で二式大艇や紫電改（及び紫電）を設計した新明和工業の菊原静男、川崎航空機で三式戦闘機（飛燕）や五式戦闘機を設計した川崎重工業の土井武夫といった戦前の航空業界を支えた技術者が参加、設計に没頭した。航空業界ではこれに航研機の製作に携わった木村秀政を加えて「五人のサムライ」と呼んだ。
設計案として、日本の国内線需要を勘案して1,200mの滑走路で運用できるもの、航続距離は500マイルから1,000マイル（800km-1,600km）、整備性から低翼、経済性から60席以上、双発ターボプロップエンジン、開発期間は4年、開発費用は30億円の基本設計で固まった。当初、開発期間は5年であったが、当時国内の旅客機の残余寿命が3-4年の機体が多く、代替時期を勘案すれば5年では長過ぎるとの運輸省の主張から4年に短縮された。
国産旅客機製造の理解と国からの予算獲得のため、1958年（昭和33年）12月11日に日本飛行機の杉田工場でモックアップを完成披露した。試作機の予算を獲得するためのデモンストレーションであり、技術的な検討を目的とするものではなかった。このため、客室の艤装に力を入れ、航法士席や二つの化粧室を設け、横列5席の構成とし、内装は当時の有力デザイナーの渡辺力に依頼して、表皮を西陣織とした座席が設置された。この座席は当時の価格で一脚50万円以上したと言われている。
このモックアップの製作費用は5,500万円（当時）に達し、ランプの点滅機構までは用意できなかったため、担当者が隠れてスイッチを入れたり切ったりしていた。

### 名称
機種名であるYS-11の「YS」は、輸送機設計研究協会の「輸送機」と「設計」の頭文字「Y」と「S」をとったもの。一方、「11」の最初の「1」は搭載を検討していたエンジンの候補にふられた番号で、実際に選定された「ダート10」の番号は「1」であった。後ろの「1」は検討された機体仕様案の番号で、主翼の位置や面積によって数案が検討されていた。機体仕様案の中には第0案もあった。
先述のモックアップ完成披露キャッチフレーズが赤澤璋一の考えた「横浜・杉田で11日に会いましょう」であった。これはYに横浜、Sに杉田を掛け、11に合わせて公開日を11日にした語呂合わせであるが、これによって数値2桁「11」を「じゅういち」と読み発声することが一般に広まった。こうした経緯もあって、関係者のあいだでは当初正規に「ワイエス・いちいち」と呼ばれていたが、いつしか「ワイエス・じゅういち」と呼ばれるようになった。

### 日本航空機製造株式会社設立
モックアップ公開後、航空機メーカーの業界団体による設計組合的な輸送機設計研究協会から、官民共同の特殊法人として日本航空機製造（日航製、NAMC）が1959年（昭和34年）6月1日に設立され、輸研は解散した。資本金は5億円、うち政府出資分が3億円、民間からの出資は2億円であった。初代社長には輸研理事長の荘田康蔵が就任した。民間分の出資は輸研に参加した機体メーカー6社と材料・部品メーカーに加え、新たに商社、金融機関が出資した。
日航製は輸研の残留スタッフの30名と、出資各社からの出向者に役員13名の総勢125名で発足した。「五人のサムライ」は実機製作には携わらないと宣言したため、1960年（昭和35年）からの実機製作は三菱から技術部長として出向してきた東條輝雄に任せられた。東條は父親で陸軍大臣や首相を歴任した東條英機の勧めで、軍人ではなく技術者を目指し、かつて堀越の元で「零戦」の設計にも携わっていた。
設計部は、1.庶務及び設計管理、2.全体計画（空力、性能、基礎研究）、3.胴体構造、客席艤装、胴体強度、4.主翼、エンジンナセル、エンジン艤装、燃料供給装置、5.尾翼、脚、油圧、6.電気、無線、計器、与圧、防水、客室艤装の各6班に分かれて分担した。
日航製は設計開発、生産管理、品質管理、販売、製品サポートを行い、機体メーカー各社が生産を分担、三菱重工業が最終組立を行うこととした。
中型輸送機開発を正式に決定すると、アメリカのコンベアや、オランダのフォッカー、イギリスのBACなどの欧米航空機メーカーが、自社との共同開発、もしくは自社機のライセンス生産への参画、つまり独自開発の計画中止を求めて殺到した。これらの企業はみなDC-3の後継となる機体の開発計画を持っており、競合機種が増えることを望まなかったからである。特にフォッカーは自社のF27 フレンドシップと日本の機体の規模が競合するためしつこく食い下がってきたが、通産省はこれらをすべて一蹴した。
設計・各種計算には、富士通のリレー式計算機FACOM 128B等が使われた。FACOM 128Bは同型機が現在、富士通沼津工場の池田敏雄記念室に展示・動態保存されている。同様の計算機の動態保存機としては世界最古である。

### 機体製造
機体は中型とし、レイアウトに余裕が持てるように真円部分を長く設計した。当初の設計案では太胴（外径3.3m）であったが、設計重量超過が判明したことから、モックアップと違った細胴（外径2.88 m）に再設計された。太胴の重量ではSTOL性を確保できず、当時の貧弱な日本の地方空港に就航できないとの判断であった。このため、当初案の横列5人掛けから4人掛けに変更となった。主翼は、整備性の良さや着水時に機体が浮いている時間が長くなる事を考え、胴体の下に翼がつく低翼に。また、地方空港を結ぶことを目的としたため、1,200 m 級の滑走路で離着陸が可能な性能をもたせることとした。製造は新三菱重工、川崎航空機、富士重工業、新明和工業、日本飛行機、昭和飛行機工業、住友精密工業の7社が分担し、最終組立は三菱小牧工場 が担当した。
各社の分担内容は以下のとおりである。
- 三菱（分担率: 54.2%） - 前部胴体、中部胴体、
- 川崎（25.3%） - 主翼、エンジンナセル（エンジンの覆い）
- 富士（10.3%） - 機首、圧力隔壁、垂直尾翼、水平尾翼
- 日飛（4.9%） - 床板、補助翼、フラップ
- 新明和（4.7%） - 後部胴体、翼端、ドーサルフィン（垂直尾翼前方の安定翼）
- 昭和（0.5%） - 操縦席、主翼前縁
- 住友（0.1%） - 降着装置

併せて治工具の開発も行われた。輸出を前提として米国のFAA（連邦航空局）の型式証明の取得を目指したため、戦前までの軍用機の生産技術は新しい民間機の生産技術にはほとんど役立たなかったと言われる。
エンジンは耐空証明の取得に困難が予想されたため、自国での開発を諦めた。方式としては、当時主流になりつつあったターボプロップエンジンを使用し、イギリスのロールス・ロイス製ダート 10を採用、プロペラはダウティ・ロートル製の4翅、全脚のタイヤはグッドイヤー社製であった。当時の日本に手が出せなかった（試作はしたが実用性は低かった）電子機器も、運行する航空会社が、実績があってアフターサービスが充実しているメーカーの製品を強く指向したため、気象レーダーと無線機は米国のロックウェル・コリンズ社やベンディックス社の製品であり、ほぼ全て日本国外の製品を輸入する結果となった（それらの機器に、実績がない日本国産品を採用したのは運輸省に納入された機体のみであった）。
当時日本国内での調達が困難だった大型のジュラルミン部材は、アメリカのアルコア社から購入した。当初日本の金属メーカーも採用に向けて意欲を示したものの、YS-11に使用する量のみの生産では量産効果が期待できず、価格で対抗できないうえ、アルコア社のアルミ合金材は米国の軍用規格の金属材料であり、日本のJIS規格よりも品質が高かったため、アルコア社の金属材料が採用された経緯がある。

### 試作機
耐空性審査要領に規定された荷重に耐える強度と耐用寿命を持つことを証明するための2機の試験機が製造された（01号機〈静荷重試験用〉と02号機〈疲労試験用〉）。01号機を使用して1962年（昭和37年）に静荷重試験が実施され、破壊試験では制限荷重の153%で主翼が破壊するという好結果が得られた。02号機を使用した疲労試験は1961年（昭和36年）7月に開始された。安全寿命3万時間を目標としたYS-11の場合は、当時の統計理論より導かれた安全寿命係数（主翼は6.3、胴体は22.5）を適用して、1965年（昭和40年）4月までに世界でも例のない20万回を越える疲労強度試験が行われた。胴体は9万時間まで、主翼は6万4000時間まで主要構造部には疲労被害は生じなかった。一方、この時代にジェット旅客機が出現し、安全寿命の考え方では設計が困難であるとの認識が一般的になり、フェールセーフ設計によって耐用寿命を与えるように対空性審査要領も改訂された。YS-11の疲労試験でも、後半ではフェールセーフがあることを証明するために生じたクラックの進展データを得ることに重点が置かれた。胴体は22万5000時間、主翼は18万9000時間の疲労試験時間内では致命的な疲労被害が生じないことが確認された。
飛行試作機1号機（1001）は1962年（昭和37年）7月11日に三菱小牧工場でロールアウトした。1か月に渡る電子機能検査、平衡試験、燃料試験、プロペラ機能検査、超短波（VHF）検査を経て、8月14日にエンジンに初点火し、8月25日からは滑走路での地上試験、ブレーキテストを行った。
8月30日、日航製は200人以上のマスメディアを招き、実況中継放送が行われる中、1号機は初飛行した。「YS-11 PROP-JET」と描かれた機体には、テストパイロットとして正操縦士に飛行整備部飛行課長の近藤計三、副操縦士に長谷川栄三が搭乗、名古屋空港から伊勢湾上空を56分間にわたって飛行し、各種試験、およびマスメディアへのデモンストレーションは成功裏に終了した。
10月には全日本空輸（以下、全日空）との間で20機の予備契約が調印され、量産を開始した。しかし、全日空は後述する試作段階での三舵問題等の諸問題の発生から、正式な購入契約が交わされたのは2年後の1964年（昭和39年）であった。全日空では第一次受領分は3機とし、開発の遅れや日航製の改善要求の対応のまずさから不信感を増し、生産ラインが安定する10機目以降とするとの要求に加えて、一定の運航実績を積むまでは契約価格の一割の支払いを留保する条件とした。日本国内航空や東亜航空も全日空と同様に、初期の導入機体は一定の運航実績を積むまでは契約価格の一割の支払いを留保するとの条件を出していた。
日本航空も初期の開発段階の1963年（昭和38年）に5機の仮発注を行っていたが、国際線主体の日本航空では自社路線の適性となる路線が少ないことから本契約に至ることはなかった。国家プロジェクトにナショナル・フラッグ・キャリアとして協力する姿勢を表明する、アドバルーン的意味合いが強かったと言われている。

### 問題と克服
開発段階から操縦性の悪さが露呈していた。12月18日には皇太子明仁親王を招いての完成披露式典が羽田空港で開かれ、その数日後に試作機2号機（1002）が初飛行を実施、2機による本格的な飛行試験が開始されたが、空力特性が悪いため振動と騒音が発生し、性能にも重大な影響を与えていた。横方向への安定不足は特に深刻で、プロペラ後流によって右方向へ異常な力が働き、全ての舵も効きが悪く、操縦性は最悪の癖を抱え、試験中にきりもみを起こして墜落の危機に直面することもあった。いわゆる「三舵問題」である。
これらは、輸出に必要なアメリカ連邦航空局（FAA）の型式証明の取得の審査でも問題が指摘され、大規模な改修を余儀なくされた。この改修に予想以上に手間取ったため、マスメディアからは「飛べない飛行機」などと散々にこき下ろされた。全日空は納入の遅れがはっきりしたため、つなぎとして競合機種であったフォッカーF27 フレンドシップを導入した。
初飛行を見届けて三菱に戻っていた東條も問題解決のため再び日航製に復帰し、改修作業に加わった。横安定については主翼の上反角を4度19分から6度19分に持ち上げればよいとの結論を出したが、設計の変更と再組み立てには1年かかると見込まれた。そこで、川崎の土井の提案により主翼の付け根に角度2度のくさび型部品（通称：土井のくさび）を挟み込むことで上反角を変更した。これにより機体を前方より見ると、主脚が「八」の字のようながに股のようになっている。操縦性の悪さは方向舵のバランスタブを、新考案のスプリングタブに変更して 、右偏向はエンジン取り付け部（エンジンナセル）の後ろに三角形の突起（通称：三味線バチ）を取り付けることで解決、また、地上でのステアリングの効きを良くするため、主脚を後方へ傾斜させ、車輪の位置を後退させた。これらの変更は組み立てが開始されていた量産機にも適用された。
これらの大改修により、FAAの型式証明取得の再審査では耐空類別T類に必要な片発離陸（離陸直後のエンジントラブルで片方のエンジンが停止しても安全に離陸できるかを試すテスト）をクリアし、FAAの型式証明を取得している。

### 就航

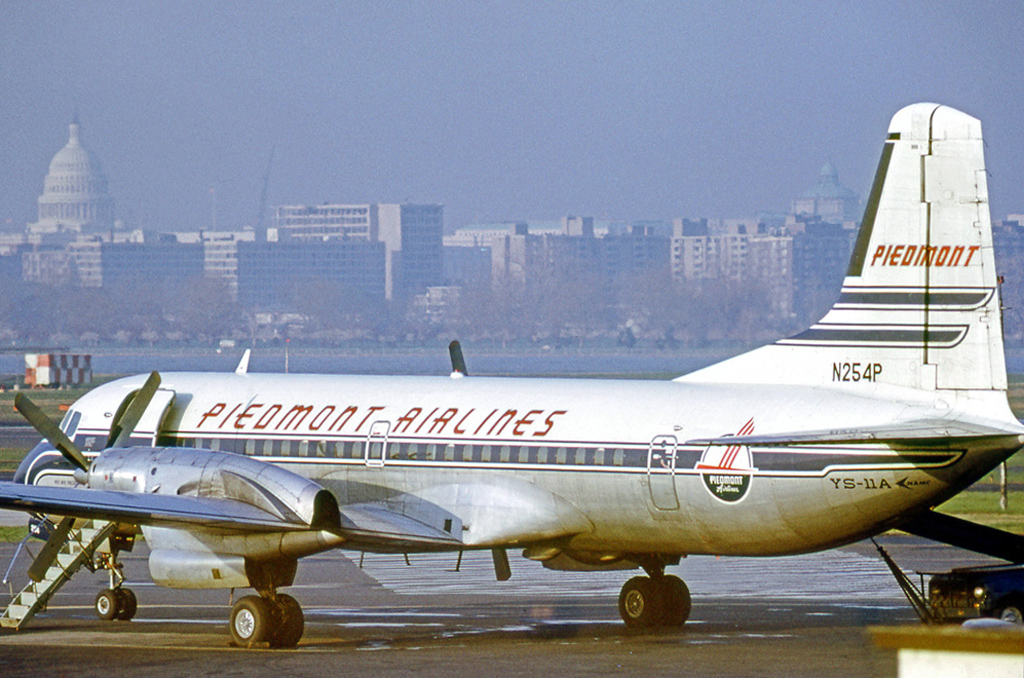
ピードモント航空のYS-11

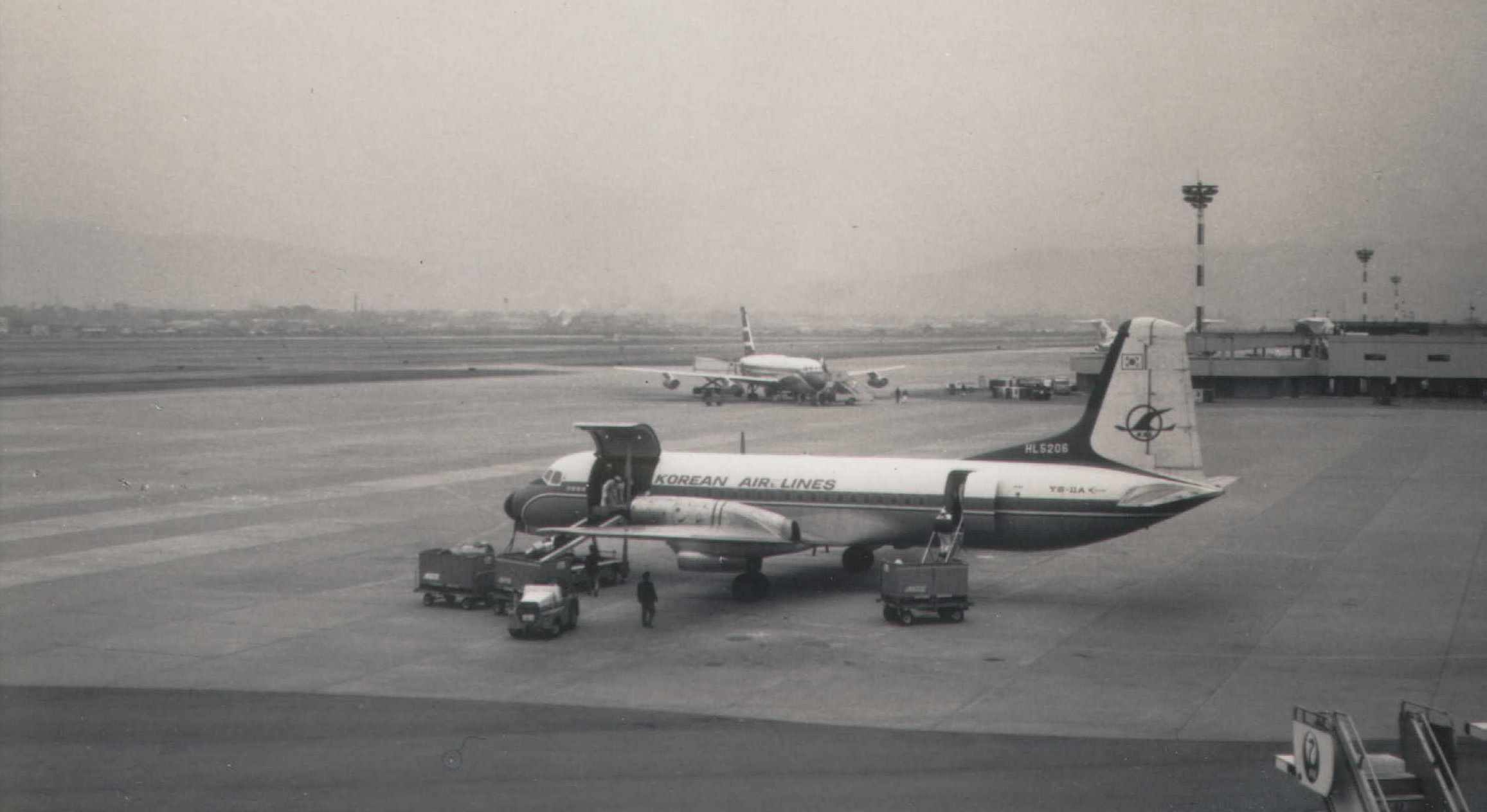
大韓航空のYS-11

1964年（昭和39年）8月に運輸省（現・国土交通省）の型式証明を取得し、国内線向けの出荷と納入を開始した。初飛行から型式証明取得まで、1号機の試験飛行は540時間、2号機は460時間であった。
9月9日には全日空にリースされた2号機（JA8612）が、アテネから運んできた東京オリンピックの聖火を日本全国へ空輸し、日本国民に民間航空復活をアピールした。
この聖火輸送に因んでその後、全日空が導入したYS-11には機首に「オリンピア」の愛称がマーキングされたが、機体や全日空の時刻表には「YS-11」の型式名や機種名は記されていない。表面上は聖火輸送の実績に由来した名称と説明されていたが、当時の日航製の開発が遅れていたことや、日航製の経営資金の枯渇から経営不安説も流れ、倒産した場合、倒産した会社の飛行機の名称をそのまま使う事態を避ける思惑が全日空にあったと言われている。他にも、アメリカの最有力顧客となったピードモント航空も、当時のアメリカでは日本製品の信頼性が高くなかったことや、一部の層には第二次世界大戦中の反日感情がまだ残っていたことから、乗客のイメージを配慮して、広告宣伝や時刻表には「ロールスロイス・プロップジェット」と表記し、日本製航空機であることや、YS-11の機種名の表示は行わなかった。
1965年（昭和40年）3月30日に量産1号機（2003）を運輸省航空局に納入、4月からは航空各社への納入が始まった。9月にはFAAの型式証明も取得して、輸出の体制が整った。
民間航空会社に最初に納入されたのは1965年（昭和40年）4月10日に東亜航空に引き渡された量産型2号機JA8639（S/N2004）であったが、納入した国内の航空会社で最初に定期路線で就航させたのは日本国内航空である。運輸省の量産一号機の翌々日の4月1日に、東京（羽田） - 徳島 - 高知線で定期航空路線の運用を開始した。
日本国内航空は量産機の発注を行っていたものの、納入が路線開設に間に合わず、試作2号機を1965年（昭和40年）3月11日に日航製からリースして間に合わせたものである。この試作2号機は全日空が聖火の輸送で使用したものであり、日本国内航空では自社塗装に塗り直し、「聖火号」（初代）と命名して就航させた。因みに日本国内航空が最初に受領したのは量産型4号機（S/N2006）JA8640で、1965年（昭和40年）5月15日に納入され、「真珠号」と命名されている。同年12月8日に量産型14号機（S/N2006）JA8651を受領し、「聖火号」（二代目）と命名し、初代「聖火号」を日航製に返却した。
その後、YS-11の定期運航は日本国内航空に続き、1965年（昭和40年）5月10日に東亜航空が広島 - 大阪（伊丹）線、大阪 - 米子線に就航、同年5月31日に南西航空がリース契約で受領し、同年6月8日に那覇 - 宮古線に就航した。同年7月29日には全日空が受領し、同年9月20日に大阪 - 高知線で就航した。南西航空がリース契約となったのは、本土復帰前の沖縄では航空機登録制度が未整備で、南西航空への売却であっても表面上はリース契約とせざるを得なかったからである。南西航空は本土返還後に正式に購入した。時刻表では主にYS1またはYSと表記されていたが、全日本空輸の便では愛称「オリンピア」の頭文字Oと表記されていた。
遅れて1969年（昭和44年）4月1日に、日本航空が日本国内航空よりウエットリースで福岡 - 釜山間で初の国際線の就航を始めて、当時の主要国内航空会社がYS-11の定期旅客運航を行ったことになった。日本航空では同路線の就航を当時所有する中で最小の機体のボーイング727で計画していたが、同じ路線を運航する大韓航空の機材がYS-11であったことから、機材に差が出ることを、見栄の面から嫌った韓国政府の意向から日本航空も同じとせざるを得なくなり、仕方なく日本国内航空から調達したものであった。
YS-11-100は運航を重ねるにつれ、主脚の異常、脚開閉扉の設計ミス、外板継ぎ目からの雨漏りによる電気系統不良などの欠陥が判明し始めた。そのたび、日航製職員や航空会社の整備士は改修のため徹夜の連続となった。この経験は、1967年（昭和42年）のYS-11A（2050以降）の設計に生かされた。
1968年（昭和43年）にはトラブルもほとんど解消し、1機あたりの飛行時間は月300時間以上、定時出発率99パーセントを誇る、高い信頼性を持つ航空機となった。

### 輸出

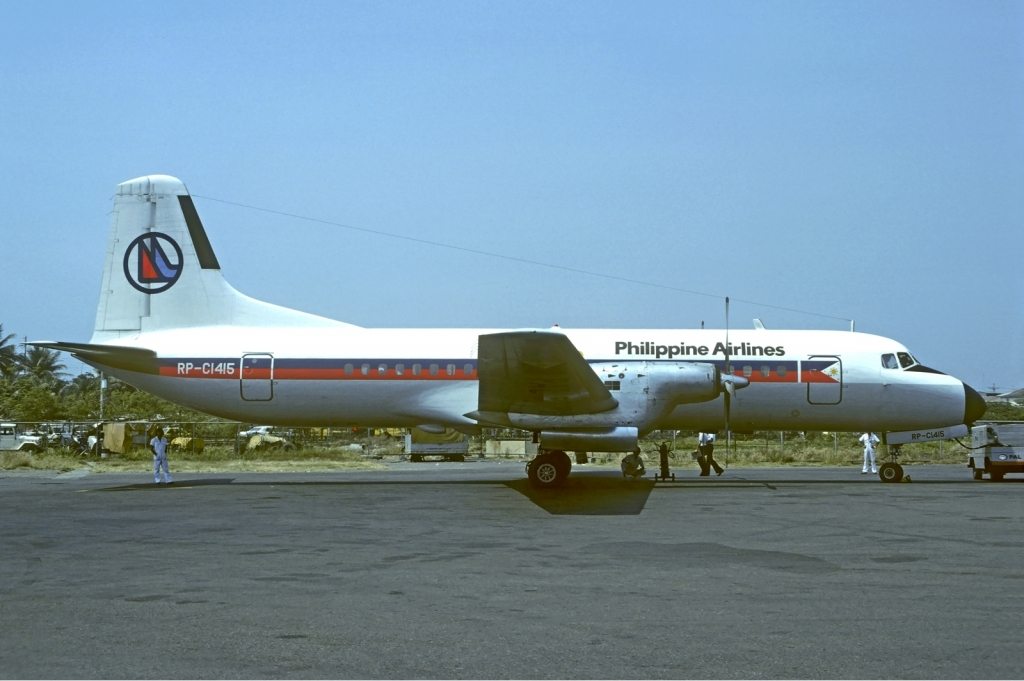
フィリピン航空のYS-11-100（1979年）

1964年（昭和39年）1月15日に日本機械輸出組合と日本航空工業界による「航空機東南アジア・豪州市場調査団」が日本国外に派遣されたのを始めとして、日航製による日本国外の営業が繰り返された。しかし、日航製には航空機販売のノウハウがなく、総合商社の販売ネットワークに頼ることとなった。
YS-11の最初の輸出は1965年（昭和40年）10月にフィリピンのフィリピナス・オリエント航空であった。戦争賠償の一環として2012号機が引き渡された。同社はその後最大4機のYS-11を保有した。
無名で実績のない日航製が日本国外で販売するには実機を見せる外に宣伝の手段はなく、YS-11は積極的に日本国外へ飛行し、デモンストレーションを行った。まず、1966年（昭和41年）9月15日から10月13日にかけて北米へ渡航、アメリカ合衆国のサンフランシスコ・デンバー・セントルイス・ワシントンD.C.・マイアミを飛び、近距離路線を運航する中堅航空会社であるピードモント航空やハワイアン航空からまとまった数の受注を得ることができた。しかし、ピードモント航空では使用機材を例に機体仕様で多くの改善オプションを要求され、ハワイアン航空からリース契約で3機の輸出を行ったものの、搭乗口の低さ、騒音、振動、キャビンのデザインが不評で、僅か一年で全機が返却されてしまった。この反省が後のYS-11Aの開発で活かされることになった。
1967年（昭和42年）は1月25日から3月15日にかけて南アメリカのペルー・アルゼンチン・チリ・ブラジルをデモ、10月11日と12日にベネズエラ、12月2日から12日にカナダ、1968年（昭和43年）8月27日から10月28日にかけてはイギリス・西ドイツ・スウェーデン・イタリア・ユーゴスラビア・ギリシャ・サウジアラビア・パキスタン・ネパール・ビルマ・タイ・マレーシアを精力的に回ったが、アジアの多くの途上国では購入予算がないため受注をほとんど得ることはできなかった。その後ブラジルやアルゼンチン、ペルーでまとまった数の受注を獲得した。しかし、ヨーロッパでは競合機が多いため、ギリシャのみの受注となった。
1968年（昭和43年）のデモフライトではイギリスのファーンボロ・エアショーにも出展した。この出展でギリシャのオリンピック航空との商談が成立した。オリンピック航空では短期リースの2機を含め、最盛期には10機のYS-11を保有した。当時のファーンボロ・エアショーでは、欧州の航空機メーカーの出展に限定されていたが、YS-11はロールス・ロイス社製のエンジンを搭載していることから、英国製に類するとして特別に出展が認められ、デモフライトを実施することができた。
1969年（昭和44年）にも2月27日から3月1日にメキシコ、12月3日から1970年（昭和45年）2月14日にかけてモロッコ・セネガル・カメルーン・ガボン・ザイール・中央アフリカ・ザンビアを飛行、同時に1月18日から22日にシンガポール、6月20日から7月9日にかけてエジプト・ケニア・スーダン・南アフリカ、7月28日から8月3日にベトナム戦争中の南ベトナムサイゴンへ飛行し、いくつかの受注を獲得することができた。

### 相次ぐ受注

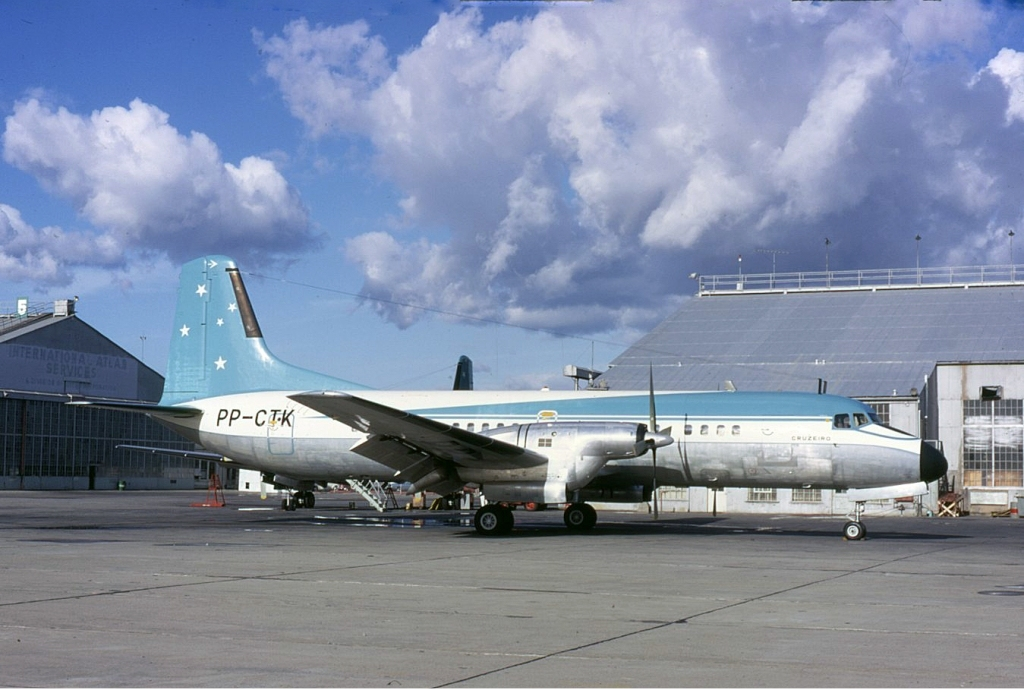
クルゼイロ航空のYS-11（1970年頃）

デモフライトが功を奏し、知名度が高いピードモント航空からのオプションを含む20機の発注により信頼を得たことも手伝い、アメリカやブラジルを中心として日本国外からの受注が相次いだ。
生産数は徐々に伸び、1967年（昭和42年）末には小牧工場は月産1.5機から2機に増産した。1968年（昭和43年）末に確定受注が100機を超え、この年だけで50機以上を新たに受注している。1969年（昭和44年）4月17日には全日空に量産100号機（通算102号機）を納入し、輸出は7カ国15社に達した。7月には当初の量産計画（150機）を上回る180機の量産計画が認可された。小牧工場は月産3.5機となり、順番待ちで発注から納入まで1年以上かかることもあった。しかし、この好調な日本国外への販売がその後の生産中止の引き金となった。

### 生産終了

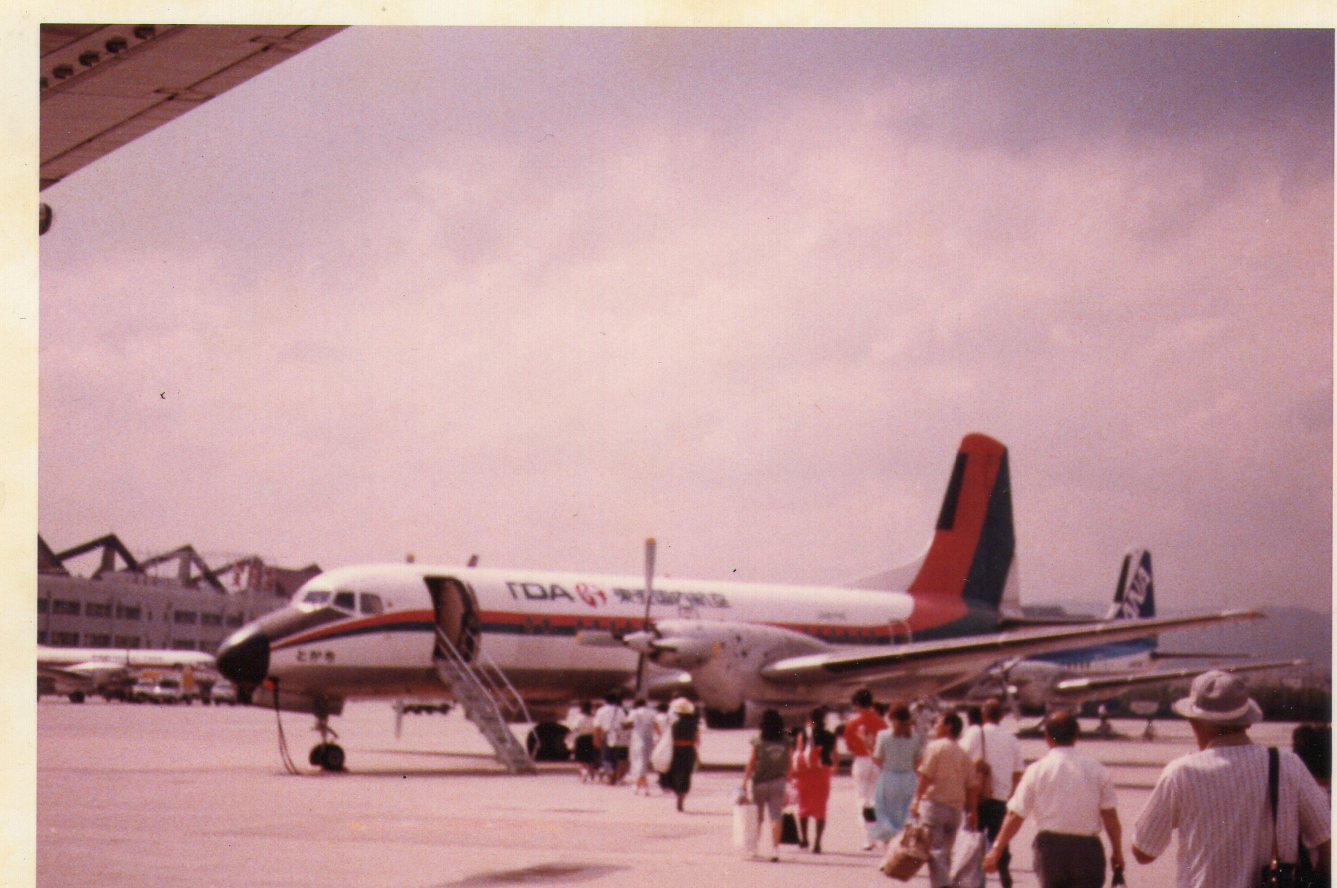
1987年8月大阪国際空港、東亜国内航空時代のYS-11とかち

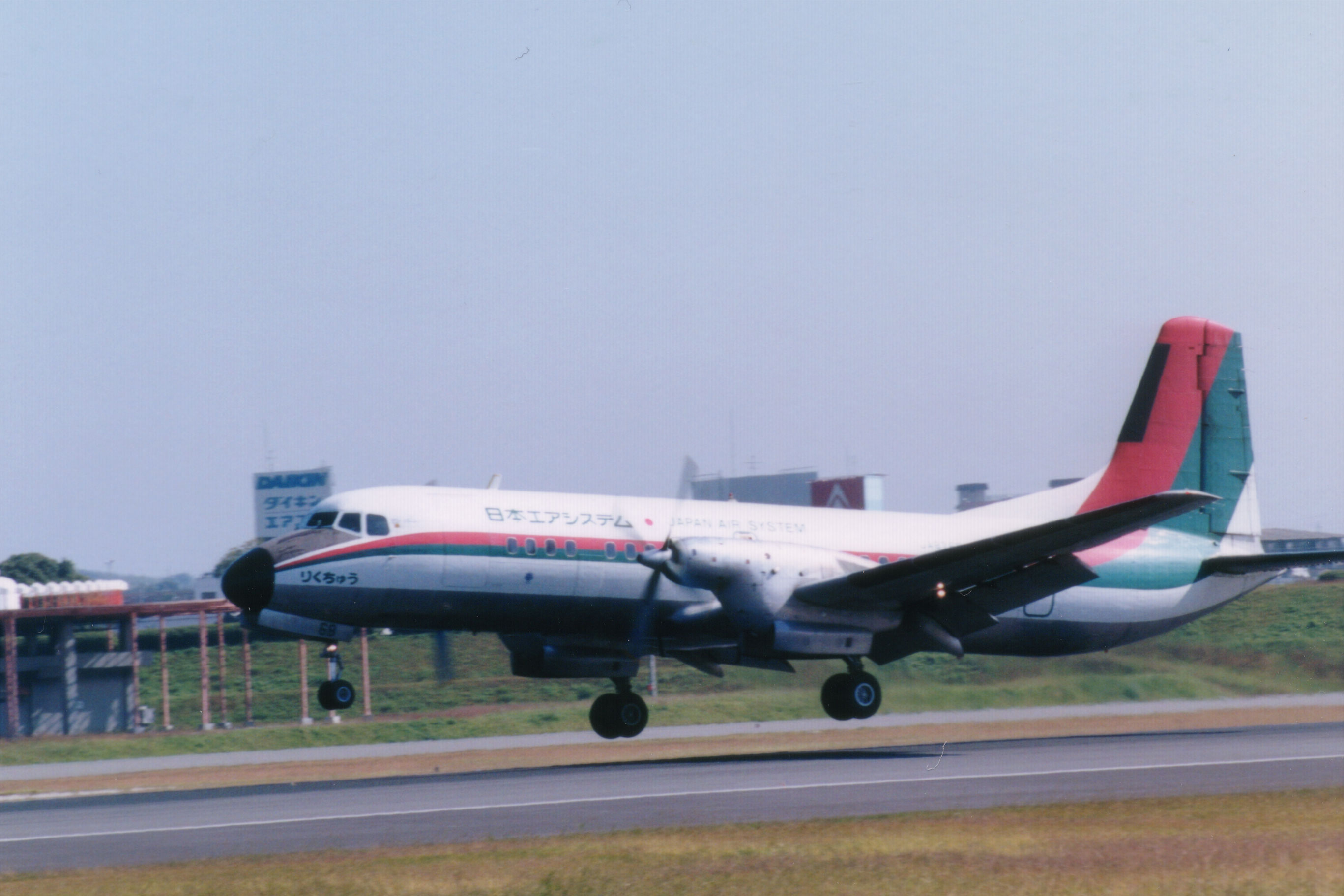
日本エアシステムのYS-11（1990年頃の大阪国際空港で撮影）

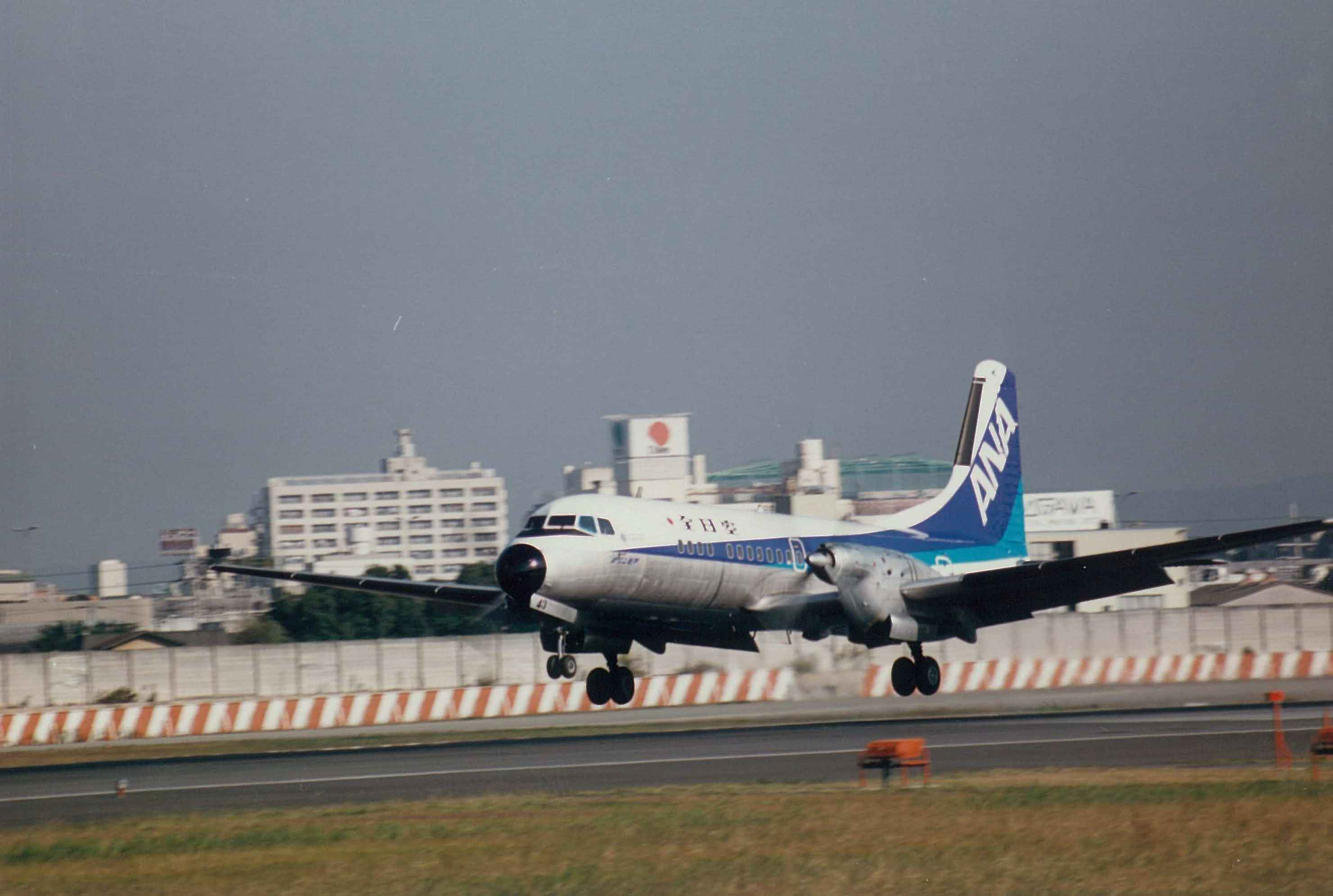
全日空のYS-11

安定的な販売網の構築を待たずに売上は鈍化し始めた。特に日本国外での販売では競合国並の長期繰り延べ低金利払で対抗せざるを得なくなったことや、第二次世界大戦後の日本で初めて作った機体のため、実績不足から足元を見られ、原価を割った値引き販売を余儀なくされることも珍しくなかった。また、宣伝費などの販売、営業関連費を初期コストの中に換算していなかったなど、原価管理も杜撰であったと言われている。加えて、半官半民かつ航空機製造各社の寄せ集め所帯であったことで責任の所在が曖昧となり、納入部品価格の引き下げもままならず、官僚の天下りが増加したことで社内に公務員気質が蔓延し始め、抜本的な経営改革が行われず赤字を加速させて行った。
特に日本国外での営業活動の赤字が当時予期せぬ変動相場制の移行で為替差損が発生した以外にも、会計検査院で指摘された米国での営業活動に日航製の問題が内因している。後述するYS-11Aの改造で米国国内の販売代理店を希望したノースカロライナ州に本社がある中古航空機や航空部品の販売ディーラーであるシャーロット・エアクラフト社のコードウェル社長が積極的な営業参加の意思表示を示し、同社と北米・中南米・スペイン地区の独占代理店契約を結んだ。しかし、同社は実質的な営業活動を行わず、三井物産と日航製の営業活動でピードモント航空と売却契約が締結されると、シャーロット・エアクラフト社は地区独占代理店契約を盾に多額の手数料を要求し、ピードモント航空やクルゼイロ航空からYS-11の販売で下取りした33機の中古機をシャーロット・エアクラフト社に渡すなど、会計検査院から不当な取引と指摘された。国会で問題になり、日航製の専務が引責辞任する事態となった。日航製は旅客機の販売の実績もなかったことで、シャーロット・エアクラフト社に対しての信用調査や、業務の内容や、販売しなかった場合のペナルティの取り決めなどもない杜撰な契約内容だったからである。シャーロット・エアクラフト社の地区独占代理店契約解除に、2億3,000万円の支出や下取り機を渡さなければならない失態を演じた。
他にも、航空会社の経営者からリベートを要求されたり、支払いの延べ払いには大蔵省や通産省の了解が必要となり、了解が得られなかったことで契約に至らなかった例が少なからずあったと言われる。
加えて、プロダクト・サポートも十分でなく、インドネシアのブラーク航空との間では補給部品の供給ができず、欠航が相次いだことにより航空会社の信用を失墜させたため、リース料の支払いを拒否され訴訟になるなど、日航製の特殊法人としての甘さが指摘されていた。また、輸出先の航空会社は遠隔地が多く、遠隔地の輸出先の航空会社から、しばしば日航製の負担で部品の預託や部品の販売センターの設置が要求されていたが、その要求を受け容れることはなかった。
日本航空機製造の経営赤字は1966年（昭和41年）の航空機工業審議会の答申で既に提言されていた。1970年（昭和45年）3月末で80億円の赤字、1971年（昭和46年）3月末で145億円の赤字となっていた。この赤字は1970年から1971年にかけて国会で野党から追及される材料にもなった。このため航空機工業審議会では銀行代表団による経営改善専門委員会が設けられ、赤字の要因と今後の対策が検討された。
経営改善専門委員会は1971年4月27日に、同じ航空機工業審議会の政策委員会に改善策の最終案を報告した。その内容は、
1. YS-11はその段階で認可されていた180機で製造を打ち切り
2. 1972年（昭和47年）度末の時点で一切の累積赤字を解消する
3. 1973年（昭和48年）度以降の日本航空機製造はYS-11に関しては売却した機体の売掛金回収と、補修部品の供給などに専念する

とされた。
この報告を基に政策委員会は、同年7月31日に次世代旅客機「YX」計画の進め方とYS-11の処理方針の答申案を決定し、9月27日に通産大臣に答申した。赤字の見通しについて量産180機とその後の10年間のアフターサービスで360億円の赤字が発生すると計算された。赤字の内容は、1.売上の減少（早期の生産打ち切りの公表による買い叩きと、競合機との価格競争で販売価格の値引きによるもの）で31億円、2.補用品の売上が予想を下回ったことで40億円、3.販売費の増加で31億円、4.金利負担増により94億円、5.為替差損で153億円、6.原価上昇で11億円とされた。これは一機当たりの機体価格3億5,000万円では2億円の赤字を計上する計算となった。その上で答申は、赤字360億円については、日航製造の資本金78億円の取り崩し、政府負担金245億7,700万円、航空機製造各社の負担金36億2300万円で処理されることとなった。赤字の負担をめぐっては、政府の全額負担か、メーカー側にも応分の負担を求めるかで議論があったが、最終的にはメーカーも負担する形になった。
この時点でYSの民需は145機、競合機ホーカー・シドレー HS748は118機で、YS-11はフレンドシップに次ぐ売り上げであった。YSは総数182機を生産し、昭和47年度末（1973年（昭和48年）3月）に生産終了となった。最後の海外輸出機となった2179号機はフィリピンへの戦争賠償の一環でフィリピン航空局に納入され、最終製造機（2182号機）は海上自衛隊に納入された。技術を伝える後継機となるYS33の開発計画が進まないまま、日本航空機製造は1981年12月28日の閣議で、業務の民間への移管と1982年（昭和57年）度中の解散が正式決定された。これに従い、1982年（昭和57年）8月1日に営業権を三菱重工に譲渡し、1983年（昭和58年）3月23日に日本航空機製造は解散した。その後のアフターサービスは三菱重工業が請け負っている。
特殊法人である杜撰な経営と、次期開発機が組織の経営能力を超えたジェット旅客機であった技術偏重の体質など、民間旅客機メーカーの体を成していなかったことで、日本航空機製造の赤字体質脱却は不可能であり、これ以上の税金の投入は無駄であるとみなされても仕方がなかった。他に、国内航空機メーカー各社が航空機設計の基礎技術を確立し、蓄積したことで、日本航空機製造の設立当初の目的を達したとの判断もあった。安全性、快適性、経済性を求める民間旅客機と、経済性や快適性を無視して限界性能や耐久性を重視する軍用機では素性が相反するもの、設計・生産方式も全く異なるものであり、航空機であっても、旅客機と軍用機は似て非なるものであった。軍用機を基に設計されたYS-11の素性では、旅客機としての機能が時代の進展と共に乖離し、期待した市場では受け容れ難く、現状のままでは今後の販売増加は見込まれないこともあった。日本航空機製造の解散を提言したのは当時の通産省重工業局長であった赤澤璋一である。赤澤は輸送機設計研究協会設立に奔走した当時の通産省重工業局航空機武器課課長でもあり、自らYS-11の立ち上げと、その幕引きを行うことになった。
戦後、日本の民間航空機工業の振興は通産省の主導だけで行われ、競合国と比較して航空機産業に対する国家の助成や制度が不備であり、旅客機の企画・設計・生産・販売・金融・プロダクトサポートに長期的な戦略を立てられなかったため生産中止に追い込まれた結果となった。旅客機の企画・設計・生産・販売・金融・プロダクトサポートには長期的な粘り強い戦略が必要なのは今日では明白である。旅客機は軍用機と違い、企画・設計・生産以上に販売とサービス体制の構築に時間と費用が嵩むものであった。特に、採算性が悪い近距離線を運航する航空会社は、収益を得るために開発費を抑えた価格の安い機体を求めることとなる。そのため、性能面では高い要求を出さず、機体構造や機能部品などが新しく性能の優れた機体よりも、既に開発・改良し尽くされて故障が少なく、耐用期間も長く、補修部品の入手も容易な信頼性の高い航空機を購入し、稼働率を高めて経費の節減を図っている。YS-11が短距離路線用で企画・設計された以上、対象とするユーザーである近距離路線を運航する航空会社に対して、その部品供給サービスを怠り、技術偏重から、後継機種に高い性能を指向した近距離のジェット旅客機を企画するなどは、資金難で経営不安説も流れた日航製がすべきことではなかった。本来の使命は、機体のコストダウンや批判されていた操縦面での改良、更なる経済性や快適性の向上であり、加えて補修部品の供給体制を含めた販売網の構築であった。しかし、それは航空機開発技術力の向上を求めた通産省や、機体製造に関わった航空機メーカー各社の望むものではなかったことがYS-11にとっての不幸となってしまった。
日本航空機製造が解散したことで、旅客機の設計、製造だけでなく、販売・金融・プロダクト・サポートなどのアフターサービスのノウハウなどの次世代への継承が行われず、その後の旅客機の設計・製造・販売能力を自ら放棄してしまったことになったが、以後の民間旅客機の企画・設計・生産・販売における教訓は残した。

### 日本国内定期路線からの引退

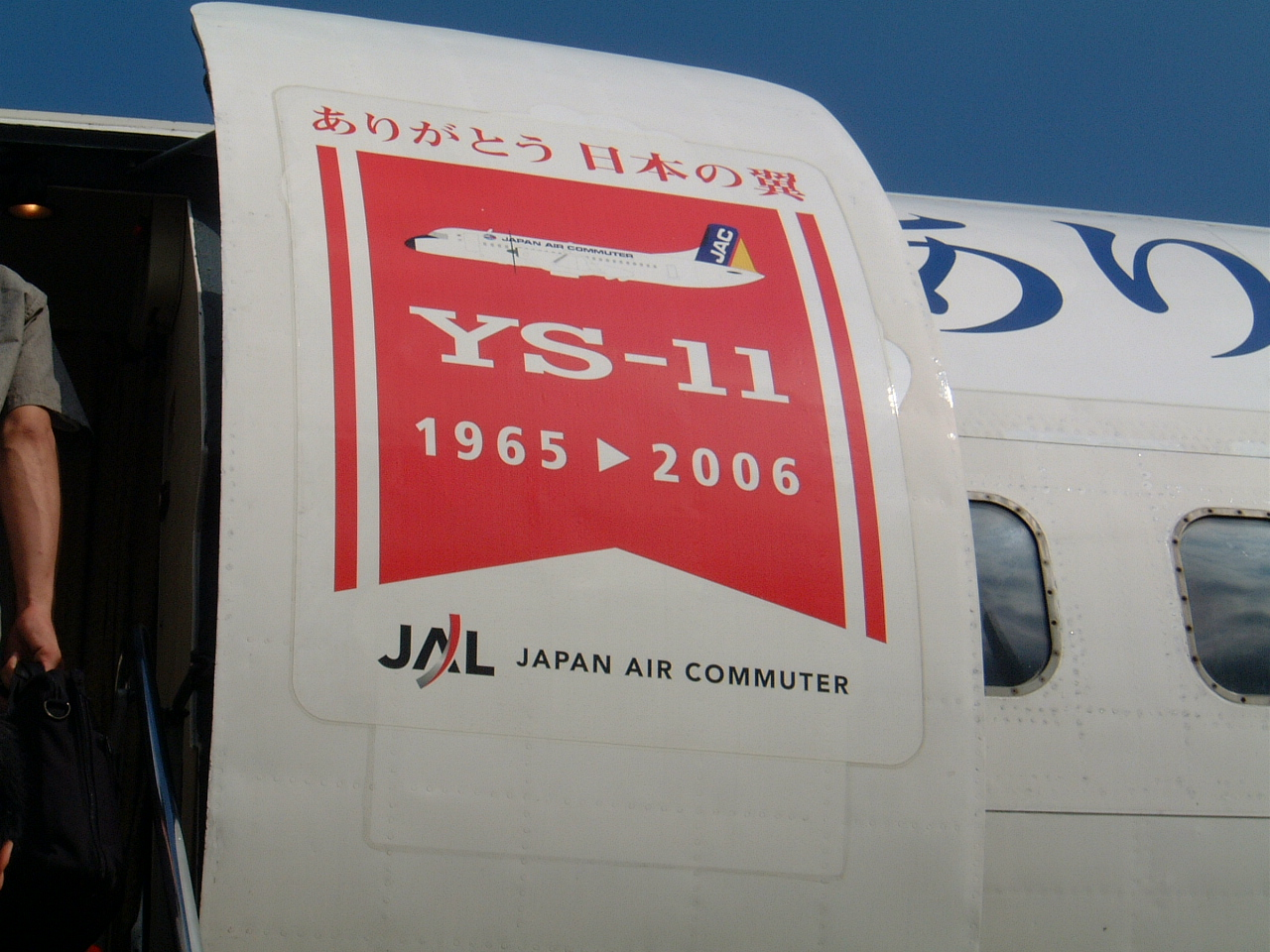
引退間際に扉に塗装されたキャンペーンマーク

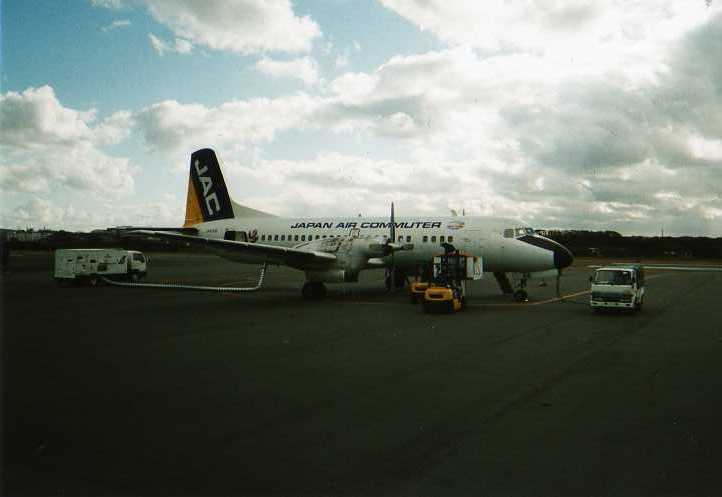
引退間近の日本エアコミューター機。旧種子島空港にて

定期運航に処する航空機体への空中衝突防止装置（TCAS）の装備を義務づけた航空法改正により、改修経費の関係で2006年（平成18年）9月30日のラストフライトをもって日本国内の民間定期路線より引退した。
日本国内の民間定期路線のYS-11の最終便は、日本エアコミューターが2006年（平成18年）9月30日に同社が最初にYS-11を飛ばしたのと同じ沖永良部空港 - 鹿児島空港でのフライトが、沖永良部発15：55に行われ就航以来無事故での運航完了となった。なお、9月30日の引退の時まで運航していたのは、日本エアコミューターの福岡 - 松山、高知、徳島、鹿児島の4路線であり、松山、高知の2路線は9月29日の福岡行きが最終運航となった。徳島、鹿児島線は30日が最終運航で、徳島 - 福岡便は10:00徳島発、鹿児島線は同日12：10福岡発の便であった。なお、YS-11の初運行から最終運航まで一度も運行から離脱しなかったのは全国で徳島空港だけである。
沖永良部空港では地元の踊り子によるエイサーで最終便を送り出し、鹿児島空港到着時には空港消防隊によるウォーターアーチと、ファイナルフライトの到着後に引退記念セレモニーが行われ、多くのパイロット、整備士、客室乗務員をはじめとする日本エアコミューターの社員、元日航製の社員などが多数出席し引退を惜しんだ。セレモニーには日本中のテレビや新聞、雑誌の取材が殺到し、ファイナルフライトと引退セレモニーの記事が多くの新聞の一面を飾った。
これらの9月30日のファイナルフライトに使用された機体はJA8766とJA8768で、JA8768は徳島から福岡への飛行後に鹿児島へ、JA8766が沖永良部への最終フライトを行った（ちなみにこの機体は「レッド&グリーン塗装時代」には「とくのしま」、つまり隣の島の愛称がついていた）また、この機体の操縦桿を握ったのは航空雑誌や日本エアコミューターからも「ミスターYS」の愛称で親しまれていた本村栄一で、総飛行時間2万時間以上のうち、23年間をYSに捧げた人物であり、彼もこのフライトを最後に引退した。奇しくもYSの座席数と同じ64歳での出来事であった。運航終了後のYSについて保存の声も根強かったものの、機体性能には問題なく、十分に現役で飛べるため、2機ともフィリピンへ売却された。
民間定期路線のYS-11最終便となった、日本エアコミューターの沖永良部空港発鹿児島空港行は2006年（平成18年）7月30日の発売開始から3分で完売した、しかしその後インターネットオークションに『2006年（平成18年）9月30日・日本エアコミューター・沖永良部発鹿児島行YS-11最終便搭乗券』1枚が出品されるという出来事があった。インターネットオークション運営会社と航空会社側が協力してインターネットオークションから「強制削除」され、出品された搭乗券は「無効扱い」とされた。なお、出品時の価格は「10万円」だったと言われている。
2007年（平成19年）8月には新幹線0系電車などと共に機械遺産（13番）に認定された。
国土交通省航空局が所有していたJA8709（製造番号2084。中古機を航空局が取得し1985年に登録）は2007年4月に用途廃止され、長らく東京国際空港（羽田空港）にて保管されていたが、2014年12月に一般競争入札にかけられ、大阪府八尾市の航空機部品販売ならび整備会社エアロラボインターナショナルが落札した。日本では航空法などの規制に適合しないおそれがあるため機体記号をアメリカ籍のN462ALへ変更する形で登録を行い、2015年3月にはエンジンの始動に成功。同年5月24日に連邦航空局（FAA）から飛行を許可されたと発表。羽田へこれ以上駐機できなくなったことで、同月27日に羽田空港から高松空港の飛行を実施した。
その時点では本機は未だ完全な修復には至っておらず、エアロラボインターナショナルは引き続き整備を継続すると共に再飛行と本格的な動態保存に向けた寄金を募っていた。その後は同社が時折エンジンを動かすなどして整備していたが、高松空港が4月に民営化し、民営化に伴って定められた空港の供用規定で機体を駐機できる期間を上限10日間とする項目が新設され、4月中旬からは違反状態になり運営会社より離陸を求められ高松空港での保管が難しくなった。そのため、能登空港に隣接する日本航空学園の敷地内に移して保管されることになった。なお、同学園は保管場所の無償提供を申し出ている。2018年5月11日午前11時に離陸して付近を約30分間試験飛行した後、能登空港へ向けて再び飛行し同日に着陸した。

### その後の国産旅客機プロジェクト
1960年代頃、官民共同事業体である日本航空機製造はYS-11開発の実績を基に防衛庁向け戦術輸送機C-Xの計画を進めていたが、国会で上記の赤字問題や民間機開発事業による軍用機の開発が指摘された為、「C-X」は川崎重工業による開発に変更され1970年（昭和45年）に「C-1」が初飛行した。
事業を移管された民間事業体の日本民間輸送機開発協会では新型機「YX」開発計画が進められたが、その開発費は1000億円規模と見られ、とても日本一国では負担に耐えられないとして国際共同開発の可能性を視野に入れていた。
世界的にも1970年代にはニクソン・ショックやオイルショック等で開発費の高騰に耐え切れなかった欧米の中小航空機メーカーが次々と淘汰されていき、生き残った欧州企業の共同事業として仏・独・英・蘭・西共同のエアバス・インダストリー社によるA300の開発が進められていた。
この頃、ベトナム戦争等で体力を失ったボーイングは独自計画の「7X7」中型双発旅客機の開発計画及び、イタリアのアエリタリアとの中型機の共同開発計画を一体化し、国際共同開発計画として提案した。当初は政府間協議等で開発割合を高くする事も協議されたが、1977年（昭和52年）に発覚したロッキード事件の影響によって最終的な開発割合は米70%・日15%・伊15%とされ、1981年にYX/7X7計画は「ボーイング767」として結実した。これは日本の技術水準を高めることとなり、ボーイングからも品質の高さを賞賛された。
1979年、YX計画で一旦断念されたYS-33構想を基にした日本独自の新型機YXXの開発計画に対しても、ボーイングは「7J7」の共同開発を持ちかけたが、こちらはエンジンの開発困難から実現しなかった。
しかし、ボーイングは新たな「7-7」中型旅客機計画への参加を打診し、こちらは1994年（平成6年）に「ボーイング777」として実現した。
2001年（平成13年）、次期輸送機（C-X）と次期対潜哨戒機（P-X）について、再び川崎重工業が担当する事が決定した。なお、日本航空機製造は1981年に解散が決議され、1982年（昭和57年）に業務を全て三菱に引き継いで解散した。
1991年（平成3年）、「YXX」開発計画の次となる「ターボファンエンジンの双発小型民間機（YSX）開発」が計画された。これは民間主導の補助事業とされ、欧州企業の様々な新航空機の計画とはコンセプトが異なるため共同開発の話は成立せず、「7J7」を共同開発してきたボーイングに打診した。しかし、この計画は前述の通り中止となり、更に1996年にマクドネル・ダグラスを吸収合併して、当時開発が進んでいたMD-95に注力する事としたため、YSX開発計画は暗礁に乗り上げた。
2002年（平成14年）8月末、経産省は「30席から50席クラスの小型ジェット機」計画（計画名「環境適応型高性能小型航空機」）を発表したために実質的にYSX計画は終了し、三菱がこの計画に応募した。
2006年（平成18年）5月31日に開催された経済産業省主催の民間機開発推進関係省庁協議会において、YS-11を業務運用している防衛庁・国土交通省・海上保安庁に対して、三菱航空機で開発段階であったMJ（後のMRJ→Mitsubishi SpaceJet）の採用を要望した。これに対して各省庁は「ニーズが合えば購入する」との認識を示した。その後MRJとして2014年（平成26年）にロールアウトされ、2015年（平成27年）11月11日には、かつて53年前にYSが初飛行を行ったのと同じ名古屋飛行場において初飛行に成功し、9年ぶりに国産旅客機が日本の空を舞った。YS-11に対しては正式に発注せずに終わった日本航空（JAL）も32機の確定発注をしていた。国内外から発注を受けるなど期待を寄せられていた。
だが計6回に渡る納期延期と「Mitsubishi SpaceJet」への名称変更の末、2020年（令和2年）には事業は事実上の凍結状態に、2023年（令和5年）2月7日には今後の採算が見込めないことを主な理由として開発中止となった。
2024年（令和6年）11月現在、戦後に日本が独自に開発し定期就航した旅客機としては、YS-11が唯一である。

## 機体

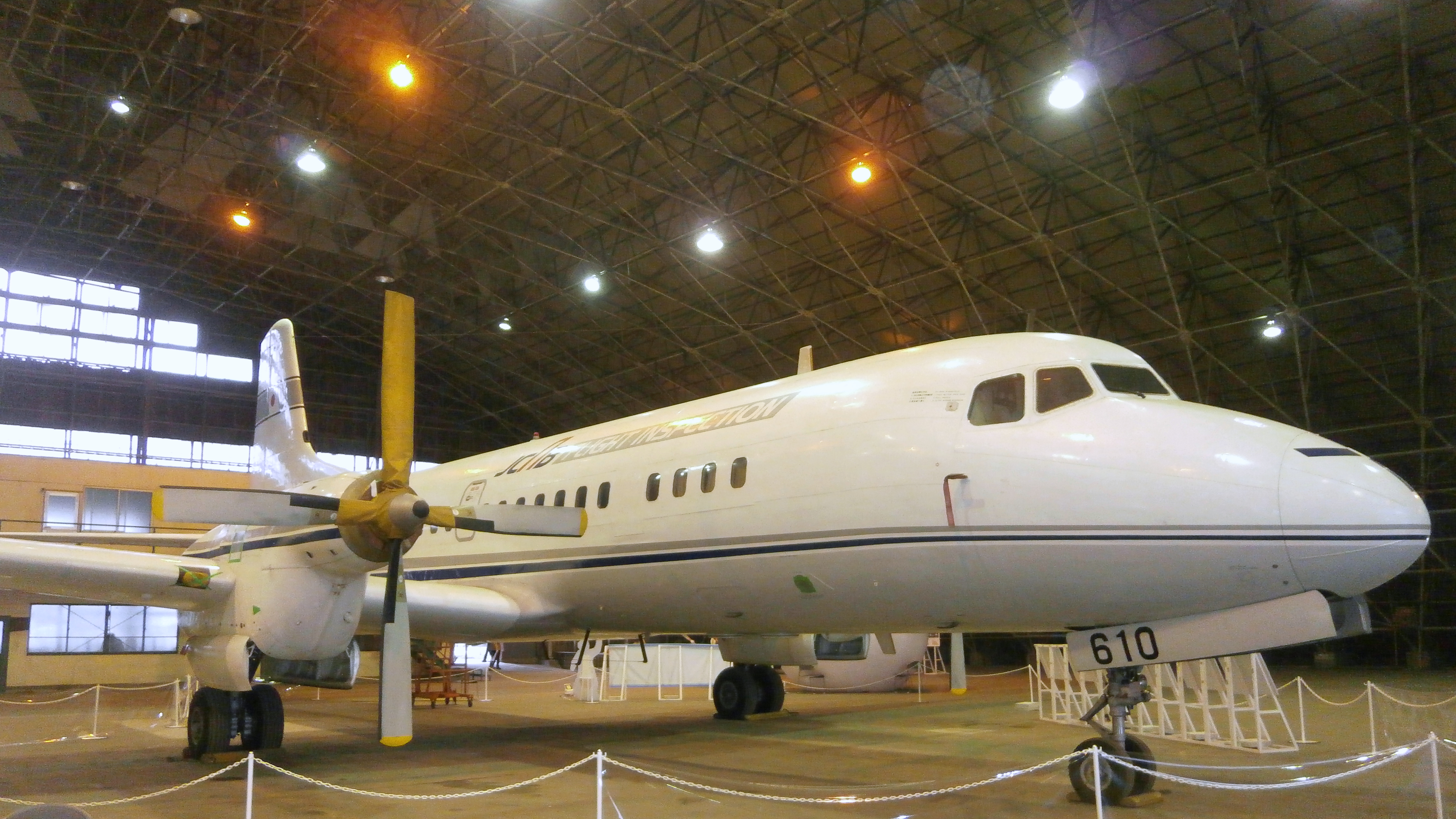
羽田空港T101格納庫で保管されているYS-11 JA8610。

機体の設計者たちは戦前に軍用機設計に携わってはいたが、旅客機の設計をしたことがない（それどころか乗ったこともない）者がほとんどであった。このため設計は軍用機の影響が強く、信頼性と耐久性に優れる反面、騒音と振動が大きく居住性が悪い、（後述する理由で）操縦者に対する負担が大きいという、民間旅客機でありながら軍用輸送機に近い性格の機体となってしまった。快適性・安全性・経済性が重視される民間機としては好ましくなく、運用開始した航空会社側からは、非常に扱いにくいという厳しい評価を受けた。
量産が開始されても現場では設計図通りに取り付けられず位置の変更が行われていたなど、初期には試作状態であった。
それでも日本の航空業界側は「日本の空は日本の翼で」という意識のもと、改修に改修を重ね、機体を実用水準に高めた。航空業界によって使える機体に育ったとも言える。やがて東亜国内航空では日本国外に輸出された機体を購入しなおすなど、YS-11に対する信頼性は大いに上がった。
機齢が50年を超えた機体もある。自衛隊では2021年まで使用された。
航空大国アメリカでは「日本製の飛行機」、「ロールス・ロイス製エンジンを搭載した飛行機」、「ピードモント航空が使っていた飛行機」という形で知られている。

### 頑丈さと過大重量
YS-11の軍用機的性格が良い方に働いた例として、機体の頑丈さが挙げられる。航空先進国であった欧米では、民間輸送機開発に際してすでに耐用年数などを踏まえた合理的な機体設計を行うようになっていたが、YS-11は戦後日本で初の本格的旅客機であるため、安全率を過大なまでに確保していた。主翼については約19万飛行時間、胴体は約22万5千時間に相当する疲労強度試験を行っている。東京・調布市にある航空宇宙技術研究所（NAL, 現JAXA）では26か月にわたり大きな水槽の中に胴体を沈め、内圧の増減を繰り返す胴体強度試験を行った（コメット連続墜落事故の検証で使われたものと、ほぼ同じやり方である）が、9万時間までどこも損傷することはなかった（最終的に試験装置の方が損傷し、終了した）
しかしその頑丈さは重量増加という欠点にもなって跳ね返ってきた。近代旅客機の常道通りに総ジュラルミン製のモノコック構造であるが、強度重視で重量過大となり、出力の限られたエンジンに対しては重すぎる機体となった。元テストパイロットの沼口正彦は退役後のインタビューにおいて、「YS-11はパワー不足が目立った」とも語っている。YSの出力不足は、沼口に限らず多くのパイロットから指摘されている弱点である。全日空の機長としてYS-11に乗務したことがある内田幹樹はその著書『機長からアナウンス』で「最初はあまりのパワーのなさに驚いた」、「そのうえコクピットの居住環境も、寒すぎたり暑すぎたりとほんとうに最悪だった」、「飛行機マニアにいまでも人気が高いようだが、これはまったく理解できない」、「クラウンに軽自動車のエンジンを乗せたような飛行機」、「パイロット仲間でもYS-11に愛着のある人をほとんど知らない」と酷評している。また重量のためタイヤに負担がかかり頻繁に交換が必要だという。
量産1号機にあたるJA8610は国立科学博物館によって羽田空港のT101格納庫に保管されているが、同機は前述のJA8709が動態保存されるまではYS-11で唯一の動態保存機で、常設展示こそされなかったものの、定期的にエンジンに火が入れられる予定となっており、「頑丈さを証明し、100年先も飛べるYSとして保存する」と言ったコメントも出されていた。しかし同機は後述の通り2020年に保存を断念し解体搬出された。

### 操縦性
操舵系統には戦後主流になりつつあった油圧を使わず、操縦桿と動翼をケーブルにより直接つなげており、自動操縦装置もなく（後に一部機体にはオートパイロット装備）、ほとんどを人力で動かしているため、沼口正彦を始め多くのパイロットが「世界最大の人力飛行機」と評している。信頼性確保と軽量化を目的としての人力操舵採用であったが当然の結果として操縦に力を要し、通常は低速になると軽くなる動翼は常に重く、特にエルロンが最も重いという。また気流が乱れると自衛官ですら「腕がパンパンになる」と評するほど悪化し、展示飛行で急旋回する際には「ワイヤーが切れると思うほど」引く必要があるという。海上自衛隊ではオートパイロットが装備されていない機体で訓練を行う際、30分ごとに交代するなどの対策を行っていた。
短距離離着陸（STOL）性能を重視して1,200mの滑走路で運用可能となっていた。そのためグライダーに象徴される滑空性能に優れ、フラップ、スラットなどの高揚力装置に優れた後のボーイング727などに降下速度で劣ることとなった。これは巡航高度での飛行を早く離れなければならないこととなり燃費などで東京ー大阪などの幹線航路でハンディとなっていた。旅客数の拡大とともに、より大型のジェット旅客機の幹線航路進出を許すこととなり、YS-11はローカル航路に限定されることとなってしまった。
つまりYS-11の2倍ほどの旅客人数を運べるジェット旅客機が、上昇下降という操縦性能において、高揚力装置により経済性に優れることとなりYS-11の国内幹線路線での活躍を阻むこととなってしまった。
YS-11の設計では、「主翼前縁は触ってはならない」とした意識でいたため、前縁スラットなどの高揚力装置の採用まで踏み込めていなかった。その意味では「旅客機の経済性」をよく理解できずに「軍用機の感覚であった」と批判されても仕方がない。しかし一部で言われてきた「操縦系統が油圧を採用せずワイヤーのみであった（緊急時用に装備）」など操縦系統装備で劣っていたわけではなかった。
これは開発初期の市場調査（MR：日本航空機製造の内部では当時ORと称していた）の失敗であり、結果として技術的に後れを取った形となってしまった。というよりは、やはりダグラス、ボーイングと言った、当時でもグローバル企業のMRを含めた総合的技術力が数段先行していたこととなる。
パイロットも離着陸性能について「上昇もしないんですけど、降りるのも降りてくれない」と評しており、主翼が長めであるため滑空性能が強すぎることが指摘されている。滑走路が短い就役当時の地方空港の活用を促進する点で優れていたYS-11のSTOL性能は、後に地方空港の滑走路も延長されると特有の問題を抱えていると見做され、管制官もジェット機より降下指示を早めに出したり急かさないなど配慮をしていたという。

### 降着装置
YS-11の主脚はコンベア240シリーズの主脚を住友精密工業がコピーしたものであり、構造はほぼ同一である。コンベア240シリーズに比べてYS-11のほうが機体重が重いため、相対的に過負荷となった。前述の「頑丈さと過大重量」の項でも触れられている通り、海上自衛隊員に対するインタビューでも、タイヤ交換が頻繁に必要であったことが語られている。
また、製造時にコンベア社のマニュアルの「ネジを1/4回転増し締め」という意味の英語を誤読し「1/4回転緩め」てしまっていたために、ローラー部が噛み込みを起こし、主脚が降りなくなる事故もあった。
脚部のオーバーホールはメーカーの住友精密工業に委託されたが、当時まだ民間旅客機の脚部の設計経験がほとんどなかった同社は、腐食除去後にどの程度の部材肉厚であれば許容可能かについての判断ができず、「製造時のリミットを割ることは強度上の責任が持てない」としてオーバーホールの度に主脚柱を交換し、これによりYS-11を運用していた各社は大きな出費を強いられた。アメリカの航空会社で価格競争の激しい立場にあったピードモント航空は、「オーバーホールで主脚柱が交換されるのは信じられない」「日本のエアラインはなぜ重大問題として機体メーカーの日航製を追求しないのか」と、これによるコスト増を非常に問題視していた。

### 客室設備
トイレを装備しているが、当時の輸送機にはまだ多かった蓄積方式（いわゆる汲み取り構造で、消毒・消臭液を汚物タンク部に溜めてある）を採用しており、便器に水を流す設備はなかった。汚物の液体分だけを漉し取って消毒液を混ぜ、便器の水洗に利用する「循環式」は、YS-11では一部の輸出向け機体を除いては採用に至っていない。トイレ内の照明はかなり暗めに設定されていた。この他にも冷暖房が必要な時期になると空調関係が不安定になりやすいなど、快適装備は旧来型で信頼性も高いとは言えなかった。
荷物棚が座席上部に存在するが、ここは帽子ぐらいの大きさのものしか収納できない（いわゆるハットラック）ため、大きな荷物は搭乗前に手荷物として預けるか、座席の下に置く必要があった。機内の照明には丸形の蛍光灯が使用されており、一昔前のバスを思わせる内装となっていた。日本国外で活躍している機体もほぼ機内は無改造のまま使用されていることが多く、カーゴ設備や機内サービス器具、座席上部の読書灯などにその名残を見ることができる。
一方で、初期の機体には内蔵式のタラップ（エアステア）が用意されておらず、地上設備の貧弱な地方空港での運用に難があるなど、ここでも旅客機としては使い勝手の悪い面が見られた。なお、後にユーザーの要望を受けて、内蔵式タラップも装備されている。

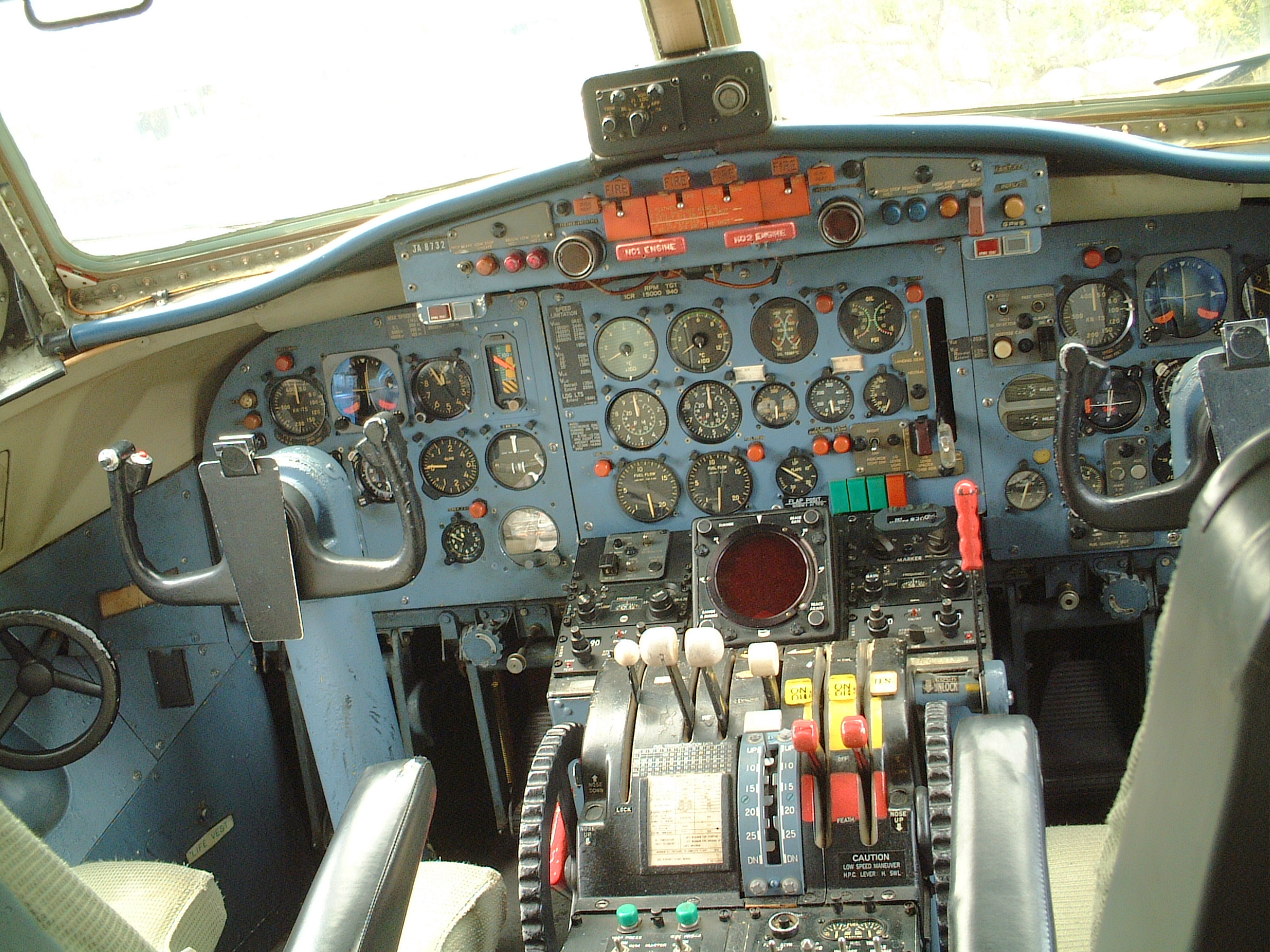
コックピット
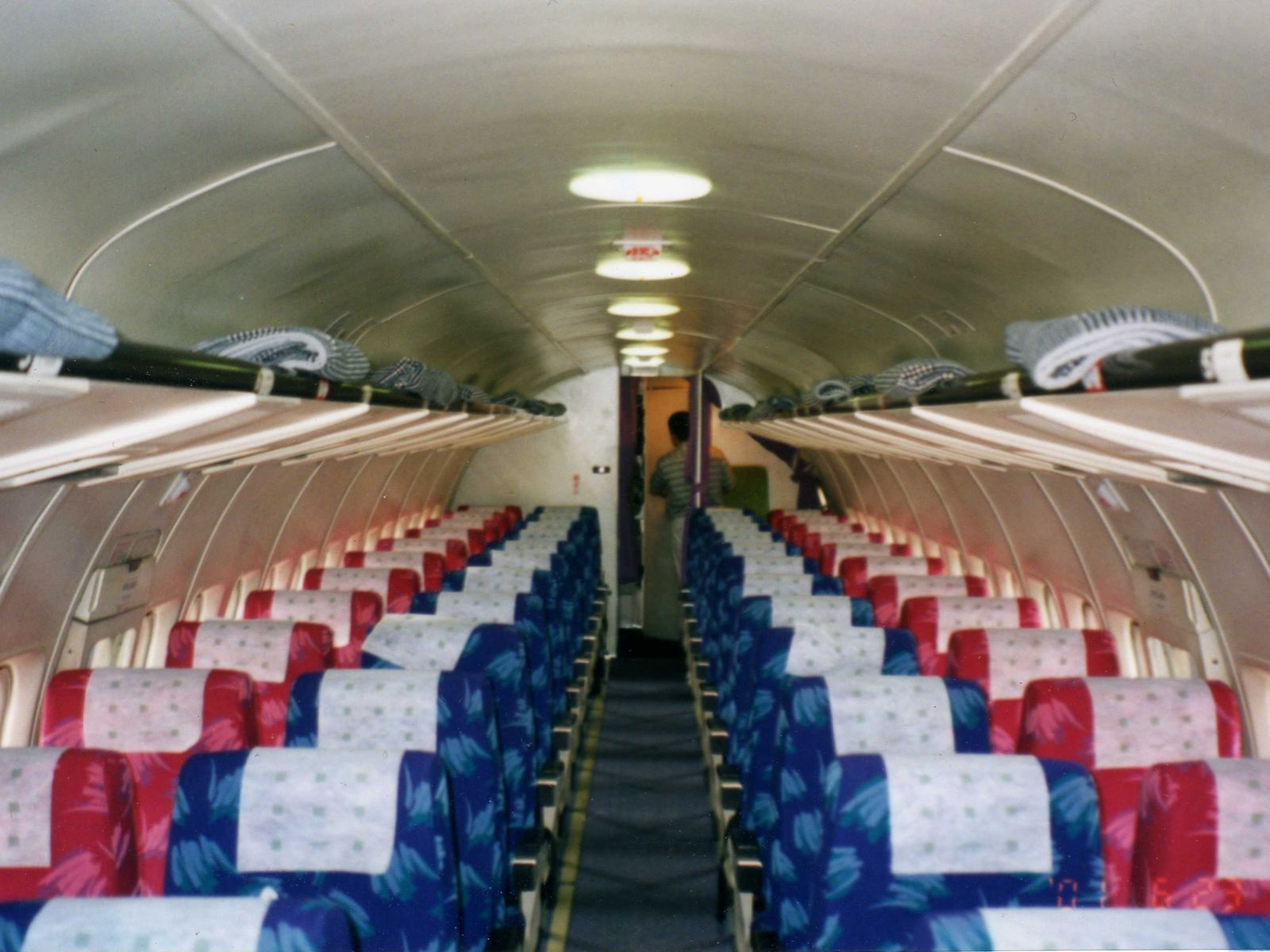
機内
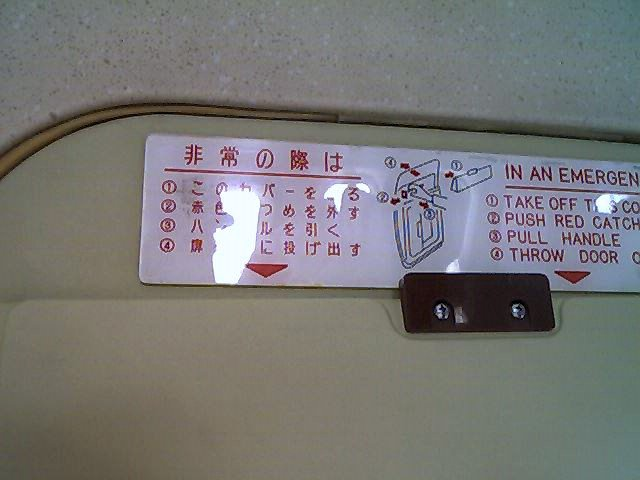
非常口注意書き
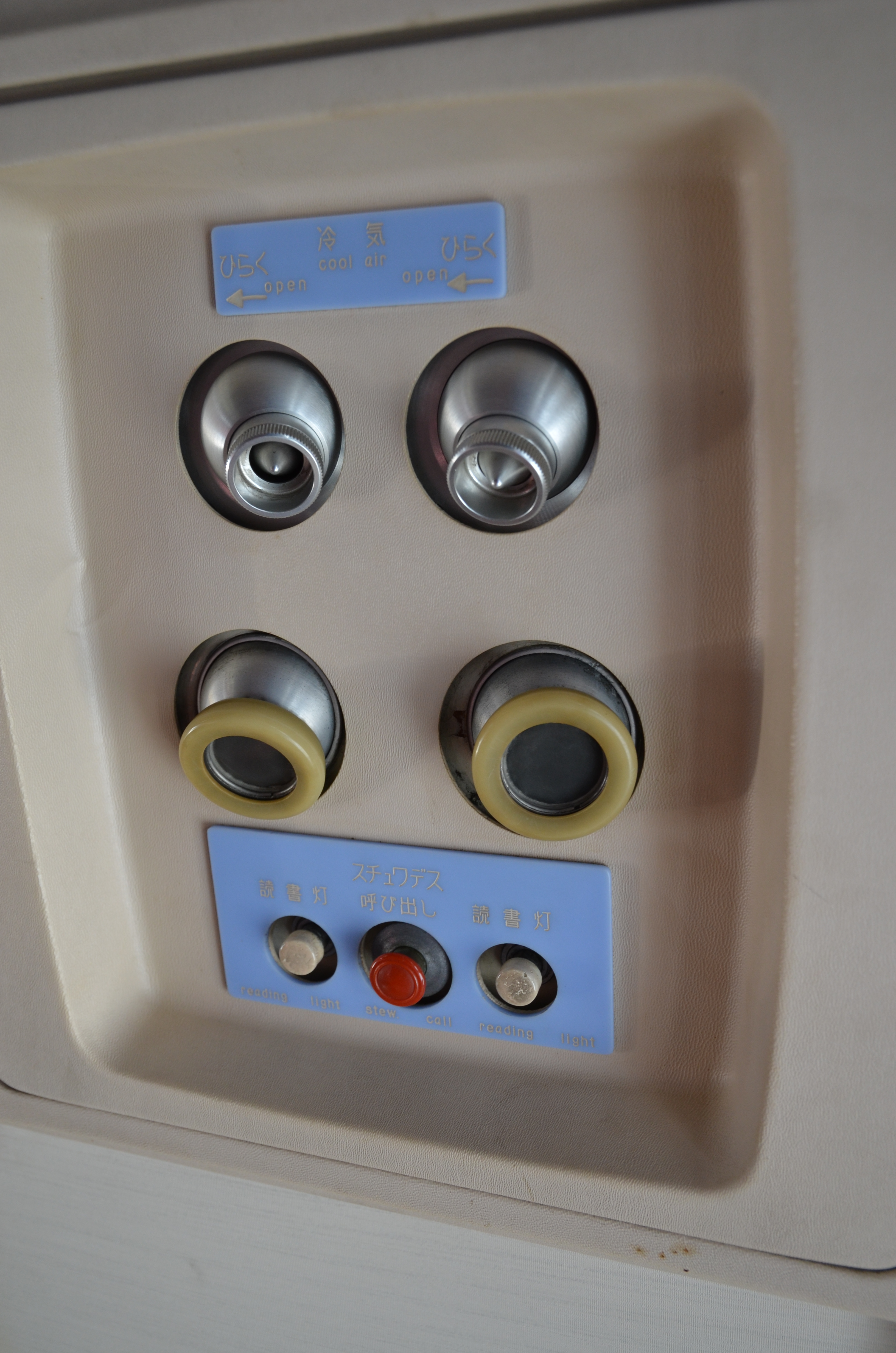
上から冷気吹き出し口・読書灯・客室乗務員呼び出しボタン
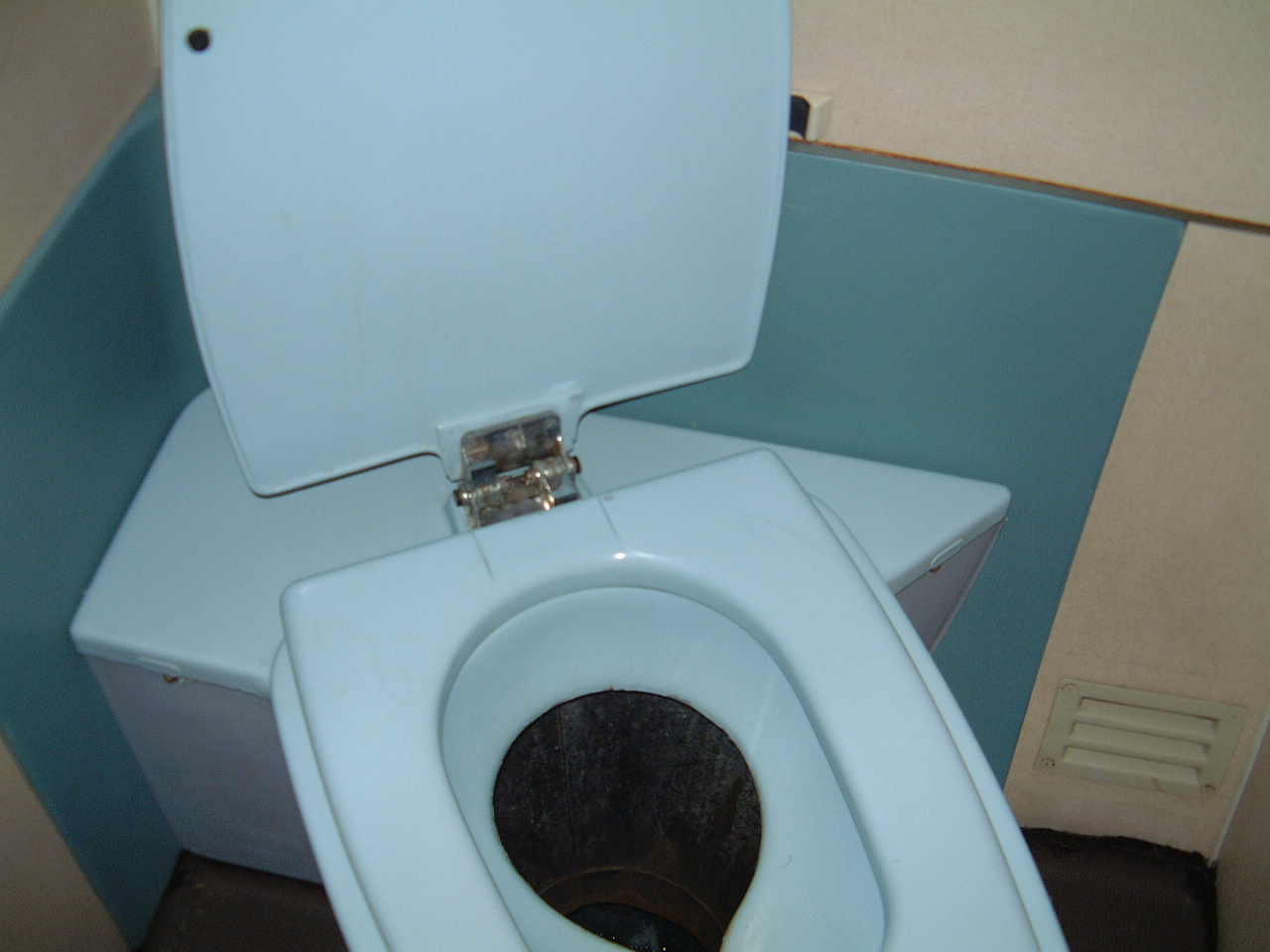
トイレ
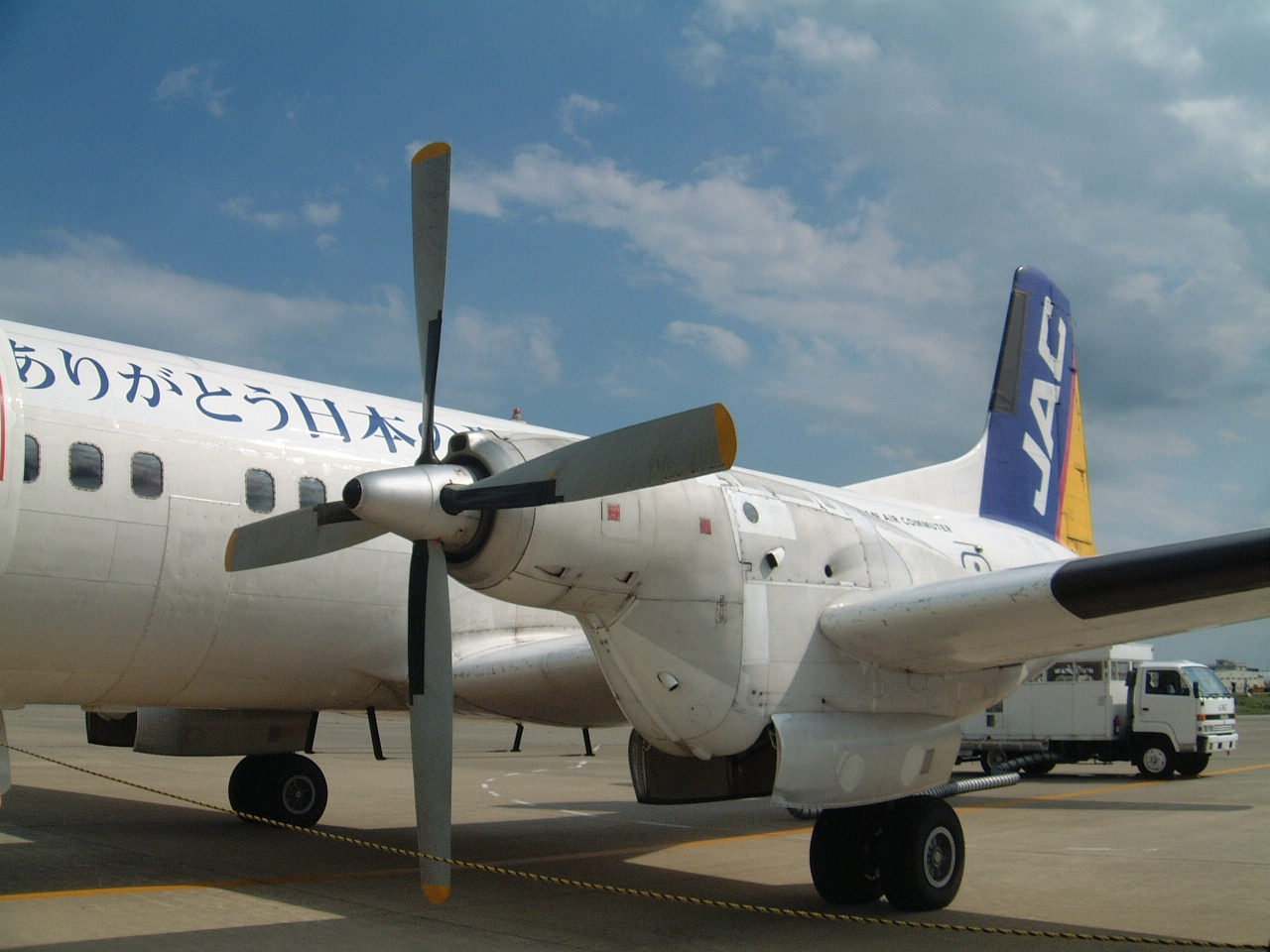
プロペラとエンジンナセル

## 派生型
YS-11にはいくつかの派生型式が存在する。機体の用途による違いで分かれているが、さらに納入先によって細かく区分されている。また、製造番号が付けられており、先行試作機2機は1001・1002、以下量産機は2003 - 2182である。

### YS-11-100

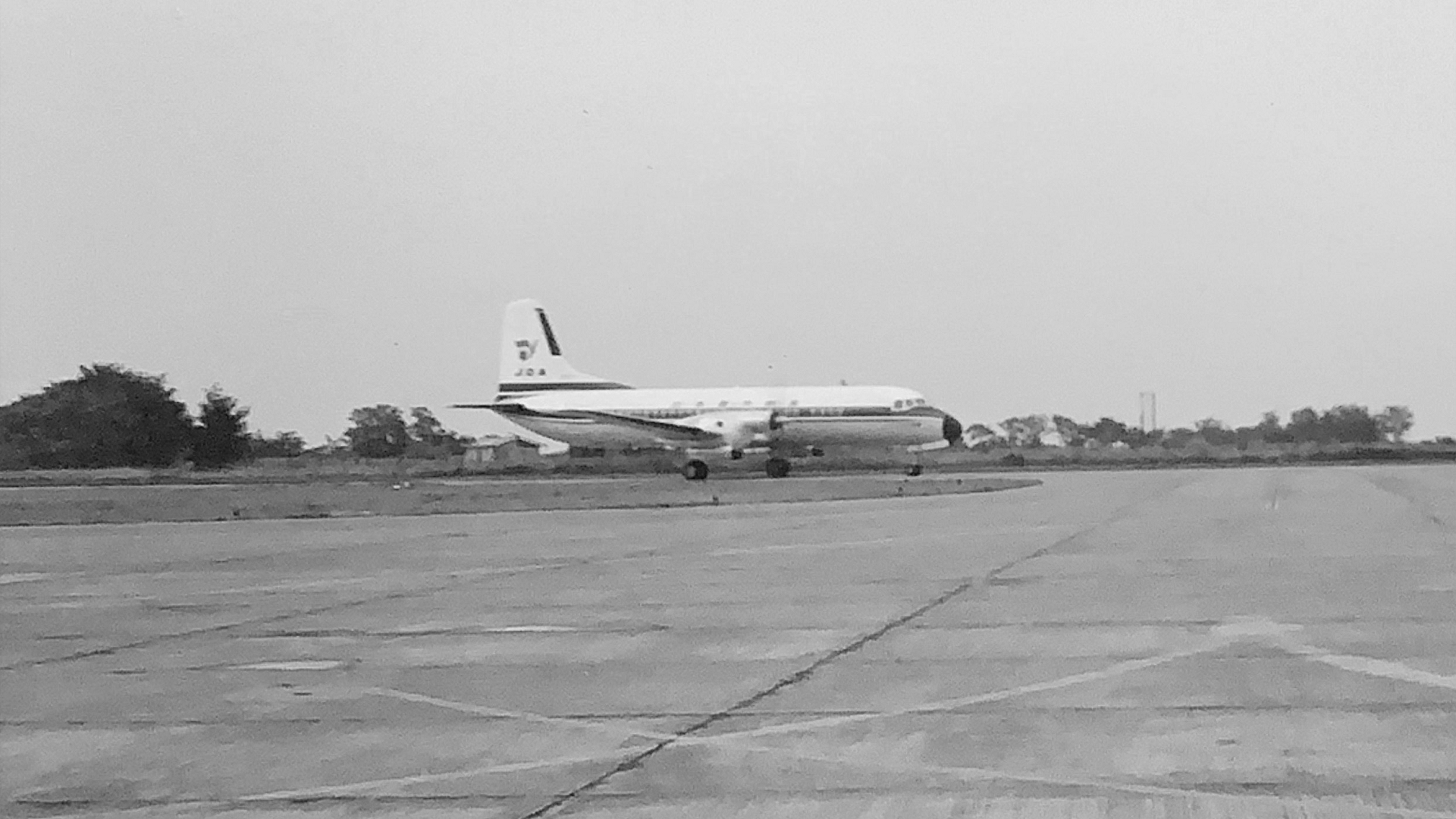
日本国内航空（JDA）のYS-11（1960年代）

- 生産機体番号 - 2003 - 49、58

2003（量産1号機）から2048が該当する初期の生産型。2003は試作機の設計変更中に組み立てが開始されたため、生産中に同様の改良を受けている。2010からは乗降口をヒンジ式からスライド式のプラグドアに変更、2040から翼の防氷装置をヒーターからラバーブーツ方式（ゴム膜に空気を送り込む）に変更した。納入先によって仕様が細かく違うことから形式名称が違う。日本国内航空（形式：106、108、109、124）が12機、全日空（102、111）が9機、東亜航空（104、114）が7機、航空自衛隊輸送機Pが4機（103、105）、運輸省航空局が3機（104、110、118）海上自衛隊輸送機M（112、A-113）が2機、航空大学校（115）が2機、輸出はフィリピナス・オリエント航空（107、116、121）が4機、また、リースでピードモント航空、大韓航空、ランサ航空、ハワイアン航空、クルゼイロ航空、アルゼンチン航空が採用した。このうちJA8612として使用された機体が定期便初就航の「聖火号」である。
海上自衛隊の輸送機Mのうち1機は2058だが、特別に100形 (A-113) として生産された。

### YS-11A
1967年（昭和42年）製造の2050（通算50号機）以降の機体で、輸出を見込んで大幅に改良を施した。これはアメリカ中西部の中古機や航空部品販売を行うディーラーであるシャーロット・エアクラフト社がアメリカでの販売代理権の取得を目指して提案してきたことを受け入れた仕様であった。同社がコンサルタントを使い競合機（フェアチャイルドFH-227）との比較において、運航コスト、離着陸性能が優れ、短距離ローカル線で需要があると判断したが、ペイロード（有償荷物重量）が少ないとの指摘を受けて改良されたものであった。
エンジンはタービンの耐熱性向上とプロペラ減速歯車の強化によって出力を10%増加させ、ペイロードを1トン増やした。合わせて各部の設計変更を行い、主脚ドアの内面を平滑にして脚下げ時の速度を289km/hから389km/hへ向上、同時に急降下の際に脚をエアブレーキとして使用できるようにした。座席の座面クッションを着水時の浮き具として使用できるものとし、座席間隔も860mmから790mmに改めて、64席に増やした。
2070からは内装をレザー張りからプラスチックに改め、カーテンもシャッター式ブラインドとして、ライバルになると目されたフォッカーF-28などに対抗した。また、オプションとして補助動力装置（APU）を搭載可能とし、空調・発電・油圧装置・エンジン始動を地上設備なしで作動可能とした。これは地上設備の貧弱な日本国外の地方空港乗り入れを目指したものである。2075からは乗降口高さを体の大きな欧米人に合わせて1.6mから1.75mに拡大、2078からはエンジンを、タービンブレードの材質変更で高温時の最大出力を4%増加したダートMk542-10Jに 、2092からは減速歯車を補強して耐久性を向上したダートMk542-10Kに変更した。

### YS-11A-200

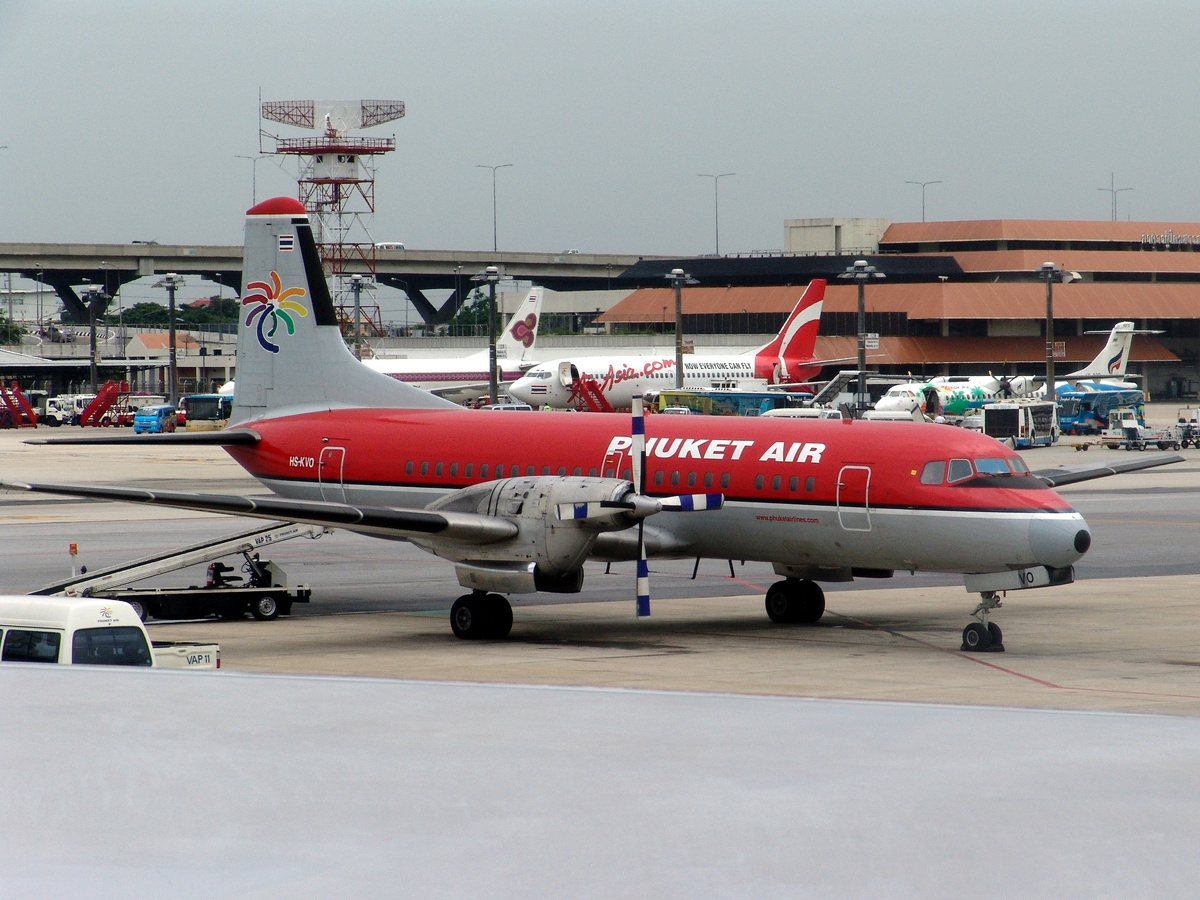
プーケット航空のYS-11A-200（2005年）

- 生産機体番号 - 2050 - 57、59 - 69、75 - 85、90 - 103、108 - 121、123、126、127、130 - 138、141 - 149、152、154、155、157 - 159、163 - 168、175 - 178

YS-11Aのうち、標準形式の旅客型である。95機が生産された。最初の発注者であるピードモント航空はYS-11-100をリース購入していたが、頑丈な機体を気に入ったものの、機内設備などがアメリカの標準的な機内サービスの水準を満たすには程遠く、日航製は大幅な改良提案を受け入れて対応した。
ピードモント向けは205型で、電子装置を一新した。アメリカの基準に合わせるためオートパイロットをスペリー製とし、フライトディレクターシステム、エア・データ・コンピュータ、電波高度計を追加し、アメリカ連邦航空局（FAA）のカテゴリーII着陸の追加証明を獲得した。さらに計器類を刷新、インバータの増設、左プロペラにブレーキ設置、前脚ステアリングを50度から60度に変更、床下貨物室を後方へ60cm拡大した。機内設備はアメリカの航空会社の標準とし、前方乗降口を非常用に使用するため客室乗務員席を前方に増設、ギャレー（調理設備）装備もアメリカの水準に合わせたものを、トイレもジェット機で使う水洗式に、洗面台には給湯器を設置、座席を米国製に変更し、前方にコートルームを増設した。当時は日本製品の信頼性が高くなく、アメリカ国内の一部の層には第二次世界大戦での反日感情がまだ残っていたこともあって、前述の通り、ピードモント航空では乗客の心理を配慮して広告宣伝や時刻表には「ロールスロイス・プロップジェット」と表記し、日本製やYS-11の表示は行わなかった。
ピードモントは205型を20機採用、続いてクルゼイロ航空が202型を8機、ヴァスプ航空が211・212を6機、オリンピック航空が220を6機、中華航空が219を2機、ポーラック・インドネシア航空が222を1機採用した。また、国内では全日空が208・213をリース含め計29機で最大のカスタマーとなり、東亜航空が217・221を11機、南西航空が209・214を5機、海上保安庁が207を2機、海上自衛隊が機上作業機T-Aに206を4機、航空自衛隊が飛行点検機（FC）に218を1機採用した。また、リースとしていくつかの航空会社に引き渡された。
機体の多くは最初に発注された航空会社で使用された後も、第2・第3次カスタマーによって運用され、そのほとんどが500型に、後にカーゴ（貨物型）に改造された。

### YS-11A-300
- 生産機体番号 - 2070 - 74、86 - 89、105 - 107、128、129、139、182

YS-11Aのうち、旅客・貨物混載の機体である。16機製造。前方が貨物室、後方が客室で、自動式タラップを内蔵した乗降口を後方へ移動し、前方左側には横2.48m・縦1.83の油圧式カーゴドアを増設し、大型貨物の搭載を可能とした。また前方の床は強化された。カーゴドアはプロペラ回転面を避けるため、自衛隊の貨物機400よりも横幅を縮小している。キャビンは隔壁の移動により、30席、38席、46席の混載型、50席から62席までの全旅客型にそれぞれ転換が可能である。
大韓航空が310型を4機、オーストラル航空が309を3機、トランスエアが306を2機、エアアフリクが302・314を1機ずつ、ガボン政府が318を1機、日本国内航空が307を1機、航空自衛隊が305を1機、海上自衛隊が1機（320→625として納入）採用、その他リース機として生産された。多くは600型に、その後にカーゴへ改造された。
後ろから乗るYSとして、YSのマイナーチェンジタイプとしては最も異彩を放った存在であった。

### YS-11A-400
- 生産機体番号 - 2124、125、150、151、160-162、174

YS-11Aの貨物専用機である。航空自衛隊に7機（402型）と海上自衛隊に1機（404型）が納入されたが、民間からの受注はなかった。胴体後部左に横3.05m・縦1.83mのスライド式カーゴドアを設置、床は全面補強を行い、44席のパッセンジャーシート、3人がけのトループシート14基（42席）を設置可能、担架は24台を輸送できる。航空自衛隊では小型物資投下ドアも設置されている。

### YS-11A-500

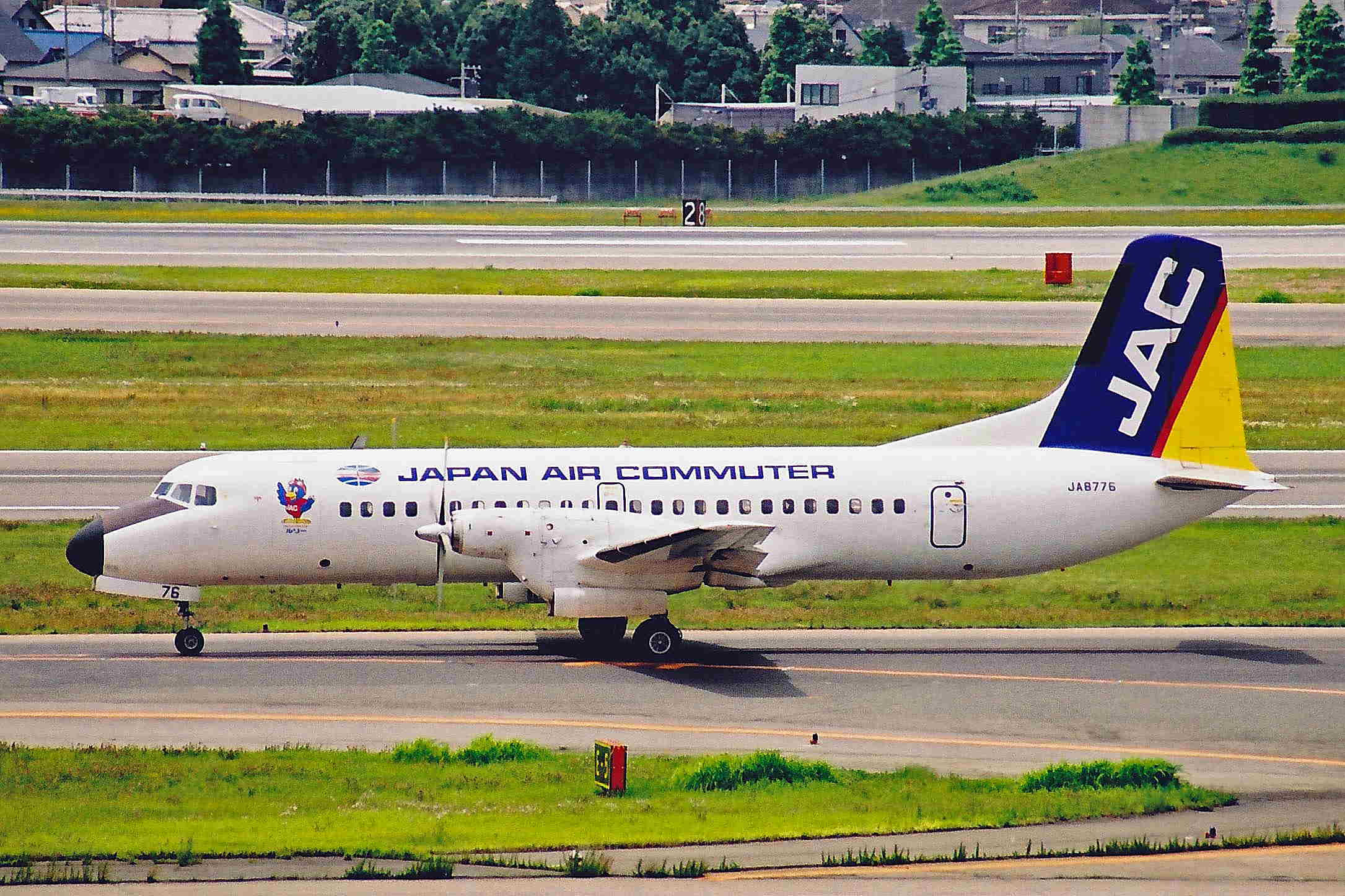
YS-11A-500・JA8776

- 生産機体番号 - 2122、153、156、179
- 改造機体番号 - 2050 - 57、61、62、64、65、69、75、77 - 79、81、91、92、94 - 99、109、111 - 114、117 - 122、126、127、131、141、142、147、149、152 - 154、156、157、163、165、166、176、178

YS-11A-200のエンジンを542-10Kに換装し、ペイロードを500kg増加した機体。最大離陸重量も増加したため、運用能力が向上した。ピードモントが1機（205/500）、オリンピックが2機（220/500）、フィリピン航空が1機（523）採用した。また、200のうち54機が改造された。最後まで残った日本エアコミューターの4機はこのタイプである。日本ではJA8766（製造番号2142）・JA8768（製造番号2147）の機体が最後の最後まで使用され、ファイナルにはJA8766が使用されていた。このシリーズには後にオートパイロットやTCASなどの追加装備を施したものも存在している。

### YS-11A-600

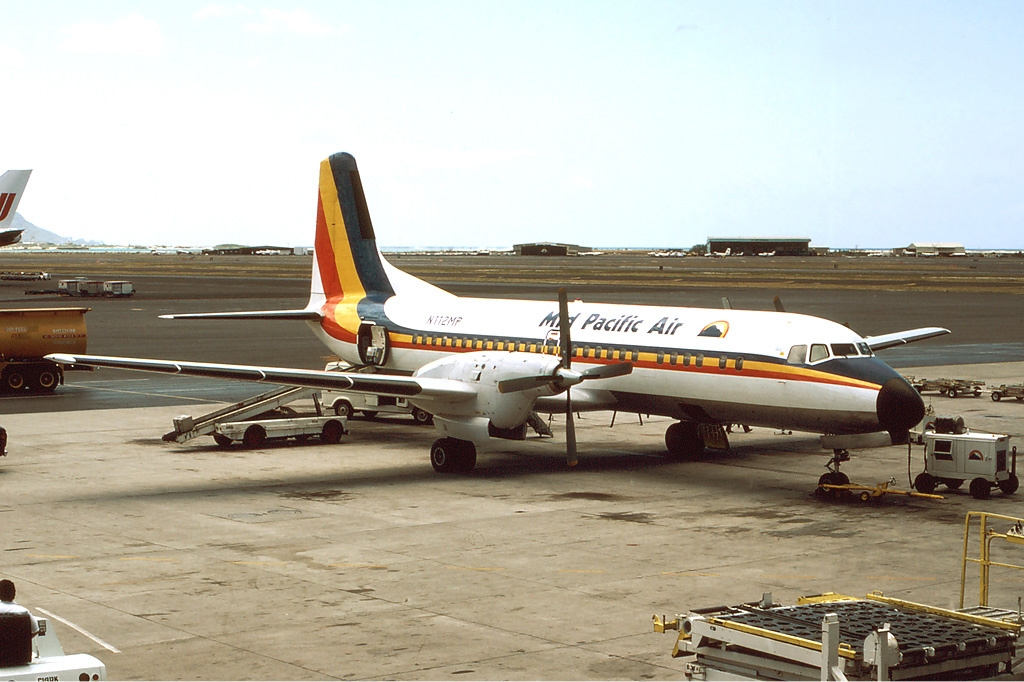
ミッドパシフィック航空のYS-11A-600（1981年）

- 生産機体番号 - 2104、140、169 - 173、180、181
- 改造機体番号 - 2070、71、72、73、89、106、128、182

YS-11A-300のエンジンを542-10Kに換装し、ペイロードを500kg増加した機体。最大離陸重量も増加したため、運用能力が向上した。海上自衛隊がT-Aとして2機（320/624）、ペリタ・エアサービスが2機（320/623）、リーブ・アリューシャン航空が2機（320/623）、ソシエテ・ジェネラル・アリマンタシオンが1機（321/627）、ガボン政府が1機（321/621）、ポーラック・インドネシアが1機を採用した。また、300のうち8機が改造された。
このタイプも-300同様、搭乗の際は後ろ側から乗り込む形となり、全日空のラストフライト機にはこのタイプが使用された。

### YS-11A-500R
- 改造機体番号 - 2101、102、103、108、115、116、133、146

YS-11A-200のエンジンにMk543を搭載、高気温・高地運用時の片発上昇性能が向上したことで、離陸重量制限が緩和された。開発段階ではYS-11Rであり、1972年（昭和47年）7月に型式証明を取得した。全日空の213のうち、8機が改造の対象となった。

### YS-11A-CARGO
- 改造機体番号 - 2050 - 53、56、62、70-73、75、77、86-88、104-106、113、114、117、120、129、139、140、154、169、170、171、173

YS-11Aの第3次カスタマーが運航している、YS-11の最終形態と言える機体である。その名の通り全室貨物機であり、200/300/500/600のうち、最後まで残った機体の中から30機が改造された。

### 計画機
赤字が問題になっていた日航製だったが、通産省の主導で1967年（昭和42年）頃より、YS-11の後継機種（YX）の構想を練っていた。1970年（昭和45年）には二つの派生型まで用意していた。しかし翌年末の1971年（昭和46年）に政府決定によりYS-11が生産中止となったため、計画も放棄された。
YS-11J
YS-11のリージョナルジェット タイプ
- 全長29.5m、全幅32m、全高8.5m。

主翼の上にロールス・ロイス/スネクマ（SNECMA） M45Hターボファンエンジンを搭載、後退尾翼に改造し、最高高度7,620m（2万5千フィート）航続距離2,100km、巡航速度650km/hを目指した。設計図や当時の詳細パンフレットなども残っており、ジェット機は通常翼の下部分にエンジンがあるが、この機体の イラスト ではエンジンを翼上に搭載したタイプである。
YS-11S
YSX YS-11の短距離離着陸 (STOL) タイプ
- 全長28.8m、全幅29m、全高7.3m。

エンジンを4基搭載、尾翼を大幅に改造して、航続距離900km、600m級の滑走路で離着陸が可能とされた。1970年（昭和45年）にアメリカン航空が、短距離の都市近郊路線へのSTOL機導入のため、1974年（昭和49年）に国際競争入札すると発表したことから計画した。入札内容は47席以上のコミューター機、開発費のかからないもの、20機から300機を購入するとしていた。候補に選ばれたのは日航製のほか、ホーカー・シドレー、コンベア、デ・ハビランド・カナダ、マクドネル・ダグラス。
YS-33
1967年（昭和42年）に通産省がYS-11の後継機種（YX）として研究を開始した。1968年（昭和43年）に90席前後のターボジェット機として構想され、市場調査と基礎設計を開始した。1969年（昭和44年）に「YS-33」と呼ばれるようになり、1300mの滑走路で離着陸性能を持つ90席前後の機体で、3発ジェットエンジンのDC-10に似た 機体 となった。1970年（昭和45年）に構想は更に大型化して、180席クラスのロールスロイス・ターボファンエンジン換装の機体にまで拡大した。ロールスロイス社がエンジンの開発を中止したことや、開発予算が膨らんだことに加え、日航製の赤字問題で1971年（昭和46年）に開発が中止された。
この研究は後に締結されるボーイング社との国際共同開発の基礎となった。

## 運用
合計182機（国内民間機75機、官庁34機、輸出13カ国76機など）が製造され、日本をはじめとする各国の航空会社や政府で使用された。一方で日本国内だけで4件の事故（うち墜落3件）を起こした。
日本国内ではローンチ・カスタマーとなった全日空で1970年代30機の保有がピークとなり、1980年頃より順次退役し、1991年（平成3年）8月31日の新潟 - 仙台間・ANA720便が最後の運航となった。一方、1971年（昭和46年）に日本国内航空（JDA）と東亜航空（TAW）が合併した東亜国内航空（TDA）では、1980年代には42機を保有する最大のオペレーターとなっていた。既に機体は生産中止となっていたことから、日本国外の中古機を買い戻して逆輸入し調達していた。これはTDAが抱える低需要のローカル線を中心とした多くの路線が、騒音問題や空港施設の関係などから、YS-11に依存しなければならなかったことが理由である。

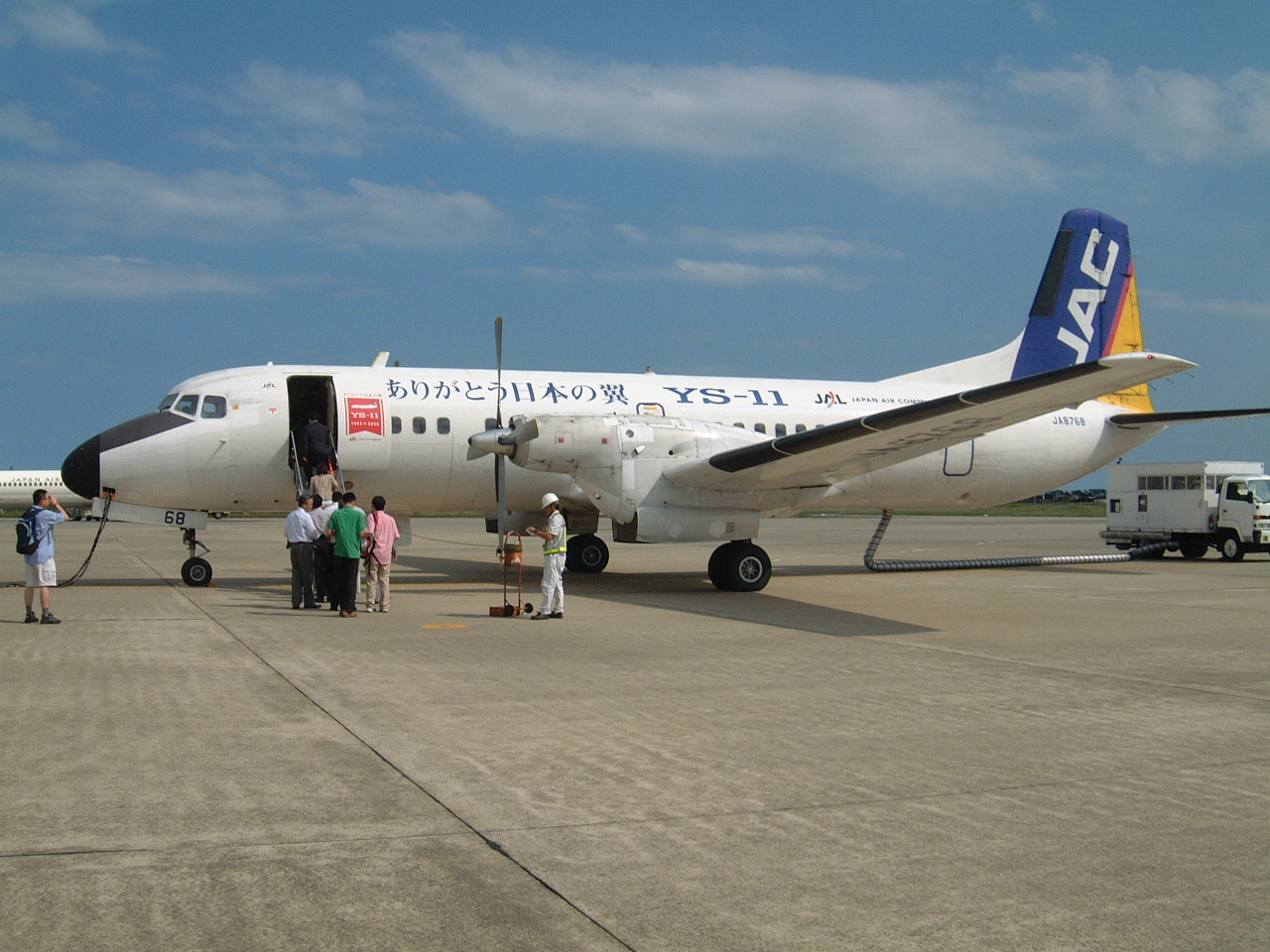
引退直前のJACのYS-11

しかし、経年と共に整備費用（維持費）が上昇したことで、YS-11の経済効率の悪さが顕著になって行き、搭乗率が高くとも運航経費の上昇で赤字となる路線が多かった。1975年（昭和50年）の整備費の指数を100とすると、1977年（昭和52年）には193.7、1978年（昭和53年）に228、1979年（昭和54年）には249.1となり、加えて、燃料費の高騰、公租公課の上昇と、経済性は下がる一方となり、YS-11の就航路線で黒字を計上する例は僅かとなり、ほとんどが赤字路線へと転落、1994年（平成6年）3月8日の南紀白浜 - 東京便を最後に同社（JAS）から引退し、日本の大手航空会社からは姿を消した。
日本国内の民間航空機としては引退したが、その頑丈なつくりのため自衛隊では現役にあり続けるものも少なくなく、2000年代になってもタイやフィリピンなどの発展途上国ではまとまった数の機体が各航空会社で活躍していた。また、ギリシャでは、海運王アリストテレス・オナシス率いるオリンピック航空への輸出機が転籍を経て、現在もギリシャ空軍機として使用されている。政府専用機として国家元首の移動に使用された機体もある。また、大韓航空にリースされた1機はハイジャックされ北朝鮮に抑留状態となり、その後中華人民共和国の整備工場にて修理が行われているものの、用途や以降の消息は不明である（大韓航空機YS-11ハイジャック事件参照）。
日本国内の官庁向けでは、10機が海上自衛隊、13機が航空自衛隊、5機が海上保安庁、6機が国土交通省（旧運輸省）航空局に納入され、通常の輸送任務のほか練習機や各種任務機として配備運用されている。航空自衛隊ではC-1輸送機導入までのつなぎとして導入したのが始まりだが、後にエンジンをより強力なゼネラルエレクトリック（GE）製のT64に換装して性能を向上したYS-11EA/EBが登場した。これらは俗に「スーパーYS-11」と呼ばれる。1990年（平成2年）海上保安庁のYS-11「おじろ」は樺太（サハリン）から全身火傷のコンスタンティン・スコロプイシュヌイを搬送する作業に使用された。
日本国内の民間航空会社においては、日本の航空法が設置を義務付ける空中衝突防止装置（TCAS）が搭載されていないため、機体寿命より早く引退した。特例期間として2003年（平成15年）9月30日まではTCASの装備なしでも飛行可能であったが、当時運航していた2社の内、エアーニッポン機材は同年8月31日をもって全機退役させることになり（最終フライトはJA8772で女満別から新千歳）、日本エアコミューターはTCASの簡易版である空中衝突警報装置（TCAD）の装備により、法律上は2006年（平成18年）12月31日まで運航可能の特例が認められた。上記によって2004年（平成16年）には、日本国内において就航させていた航空会社は日本エアコミューターのみとなり、2006年（平成18年）9月30日に法律上の期間を満了することなく全路線から撤退した。
また、TCAS設置が義務付けられていない自衛隊においては、航空自衛隊にて現役で使用されているほか、日本航空学園では地上訓練用の教材として現役を続けている機体が存在する。

## 導入航空会社（リース含む）
日本の主要航空会社の他、アジア、南北アメリカ、ヨーロッパ、アフリカの航空会社に新造機として導入された他、ギリシア政府やフィリピン政府専用機および空軍機としても運航されていた。その後転売を重ねられた機体も多く、2020年1月現在、各国の航空会社で運航されている機体は1-3機程度とみられ、その他に同数程度の機体が動態保存されているとみられる。

### 日本

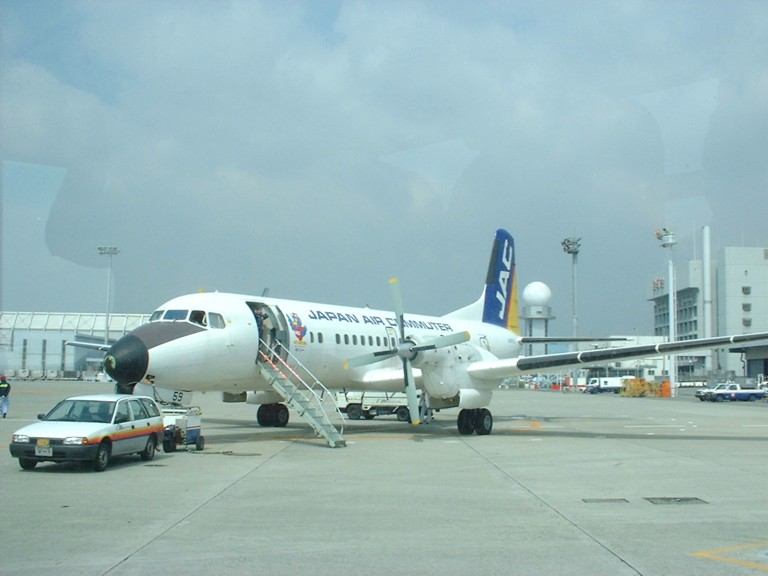
日本エアコミューターのYS-11 大阪国際空港

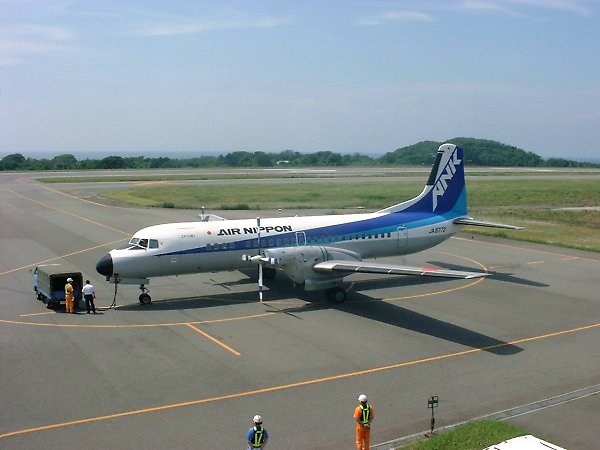
エアーニッポンのYS-11（JA8772、・大島空港）

- 日本国内航空・東亜航空→東亜国内航空→日本エアシステム（現日本航空）：後に日本エアコミューターへ転籍した機体がある。
- 日本航空（ウェットリース）
- 全日本空輸（ローンチカスタマー）：後にエアーニッポンへ転籍した機体がある。
- 南西航空（現日本トランスオーシャン航空）
- 中日本航空（試作2号機を運用：旅客定期便ではなく資源調査のための空中磁気探査に使用された）

### アジア
- 大韓航空（大韓民国、新造機導入）
- 中華航空（中華民国、新造機導入）

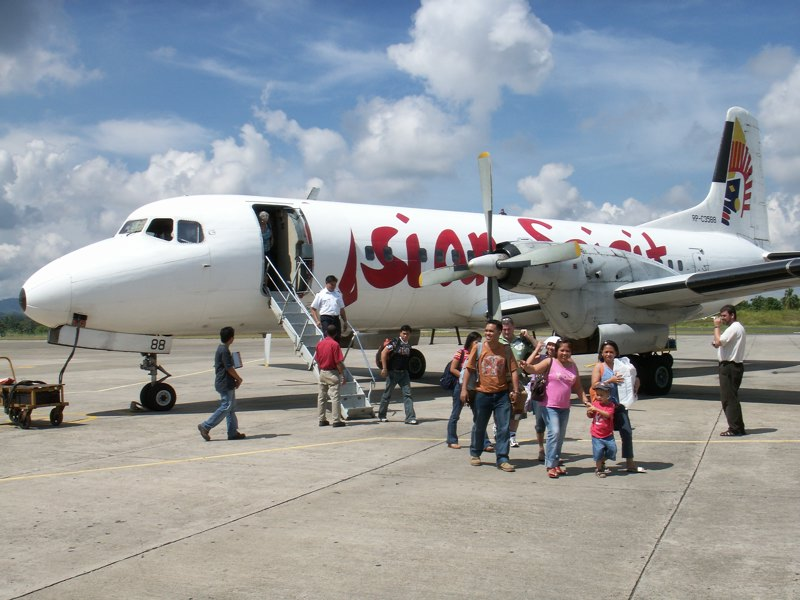
エアアジア・ゼストの YS-11

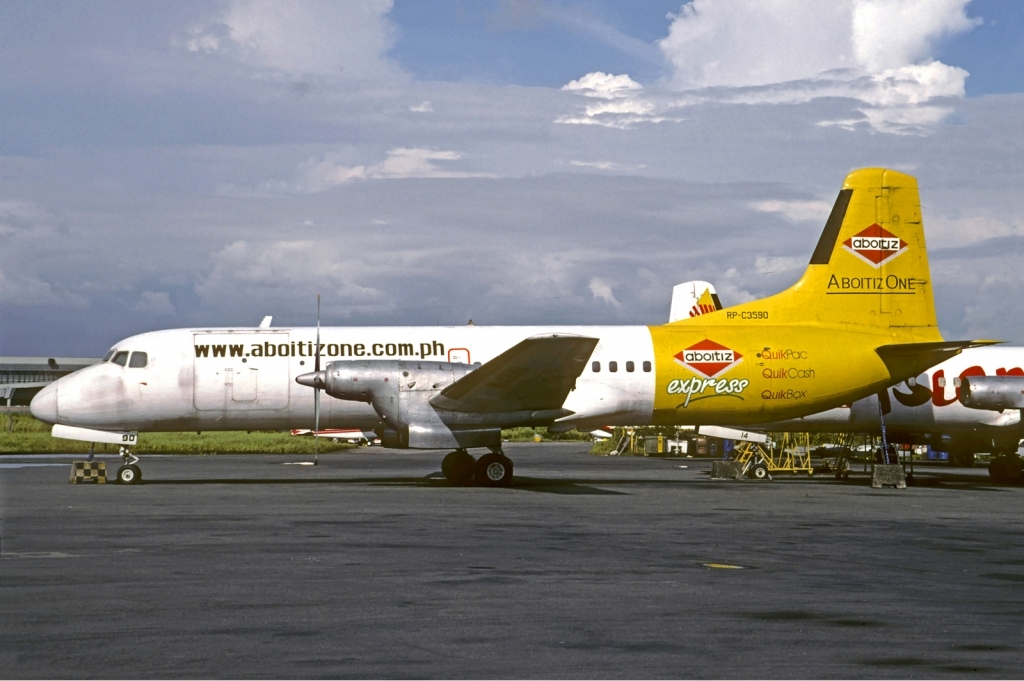
アボイティス航空 YS-11 2003年

- フィリピナス・オリエント航空（フィリピン、新造機導入）
- エアー・フィリピン（フィリピン、新造機導入）
- フィリピン航空（フィリピン）
- アボイティス航空（フィリピン）
- アジアン・スピリット航空（フィリピン）
- フィルアジアエアウェイズ(フィリピン)
- サウス・フェニックス航空（フィリピン）
- ピラミッド航空（フィリピン）[要出典]
- プーケット航空（タイ王国）
- エア・フェニックス（タイ王国）
- ブーラク航空（インドネシア、新造機導入）
- マンダラ航空（インドネシア、新造機導入）
- メルパチ・ヌサンタラ航空（インドネシア、新造機導入）
- ペリタ・エアサービス（インドネシア、新造機導入）

### ヨーロッパ

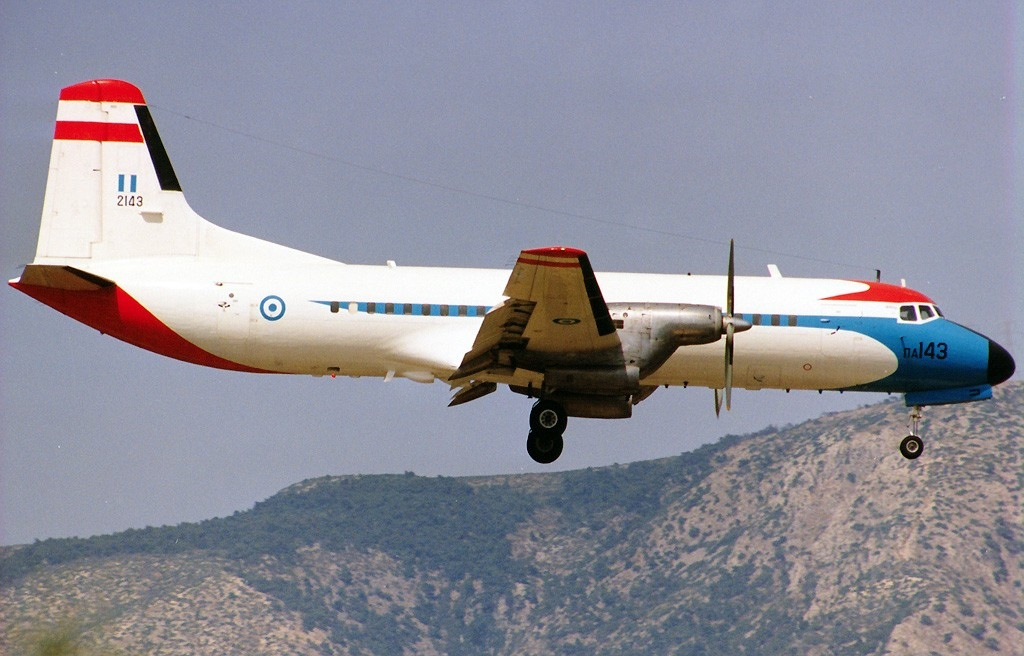
NAMC YS-11A of the ギリシア空軍 (1993)

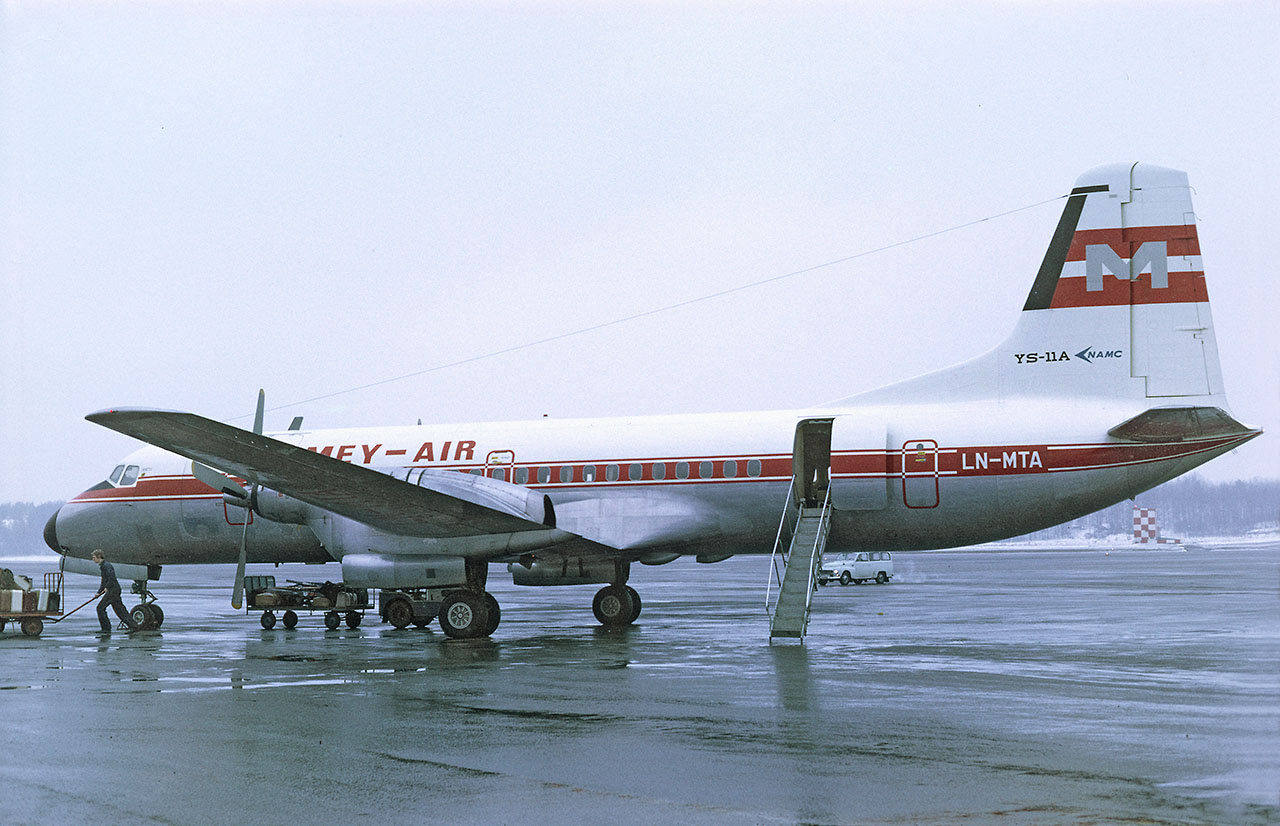
Mey-Air

- オリンピック航空（ギリシア、新造機導入）

- Mey-Air（ノルウェー）

### 南アメリカ
- VASP航空（ブラジル、新造機導入）
- クルゼイロ航空（ブラジル、新造機導入）
- ヴァリグ・ブラジル航空（ブラジル）

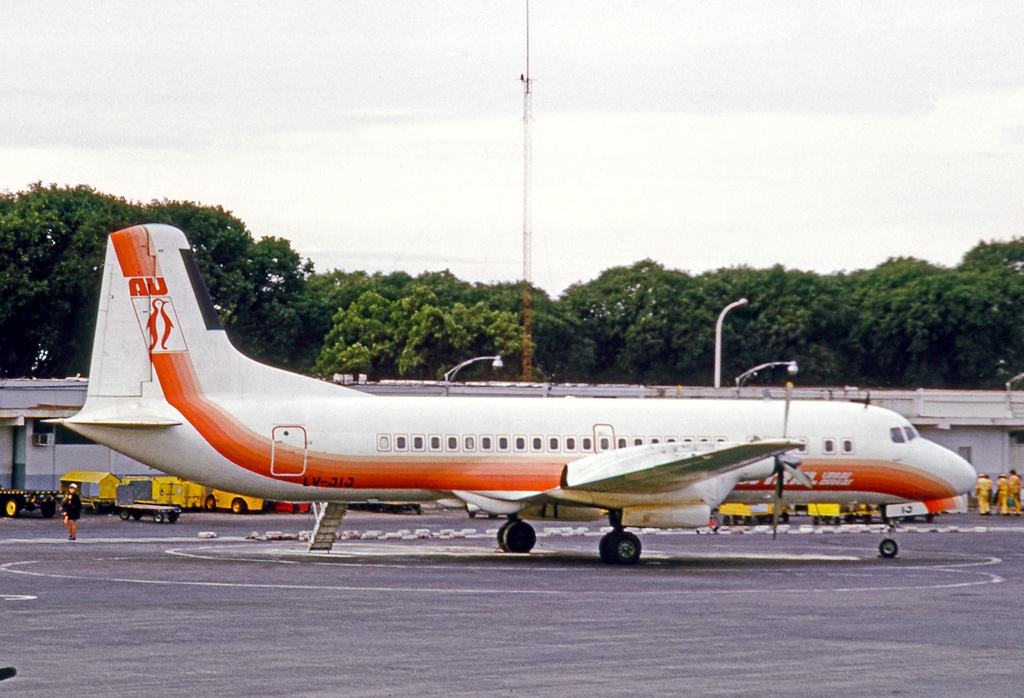
アウストラル航空のYS-11A ホルヘ・ニューベリー空港1972年

- アルゼンチン航空（アルゼンチン、新造機導入）
- アラ航空（アルゼンチン、新造機導入）
- アウストラル航空（アルゼンチン）
- LANSA航空（ペルー、新造機導入）
- アエロダン（メキシコ）
- アエロシエラ・デ・デュランゴ（メキシコ）

### カリブ海沿岸

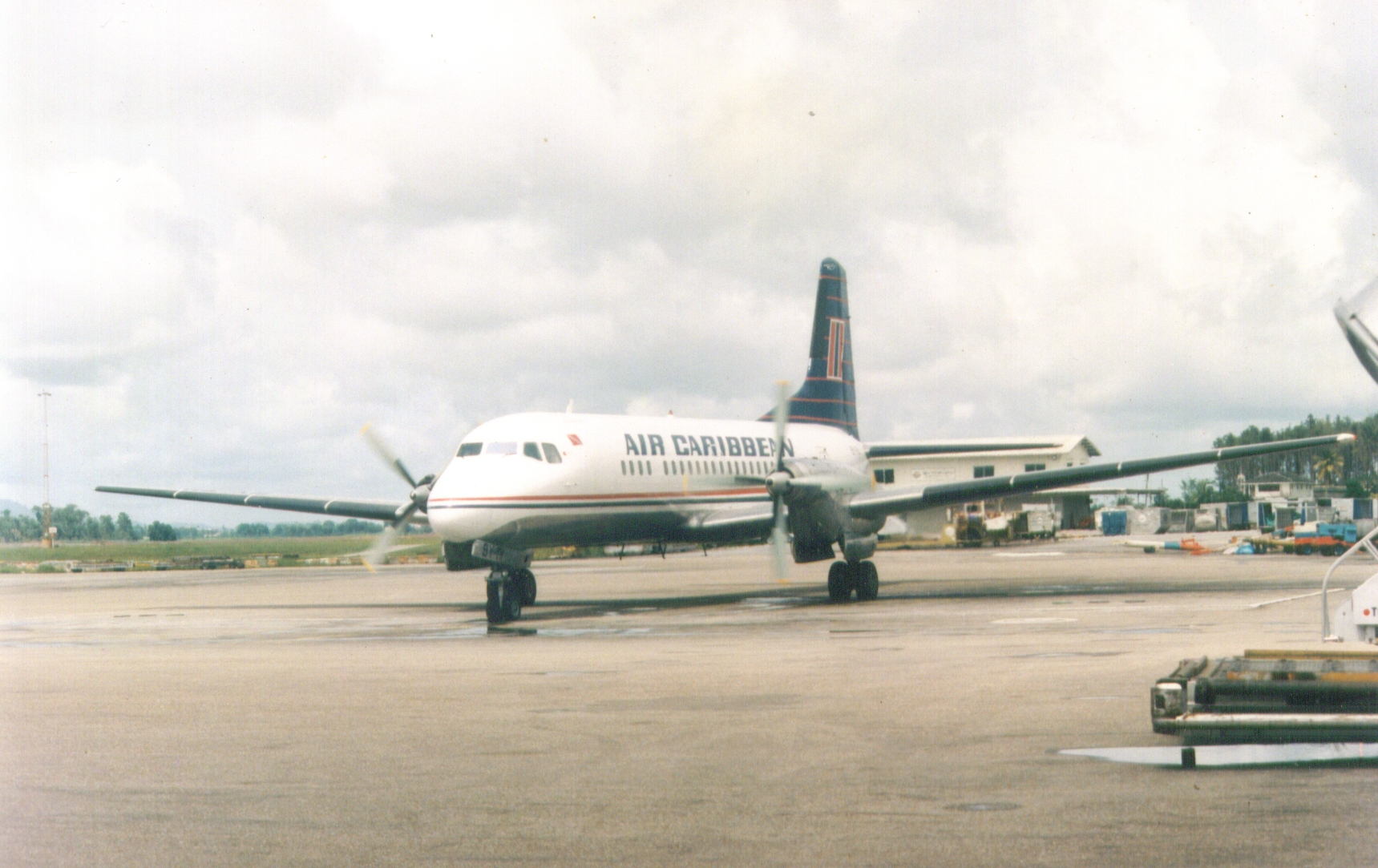
エア・カリビアンのYS-11（ピアルコ国際空港）

- エア・カリビアン（トリニダード・トバゴ）
- アルバ航空（オランダ領アルバ）

### 北アメリカ
- ピードモント航空（アメリカ、新造機導入）
- ハワイアン航空（アメリカ）
- リーブ・アリューシャン航空（アメリカ、新造機導入）
- ミッドパシフィックエア（アメリカ）
- エアボーン・エクスプレス航空（アメリカ）
- パシフィック・サウスウェスト航空（アメリカ）
- プロビンスタウン-ボストン航空（アメリカ、新造機導入）
  - コンチネンタル・エクスプレス（アメリカ、運航はプロビンスタウン-ボストン航空）
- シモンズ航空（アメリカ）
  - アメリカン・イーグル航空（アメリカ、運航はシモンズ航空）
- トランス・セントラル航空（アメリカ）
- フォートワース・エア（アメリカ）
- カナダトランス航空（カナダ、新造機）

### アフリカ
- エール・アフリック航空（コートジボワール、セネガルなど、新造機導入）
- ソシエテ・ジェネラル・アリマンタシオン航空（ガボン、新造機導入）
- ガンビア航空（ガンビア）

## 採用官公庁

### 自衛隊
自衛隊では1965年（昭和40年）から1973年（昭和46年）までにYS-11を23機導入した。内訳は航空自衛隊13機、海上自衛隊10機であった。この採用には、世界への信頼誇示のため、防衛庁に進んで採用してほしいとの強い要望が通産省から寄せられたという話もある。空自の一部の機体はゼネラル・エレクトリック社製 T64-IHI-10J を搭載し、プロペラを3枚に変更した「スーパーYS-11」となっている。航空法改正により日本の航空機は空中衝突防止装置の装備が義務付けられたが、自衛隊機は対象外であり追加装備費を要さず、かつ民間機より飛行時間が短いことから傷みも少ないため、民間YS-11が引退した後も運用されている。

#### 航空自衛隊

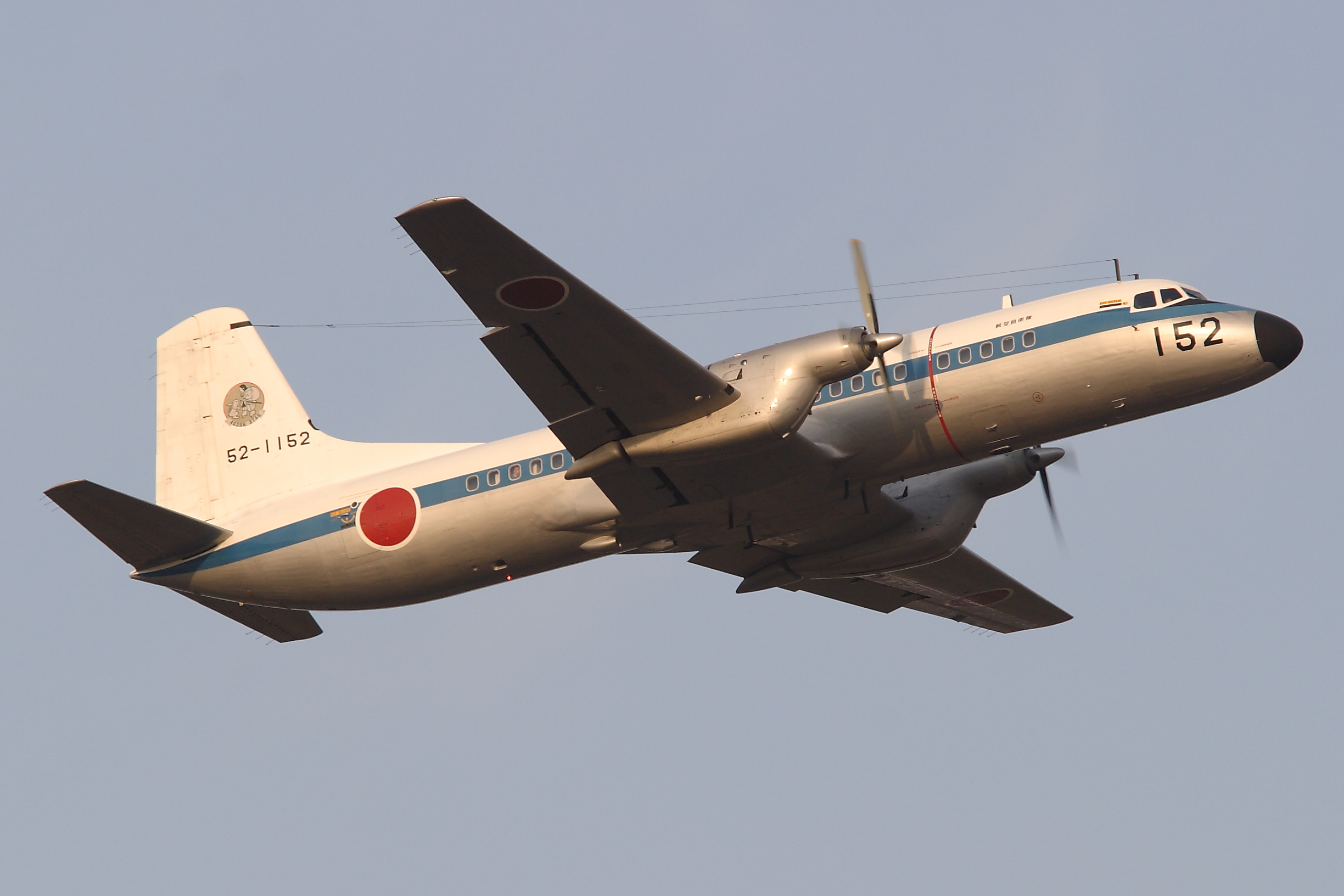
YS-11P 1152号機

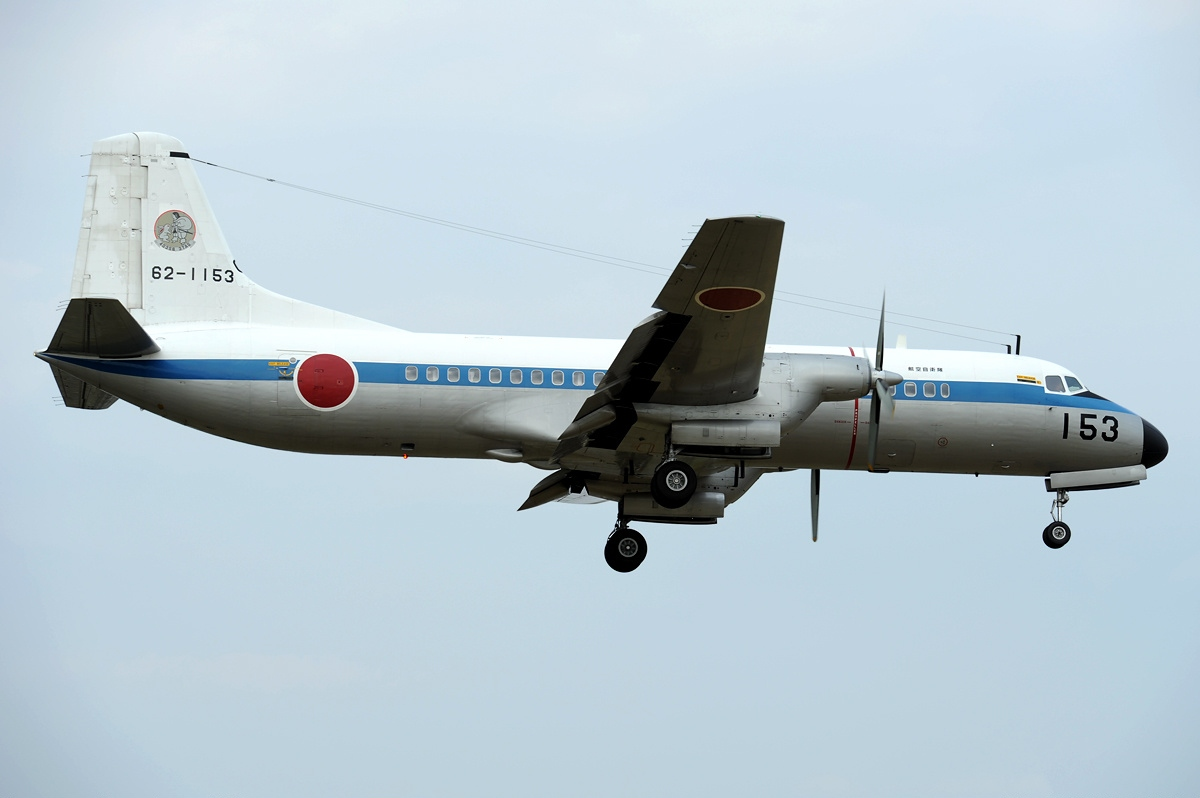
YS-11P 1153号機

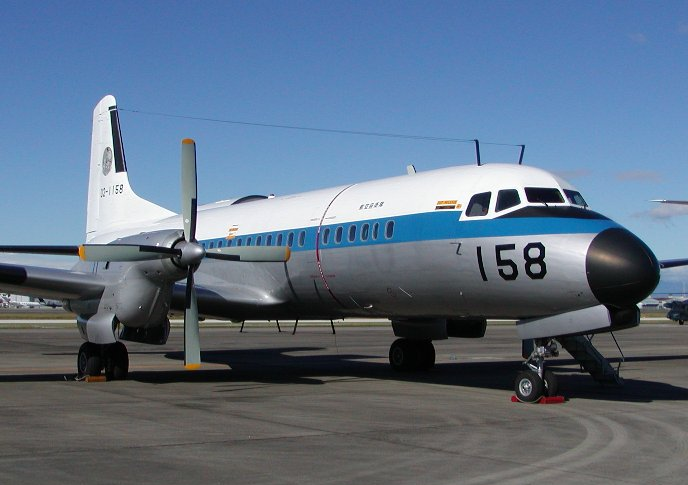
YS-11P 1158号機

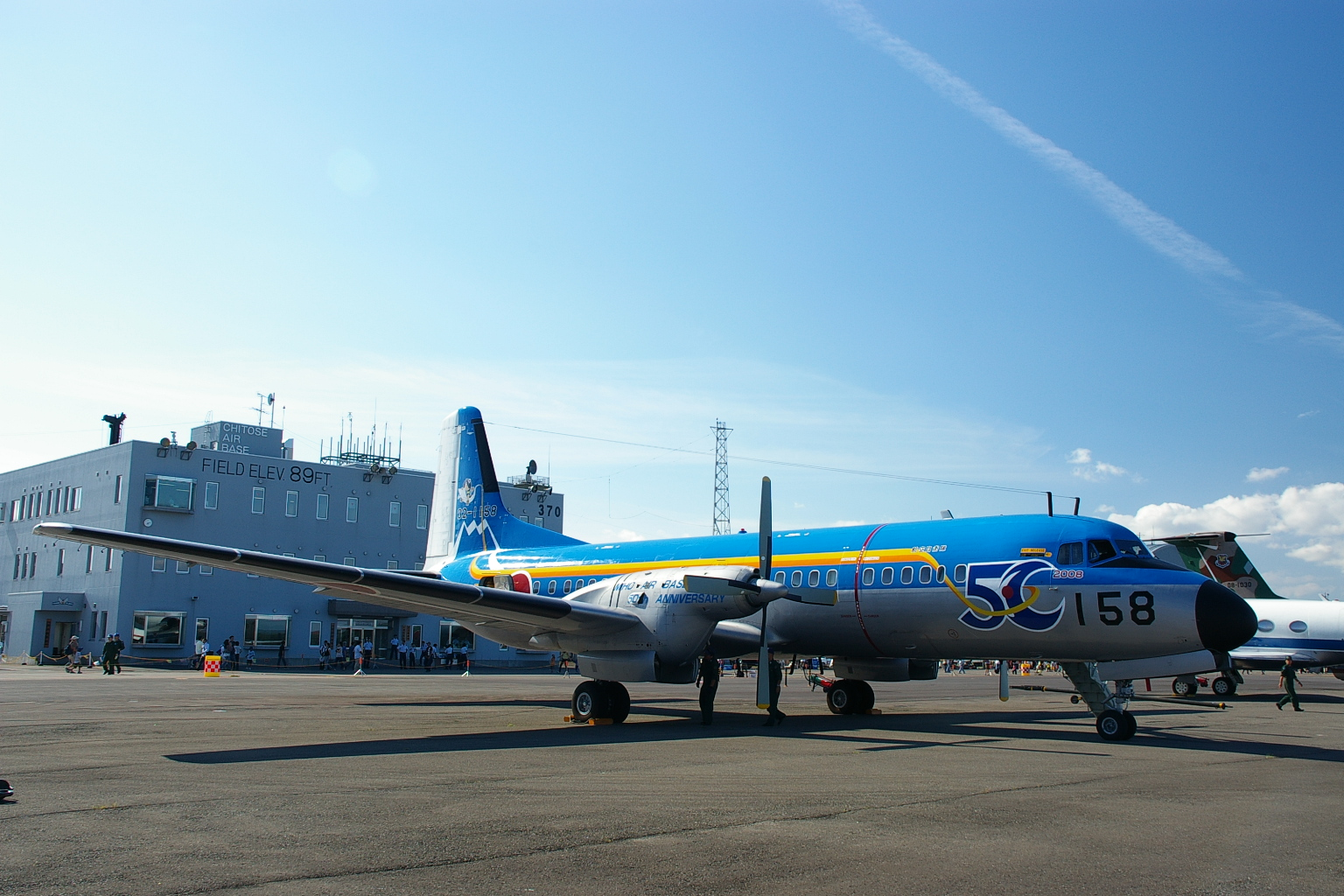
YS-11P 美保基地開庁50周年記念特別塗装

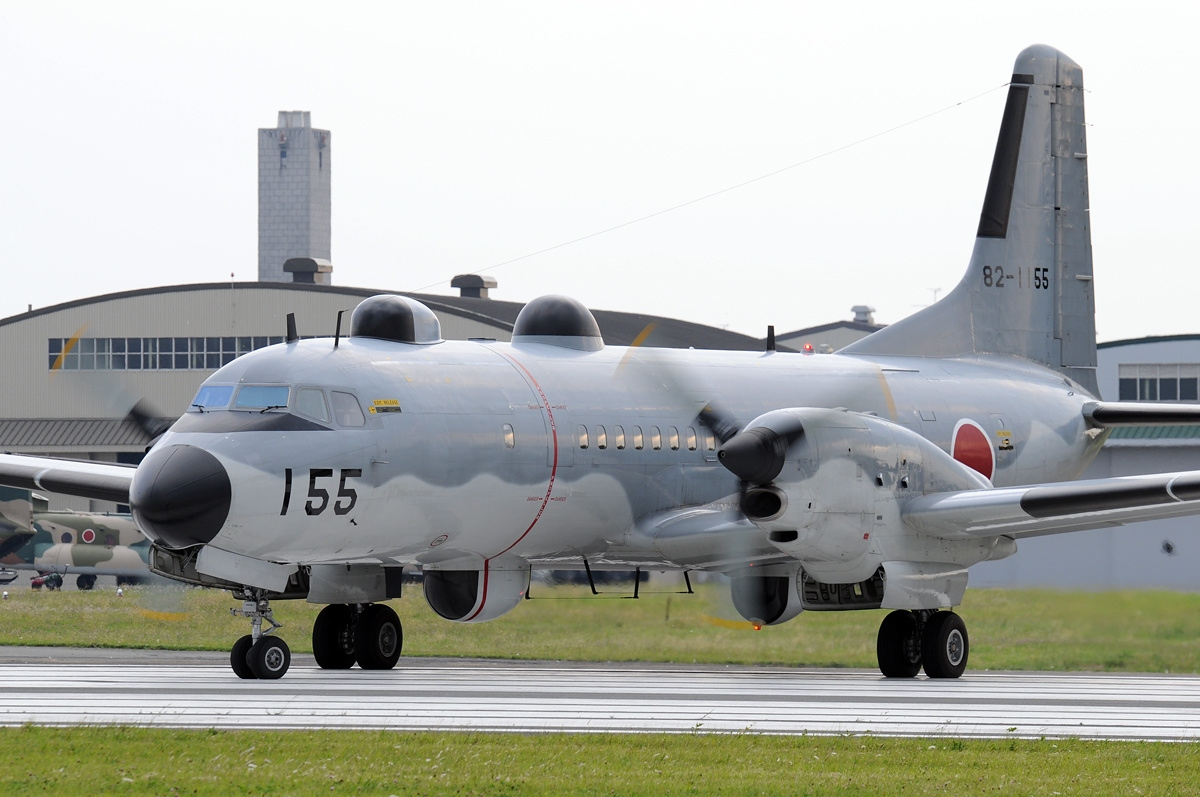
YS-11EB 1155号機

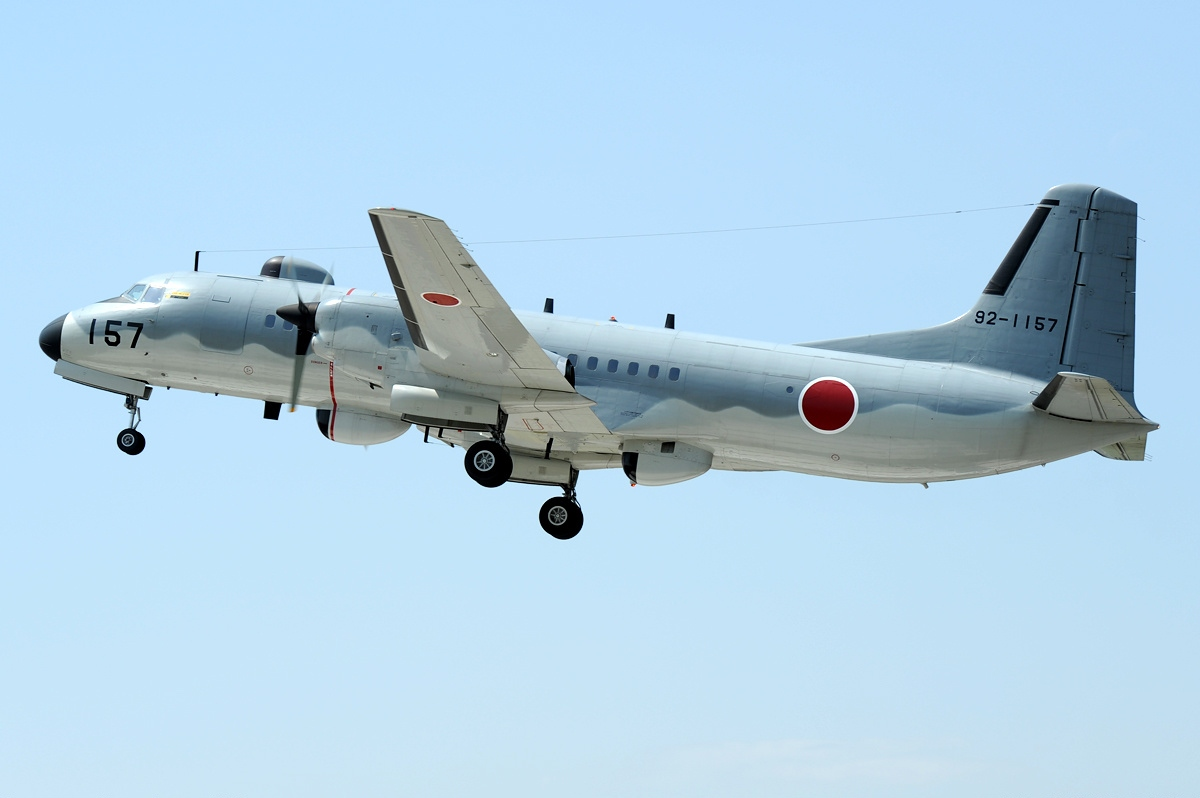
YS-11EB 1157号機

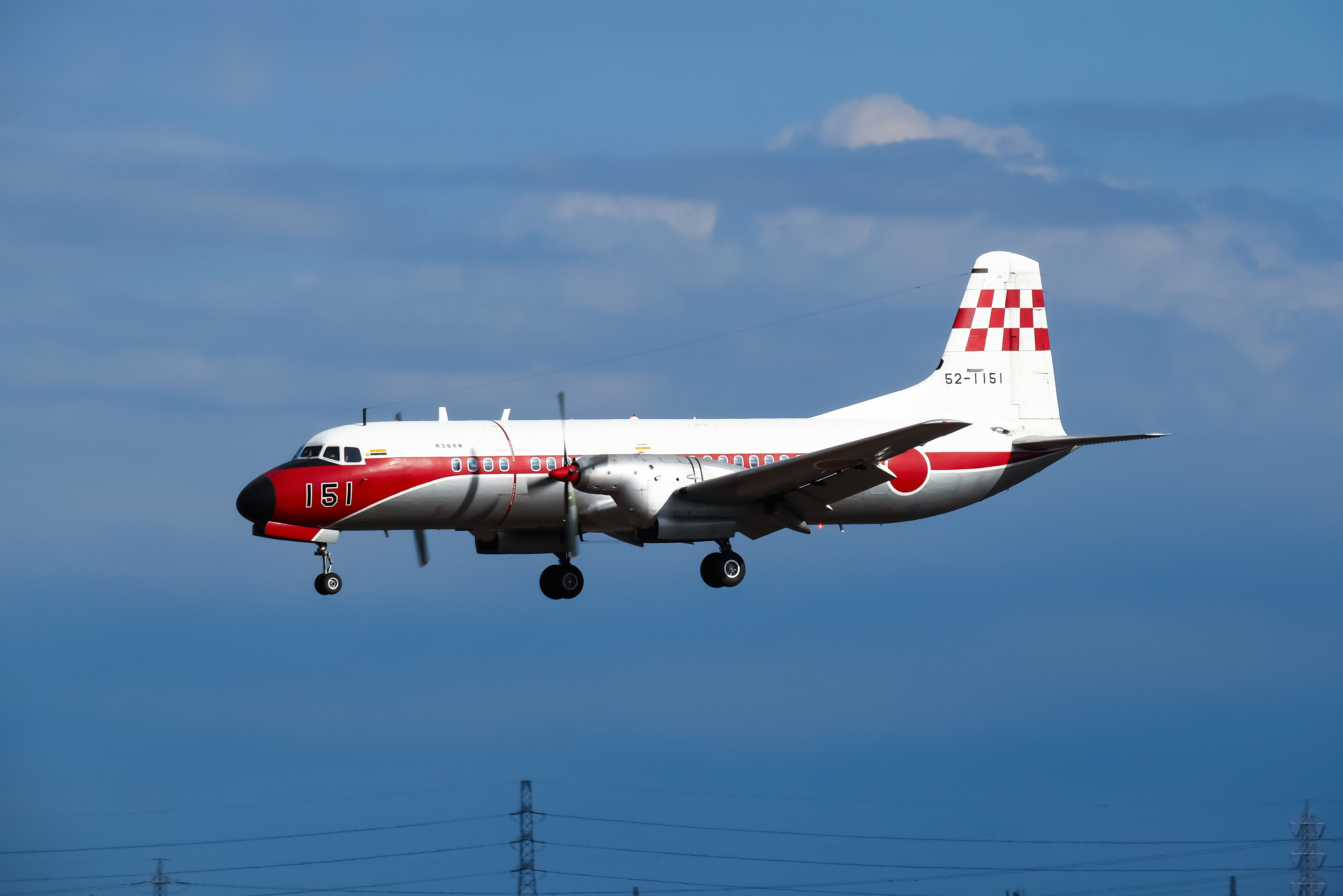
YS-11FC 1151号機

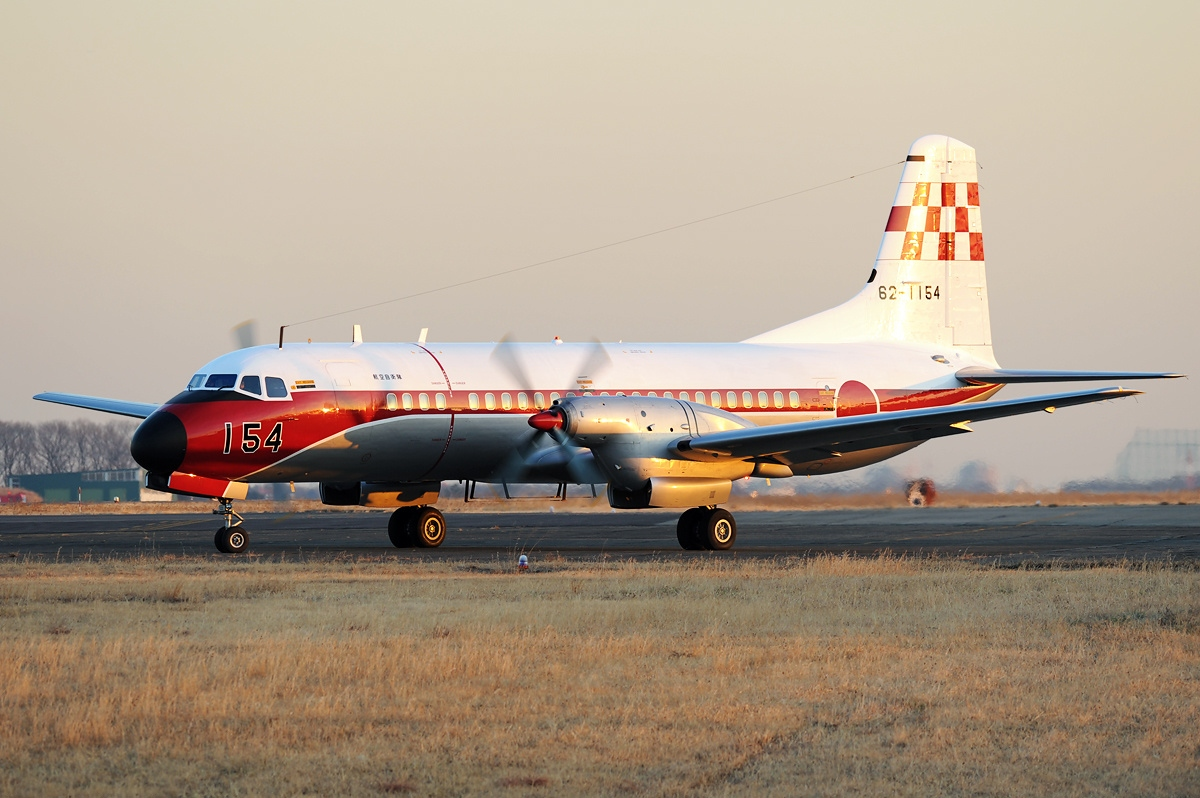
YS-11FC 1154号機

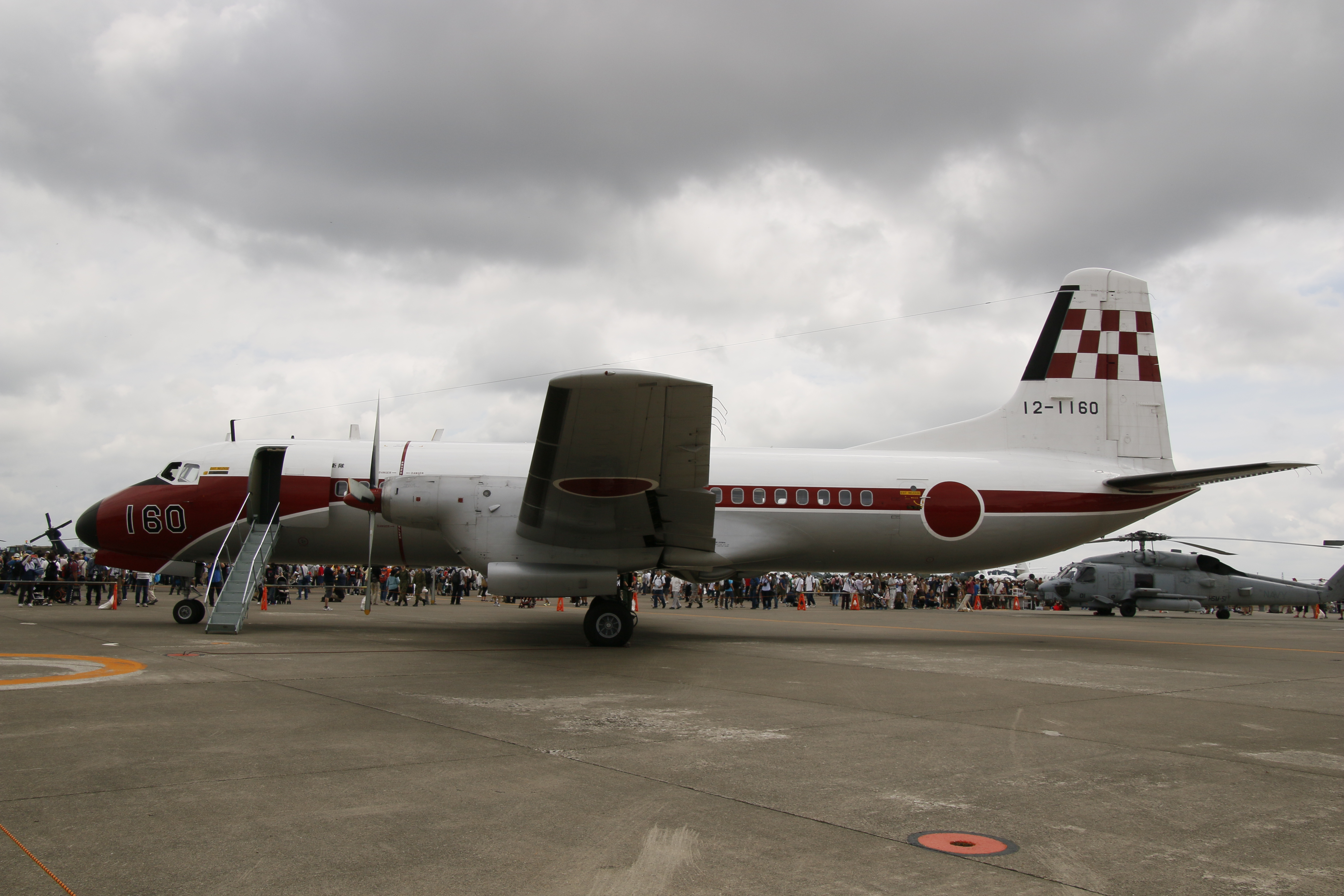
YS-11FC 1160号機

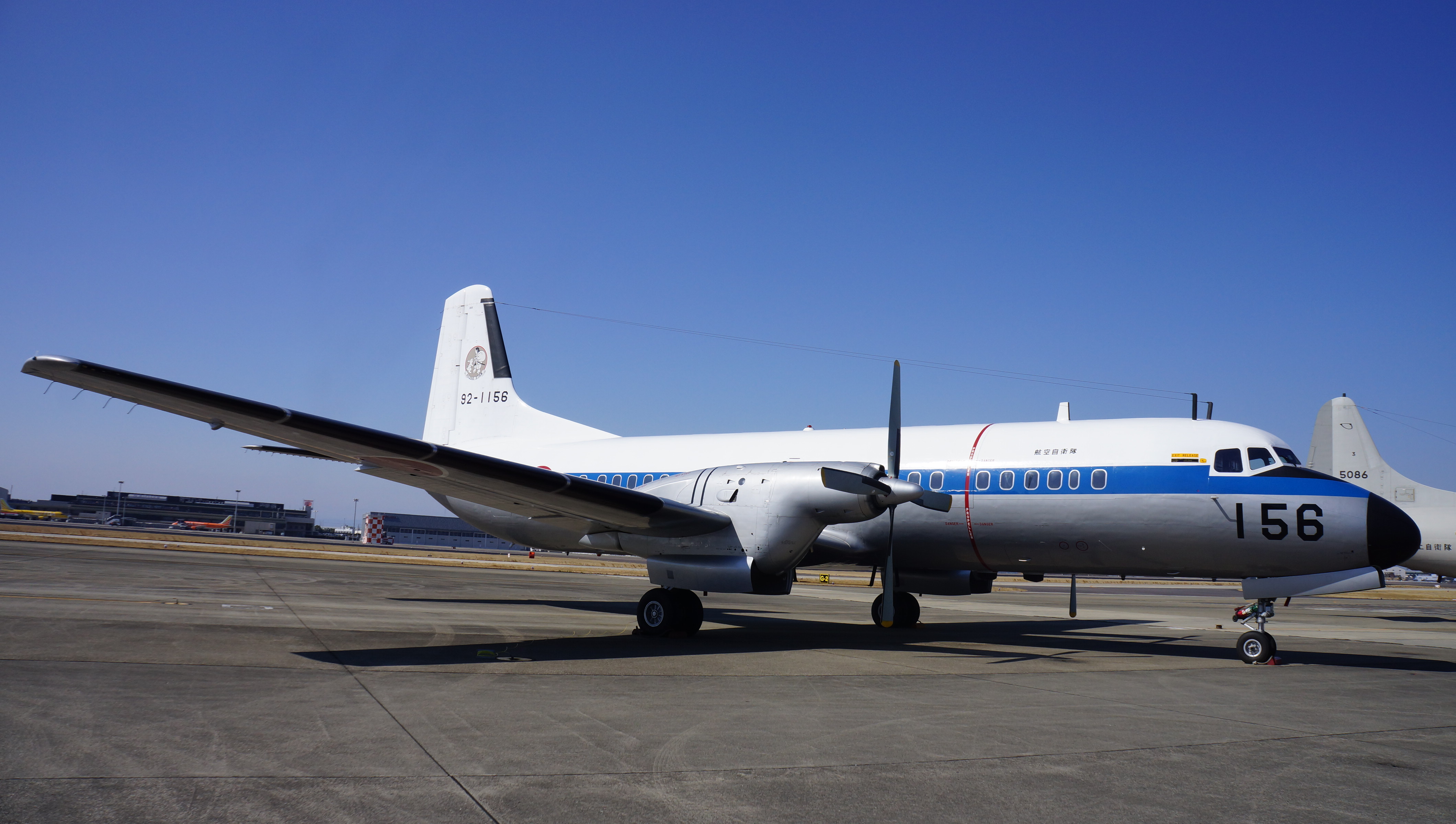
YS-11NT 1156号機

航空自衛隊ではC-46の老朽化が進んでいたことから、次期輸送機導入までのつなぎとして、1965年（昭和40年）から1971年（昭和46年）にかけて、人員輸送機YS-11Pを4機、人員・貨物輸送機YS-11PCを1機、貨物輸送機YS-11Cを7機、飛行点検機（フライトチェッカー）YS-11FCを1機、それぞれ購入した。後に大型のC-130H輸送機が導入されたことから、余剰となったYS-11Cを他用途に改造した。2機が電子戦訓練機YS-11Eに、1機が航法訓練機YS-11NTに、2機が電子測定機（電子偵察機）YS-11ELに、2機がエンジンとプロペラを換装した「スーパーYS」電子測定機YS-11EBに、それぞれ改造された。EBの1機はPCからCとなったものを再改造した。YS-11ELの2機も後に「スーパーYS」化されて、YS-11EBに統合された。YS-11Eは「スーパーYS」に改造され、YS-11EAとなった。YS-11Pも2機がYS-11FCに改造された。
部品不足により、2015年6月22日に最初の1機が用途廃止となった。2016年（平成28年）12月、防衛省は残存するYS-11のうち飛行点検隊（入間基地）に所属する2機のYS-11FCの後継としてサイテーション680Aを選定したことを発表した。同年4月にU-125御岳墜落事故で喪失したU-125　1機の分とあわせ3機を導入した。
また防衛省航空幕僚監部では4機のYS-11EBの後継として、C-2かC-130輸送機の改造型を検討していたがC-2が選定された。2018年現在、平成31年度にC-2ベースの次期電波情報収集機RC-2を入間基地に配備する予定であった。RC-2の配備式典が2020年10月1日に行われている。
YS-11P
YS-11-100の航空自衛隊の人員輸送機。Pは旅客を意味する英語のPassengerの頭文字。全国の航空自衛隊基地を定期・不定期で結んでいる。主翼内インテグラルタンクとバグタンクによって燃料搭載量を7,270Lとし、航続距離を延長した。キャビンとコックピットは全日空機と同様。客席は最前列だけを後ろ向きにしてボックスとし、座席ピッチは91cmで43席とゆったりしている。また、客室は軽貨物輸送パレットか患者輸送寝台に転換可能である。4機採用がされた。
平成29年5月29日に1152号機の退役を以って、同型の全てが用途廃止となった。なお、同機退役までの52年間における総飛行時間は2万3872時間。
VIP仕様機
YS-11Pの1151号機と1152号機は要人や幹部の移送のため、VIP仕様として導入された。後方にラウンジとして左右内向きの3人がけソファーを設け、右前方の荷物室に航法士席とキャビン窓を増設、男子専用トイレも追加した。1151号は後に飛行点検機に改造され、1153号機がVIP仕様に改造された。また、キャビンが近代的に改修され、前方がVIP席としてテーブルを挟んで4人掛けのシートが左右1組ずつ、中ほどに横向きソファのラウンジ、後方が客室（28席）となった。
YS-11PC
航空自衛隊の人員・貨物輸送機。PCは Passenger Cargoの略。P型に続いて採用した機体で、貨客混載のYS-11-300をベースとした。後にP型に統合。
YS-11C
YS-11A-400を航空自衛隊が輸送機として採用したもの。Cは貨物機を意味するCargo（カーゴ）の略。胴体後部左側に横3.05m・縦1.83mのカーゴドアを設置した全貨物機で、床が強化された。室内は客席にも転換可能で、パッセンジャーシート44席か3人掛けトループシート14脚42席、担架は24床を設置できる。7機を採用したが、C-130H導入によって余剰となり、全て他用途に改造された。
YS-11E
YS-11Cから改造された航空自衛隊の電子戦訓練機。EはECMの略。日本の領空を監視するレーダー網及び、その他レーダーによる防空部隊の機能を確認するため、妨害電波をかけ、その対応を訓練するための機体。胴体上面に大小のレドーム、胴体下面に2個の大型レドーム、胴体後部両側に冷却装置を設置した。これらの改造は日本飛行機が主体となって行われた。2機が改造された後、YS-11EAとなった。官民問わず日常的に使用される電波をも妨害する可能性があるため、運用は慎重かつ厳密に定められている。
YS-11EL
YS-11Cを改造した航空自衛隊の電子情報収集（ELINT）任務に使用される機体。ELはELINTの略。中高度で長時間飛行を行い、周辺国から発せられる電波や信号などの電子情報を収集、分析する機体。2機改造されたが、後にYS-11EBに改造された。
スーパーYS
航空自衛隊の注文により、日本飛行機が川崎重工業と石川島播磨重工業の協力を受けて開発した機体。重量増加で飛行能力が下がったC型とE型のエンジンをP-2Jで使用していたGEのT64-IHI-10Eを-10Jに改修後、換装（再利用）、プロペラをハミルトン・スタンダードの3枚ブレードに交換した機体の俗称。上昇限界高度は9,000mに向上し、航続距離も延長された。他のYSと飛行騒音が決定的に違うために現存するYSでもかなりの異彩を放っている機である。
YS-11EA
YS-11Eを「スーパーYS」化改造した電子戦訓練機。E型で上下7箇所あったレドームを廃し、ブレードアンテナのみとなった。また、冷却機材収容部は右側のみに、機内のECM機材もJ/ALQ-7など能力向上型に改められた。2機。
YS-11EB
YS-11Cを2機「スーパーYS」化改造した電子測定機(電子情報収集機)。後にEL型2機も同型に改造して計4機。機体上下に二つずつのドームを付けているのが外見上の特徴（冷却機材収容部もEA同様右側のみ）2006年の北朝鮮テポドン・ノドン・スカッドミサイル発射事件の直前にはこの機体が米空軍のRC-135B電子偵察機とともに監視活動を行った。
YS-11FC
航空自衛隊の飛行試験機。FCは飛行点検機を意味する Flight Checkerの略。胴体にはVHF及びTACANアンテナを増設し、機内に航空通信設備、航空交通管制施設を検査する自動点検装置、計器着陸装置、通信装置、グラフィックレコーダー、機上録音機、信号観測用オシロスコープなどなどの無線機材が詰め込まれ、補助電力装置 (APU) を搭載して電源としている。新造1機、YS-11Pの改造2機の計3機。後継機としてサイテーション680Aが導入された。2021年3月17日に1151号機の退役を以って、同型の全てが用途廃止となった。これにより日本国内から、「ダートエンジン」として親しまれたオリジナルエンジンで4枚プロペラの現用機が姿を消すことになった。
YS-11NT
YS-11Cを改造した航空自衛隊の航法訓練機。NTは航法訓練機を意味する Navigation Trainerの略。自衛隊の航法士を育成する機体で、航法/通信アンテナや六分儀が設置されている。1機。
| 製造番号 | 機体番号 | 派生型式 | 初飛行        | 導入     | 採用型式 | 改造年         | 改造型式 | 再改造年      | 改造型式 | 退役           | 備考                                       |
| -------- | -------- | -------- | ------------- | -------- | -------- | -------------- | -------- | ------------- | -------- | -------------- | ------------------------------------------ |
| 2008     | 52-1151  | 103      | 1965年2月15日 | 3月30日  | YS-11P   | 1992年3月      | YS-11FC  |               |          | 2021年3月17日  | VIP仕様で導入                              |
| 2009     | 52-1152  | 103      | 1965年3月13日 | 3月30日  | YS-11P   |                |          |               |          | 2017年5月29日  | VIP仕様で導入 あいち航空ミュージアムで展示 |
| 2018     | 62-1153  | 105      | 1966年1月9日  | 3月4日   | YS-11P   |                |          |               |          | 2015年6月22日  | VIP仕様に改造                              |
| 2019     | 62-1154  | 105      | 1966年2月20日 | 3月28日  | YS-11P   | 1990年12月20日 | YS-11FC  |               |          | 2015年12月22日 |                                            |
| 2074     | 82-1155  | A-305    | 1968年7月25日 | 8月28日  | YS-11PC  | 19xx年         | YS-11C   | 1995年        | YS-11EB  |                |                                            |
| 2124     | 92-1156  | A-402    | 1969年9月17日 | 10月28日 | YS-11C   | 1977年3月      | YS-11NT  |               |          | 2015年10月7日  |                                            |
| 2125     | 92-1157  | A-402    | 1969年9月17日 | 10月29日 | YS-11C   | 1991年4月5日   | YS-11EL  | 19xx年        | YS-11EB  |                |                                            |
| 2150     | 02-1158  | A-402    | 1970年8月15日 | 9月16日  | YS-11C   | 1989年         | YS-11P   |               |          | 2017年         | 美保基地で屋外展示中                       |
| 2151     | 02-1159  | A-402    | 1970年9月8日  | 10月6日  | YS-11C   | 1989年         | YS-11P   | 1996年2月22日 | YS-11EB  |                |                                            |
| 2159     | 12-1160  | A-218    | 1971年1月11日 | 2月25日  | YS-11FC  |                |          |               |          | 2019年10月8日  |                                            |
| 2160     | 12-1161  | A-402    | 1971年5月11日 | 5月28日  | YS-11C   | 1983年         | YS-11EL  | 1997年1月14日 | YS-11EB  |                |                                            |
| 2161     | 12-1162  | A-402    | 1971年6月5日  | 6月25日  | YS-11C   | 1979年2月      | YS-11E   | 1999年        | YS-11EA  |                |                                            |
| 2162     | 12-1163  | A-402    | 1971年6月22日 | 7月15日  | YS-11C   | 1976年3月      | YS-11E   | 1991年9月12日 | YS-11EA  |                | 1993年7月配備                              |

配備基地
- YS-11EA：入間基地 航空戦術教導団-電子作戦群
- YS-11EB：入間基地 航空戦術教導団-電子作戦群
- YS-11FC：入間基地 飛行点検隊（2021年3月まで）
- YS-11NT：美保基地 第3輸送航空隊 第403飛行隊（2017年5月まで）
- YS-11P：美保基地 第3輸送航空隊-第403飛行隊（2017年5月まで）

#### 海上自衛隊

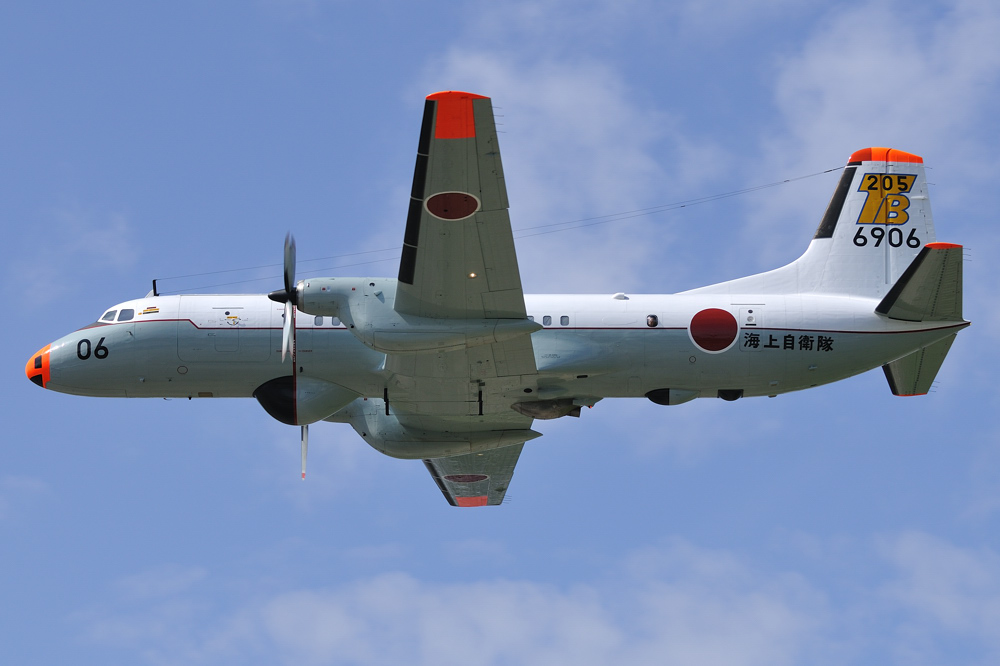
YS-11T-A

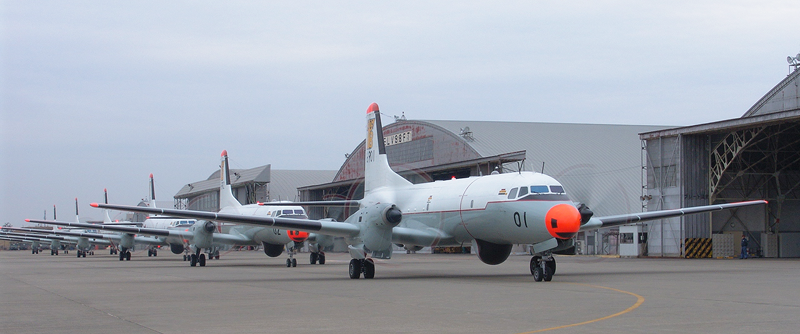
エプロン上のYS-11T-A

海上自衛隊は1967年（昭和42年）から1973年（昭和48年）にかけて前部が人員（40席）、後部が貨物の混載輸送機YS-11Mを導入した。1・2号機はYS-11-100をベースにした機体だが、3・4号機はYS-11A-300・400をベースにしており、最大離陸重量が増加した。この2機はYS-11M-Aとして区別される 。また、1970年（昭和45年）から機上作業練習機YS-11T-Aを6機導入した。2009年（平成21年）9月、4機のうち1機が事故により用途廃止になるのを皮切りに順次引退が開始され、2014年（平成26年）12月26日、アメリカ海軍から中古のC-130R（アメリカ海軍が保管している中古のKC-130R空中給油機をアメリカ国内で動作可能状態に再生して、空中給油機能を取り外した機体）6機を後継機とし、最後まで残っていた2機の退役を持って全機用途廃止となった。整備マニュアルは独自に作成した物を利用していたという。一時期、後継機としてATR 72、DHC-8 Q400、C-130J等が挙げられたが、その後白紙になっていた。
YS-11の退役に伴い、海上自衛隊の職域から機上通信員が無くなった。

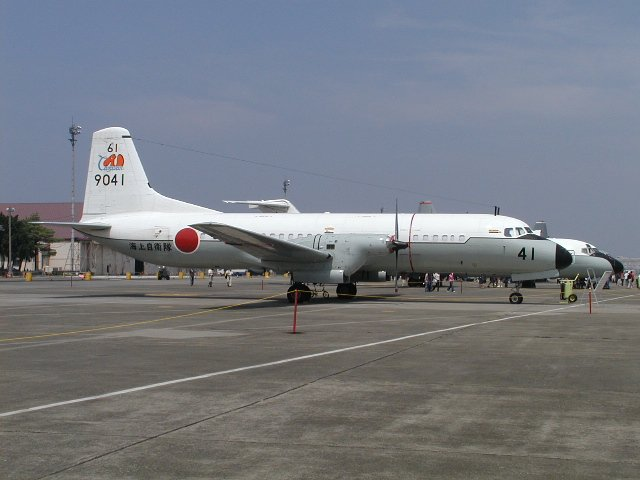
YS-11M
YS-11-100の海上自衛隊輸送機。海上自衛隊唯一の輸送機で、全国の海自航空基地を定期・不定期で結んでおり、硫黄島や南鳥島へ物資を輸送する『小笠原定期』に向かう際は座席半分を取り払って貨物スペースを拡大する。
改造点は、貨物輸送のため床を強化、室内運搬装置の設置、胴体後部に大型カーゴドアを増設した。機内は60m3か最大容積8m3までの貨物を搭載できる。2機。
YS-11M-A
YS-11A-400と300/600の海上自衛隊輸送機。-400は内装では特にMとの違いはないが、YS-11Aであることから基本性能が異なる。300/600は前方が貨物室、後方が客室である。-400 1機、300/600 1機の計2機。
YS-11T-A
海上自衛隊の機上作業訓練機。対潜哨戒機に搭乗する乗務員を養成する機体で、胴体下部に巨大レドームを設置し、低高度任務が多いことから与圧室を廃し、空調は機器の冷却に使用されている。このため夏場は蒸し風呂となり、気圧差で耳が慣れるのに時間がかかるなど特有の問題を抱える。補助電力装置 (APU) を搭載して電源としている。
当初はP-2JやPS-1の乗員を育成するため、哨戒機器もP-2Jの物を用意した。後にP-3Cが導入されると、T-Aの機器も合わせて更新された。2011年（平成23年）5月31日、全機用途廃止となった。これにより同年6月1日、第205教育航空隊は解隊した。
| 製造番号 | 機体番号 | 派生型式  | 初飛行         | 導入          | 採用型式 | 退役           |
| -------- | -------- | --------- | -------------- | ------------- | -------- | -------------- |
| 2033     | 9041     | 112       | 1967年2月25日  | 同3月31日     | YS-11M   | 2014年12月26日 |
| 2058     | 9042     | A-113     | 1968年2月17日  | 同3月15日     | YS-11M   | 2014年12月26日 |
| 2100     | 6901     | A-206     | 1969年3月3日   | 1970年2月28日 | YS-11T-A | 2011年5月31日  |
| 2123     | 6902     | A-206     | 1969年9月5日   | 1970年6月15日 | YS-11T-A | 2010年10月22日 |
| 2132     | 6903     | A-206     | 1969年12月6日  | 1970年8月18日 | YS-11T-A | 2010年10月22日 |
| 2148     | 6904     | A-206     | 1970年7月21日  | 1971年4月28日 | YS-11T-A | 2011年5月31日  |
| 2174     | 9043     | A-404     | 1971年10月13日 | 同11月26日    | YS-11M-A | 2014年12月26日 |
| 2180     | 6905     | A-320/624 | 1973年3月15日  | 同12月20日    | YS-11T-A | 2011年5月31日  |
| 2181     | 6906     | A-320/624 | 1973年5月15日  | 1974年2月1日  | YS-11T-A | 2011年5月31日  |
| 2182     | 9044     | A-320/625 | 1973年4月11日  | 同5月11日     | YS-11M-A | 2010年7月20日  |

配備基地
- YS-11M/M-A：厚木航空基地 第61航空隊（2014年12月まで）
- YS-11T-A：下総航空基地 下総教育航空群-第205教育航空隊（2011年5月まで）

### 海上保安庁

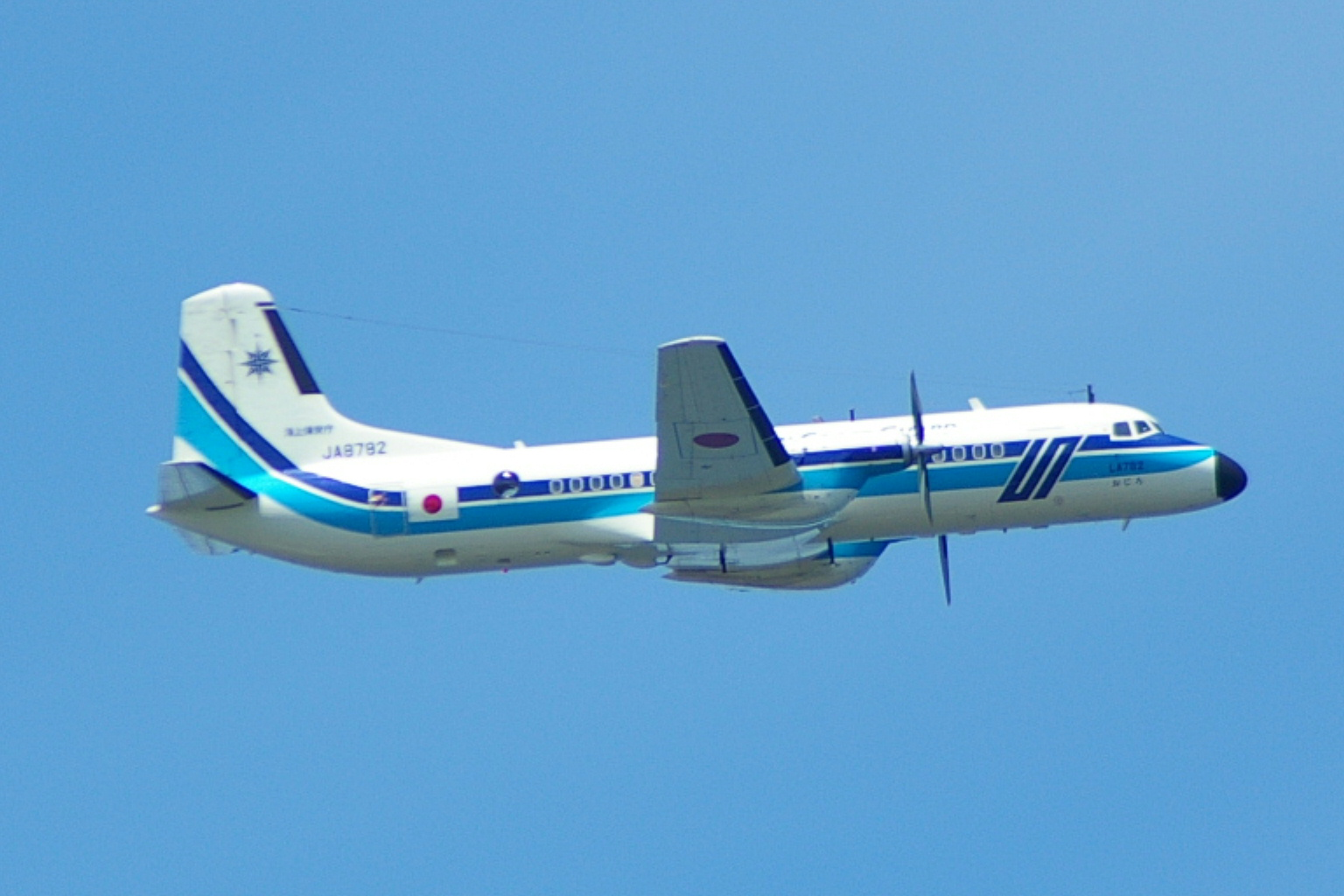
おじろ2号

海上保安庁では、1965年（昭和40年）のマリアナ海域漁船集団遭難事件により、多数の船員を救助できなかった痛手を教訓とし、「行動半径700海里において2.5時間の低空捜索能力を有する」長距離捜索救難機を導入することになった。採用されたYS-11Aは洋上での長距離飛行に備え、航法通信設備、六分儀、偏流計などの装備を追加、また、胴体後部には直径800mmの球形見張り窓（バブルウィンドウ）と横向き見張り窓、胴体下面にはシーマーカーなど標識投下装置2本、救命いかだなど物資投下口も設置された。翼内バグタンクのほかに815L入り胴体タンクを3個追加し、1,300kmの空域を低空で2時間半捜索できるようになった。LA701は尾部に磁気観測ヘッドを納めた強化プラスチック製の磁気探査装置ブームが装備されており、水路の地磁気と真方位、磁方位を定期観測していた。
1969年（昭和44年）3月20日、羽田航空基地にLA701号機が導入され、同年には根室沖で発生した船舶火災事件で15名の救出に成功するなど、早くも航空救難に活躍した。1971年（昭和46年）11月にはLA702号機が就役し、2機体制となった。その後、新海洋秩序による排他的経済水域の設定に伴う業務拡大で、1977年（昭和57年）度に全日空の中古リース機を3機購入し直し、羽田・千歳・那覇に5機が配備され、日本の領海をカバーする体制が完備された。千歳と那覇の4機には1991年（平成3年）5月に「おじろ」「しゅれい」の名が付けられたものの、羽田のLA701だけは名称がなかったが、1995年（平成7年）5月に「ブルーイレブン」と名づけられた。2000年（平成12年）からは「JAPAN COAST GUARD」のロゴ、次いでマスコットの「うみまる」シールも貼られた。
海上保安庁のYS-11Aは、救難や航路監視、領海警備、海底火山の観測などのほかにも、羽田所属機は特殊救難隊の空輸や南鳥島・硫黄島ロランC局の職員の送迎や物資運搬に、千歳所属機は冬季の流氷観測にも運用された。特に千歳所属機は、1990年（平成2年）にサハリンで大火傷を負った少年コンスタンティン・スコロプイシュヌイの北海道への救急搬送に用いられたほか、2度にわたるロシアへの緊急支援物資輸送に用いられた。「ブルーイレブン」はヨット捜索救助と中国密航船発見の功から、2度の長官表彰を受けた。
老朽化により2009年（平成21年）2月から解役が始まり、09年12月には「おじろ2号」が解役。最後まで残った「ブルーイレブン」も、42年間の総飛行時間は2万3,000時間以上に達していた上に、航空法の改正で改造が必要なことから、2011年（平成23年）1月13日に解役。退役した機体は、部品取り用に航空自衛隊に提供された。後継機には、2006年（平成18年）11月に、ボンバルディアのDHC-8 Q300海保仕様機を3機発注した。2009年（平成21年）から導入が始まり2011年（平成23年）1月にはYS-11を全機退役させた。
| 製造番号 | 機体  | 登録 番号 | 機体 番号 | 初飛行         | 導入          | 機体愛称        | 配備         | 退役       | 備考                    |
| -------- | ----- | --------- | --------- | -------------- | ------------- | --------------- | ------------ | ---------- | ----------------------- |
| 2093     | A-207 | JA8701    | LA701     | 1969年1月27日  | 3月20日       | ブルーイレブン  | 羽田航空基地 | 2011年1月  | 1995年5月命名           |
| 2175     | A-207 | JA8702    | LA702     | 1971年10月28日 | 11月30日      | ブルーイレブン2 | 羽田航空基地 | 2010年3月  | 元千歳所属「おじろ2号」 |
| 2164     | A-213 | JA8780    | LA780     | 1971年9月1日   | 1979年3月2日  | しゅれい1号     | 那覇航空基地 | 2009年11月 | 元全日空リース機        |
| 2167     | A-213 | JA8782    | LA782     | 1972年1月26日  | 1979年2月2日  | おじろ2号       | 千歳航空基地 | 2010年3月  | 元全日空リース機        |
| 2177     | A-213 | JA8791    | LA791     | 1973年2月8日   | 1978年12月1日 | しゅれい2号     | 那覇航空基地 | 2009年11月 | 元全日空リース機        |

### 航空局

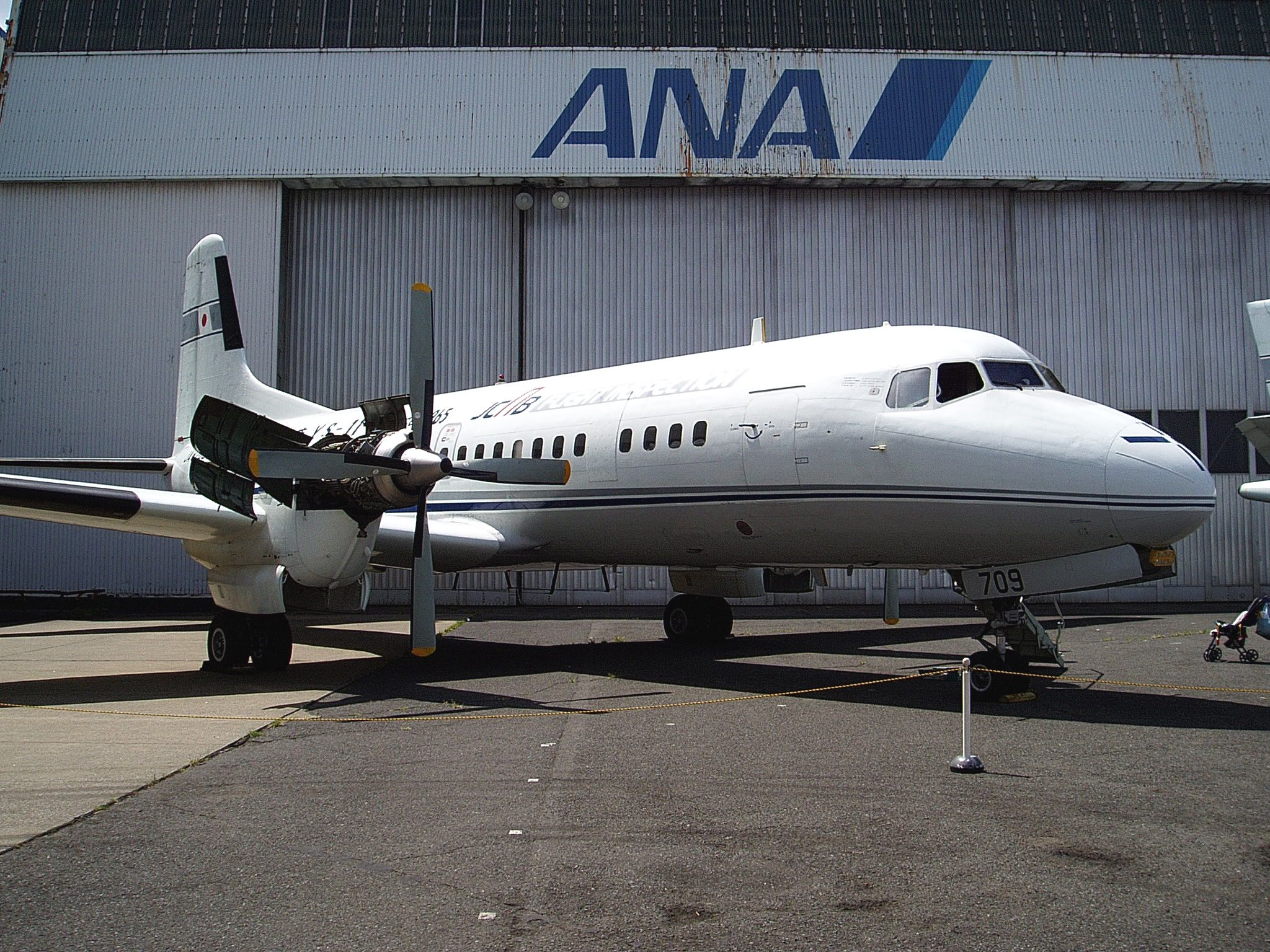
航空局 YS-11(JA8709)

運輸省（現国土交通省）航空局では飛行検査機として採用され、管制保安部に配属となった。前方右側の貨物扉を廃止、機体上面に短波・高周波アンテナ、2本のUHFアンテナ、後方下面にTACANアンテナ、2個のマーカーアンテナ、補助動力装置 (APU) の吸排気口増設などの改造が行われ、キャビンは前方に各種無線機器、自動操縦装置関係機器、オーディオ機器が置かれた作業室、後方を8名が搭乗できる客室とした。最初は機首部分と垂直尾翼、主翼先端が蛍光オレンジ色に塗られていたが、後に全身モノトーンホワイトと細帯に変更された。元東亜の2084（JA8709）は、後に飛行検査情報システム（AFIS）と空中衝突防止装置（TCAS）を搭載していたが、老朽化のために2006年（平成18年）12月22日に全機引退した。
航空局では後継機としてボンバルディアBD-700、サーブ2000、ボンバルディアDHC-8 Q300を採用した。1998年に引退した2003（JA8610）は量産初号機（通称「ひとまる」）であり、1999年から記念機として運輸省・文部省（いずれも当時の名称）、国立科学博物館、JALの協力によって東京国際空港内で年間約900万円かけて動態保存されていた。2007年には日本機械学会によって機械遺産に、2008年4月には日本航空協会によって重要航空遺産に認定されている。しかしその後の検討により動態保存を断念し、2020年1月に解体の上茨城県筑西市の民間施設に移設された。
上述の通り、エアロラボインターナショナルが2014年12月に航空局から機体を落札し、レストアを実施して再飛行を目指している。

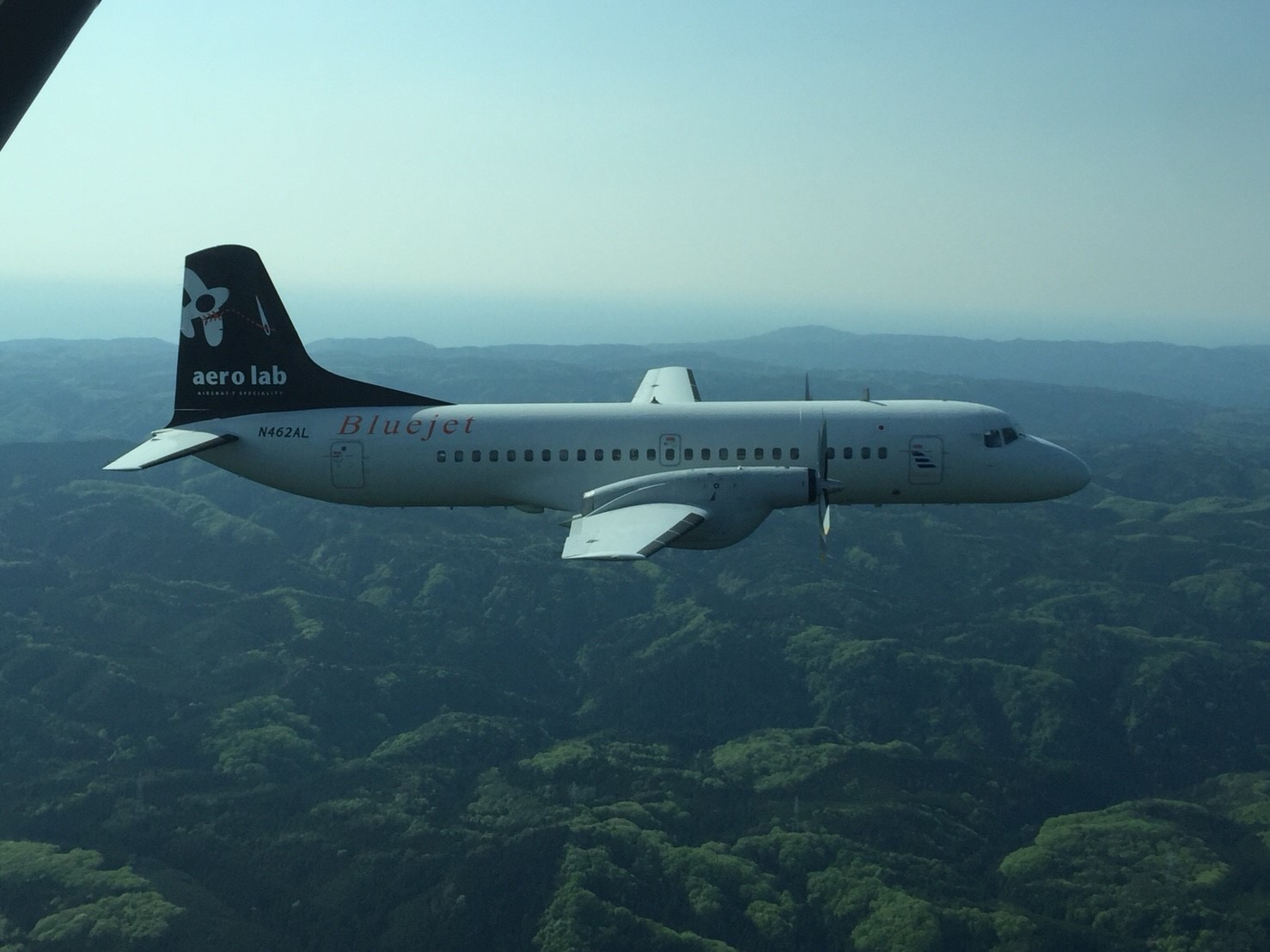
飛行中のN462AL

| 製造番号 | 機体  | 登録 番号 | 初飛行         | 導入          | 愛称      | 引退           | 備考                                                              |
| -------- | ----- | --------- | -------------- | ------------- | --------- | -------------- | ----------------------------------------------------------------- |
| 2003     | 104   | JA8610    | 1964年10月23日 | 1965年3月30日 | ちよだII  | 1998年12月18日 | 国立科学博物館→ザ・ヒロサワ・シティ。                             |
| 2021     | 110   | JA8700    | 1966年3月24日  | 1967年1月24日 | ちよだIII | 1999年1月29日  | エアフィリピンに売却、スペア機材となる。                          |
| 2047     | 118   | JA8720    | 1967年9月11日  | 1968年8月31日 | ちよだIV  | 2006年12月22日 |                                                                   |
| 2048     | 115   | JA8711    | 1967年10月6日  | 1972年3月     |           | 2002年10月1日  | 元航空大                                                          |
| 2049     | 115   | JA8712    | 1967年10月13日 | 1972年3月     |           | 2003年5月29日  | 元航空大→現崇城大学所有                                           |
| 2084     | A-212 | JA8709    | 1968年10月9日  | 1985年10月9日 |           | 2006年12月22日 | 元ヴァスプ→東亜「よろん」→ エアロラボインターナショナル（N462AL） |

### フィリピン
戦争賠償の一環でYS-11A 2179号機（登録番号：JA8785）をフィリピン航空局が購入した（登録番号：PI-67後にRP-77）。1976年からはフィリピン空軍に移籍し、1993年まで701/251特別輸送飛行隊で政府専用機として運用された。2002年からはフィリピン空軍航空博物館で屋外展示されている。

## 記録
YS-11は以下の記録を持っている。

### 定時出発率
エアーニッポンで使用していたYS-11は、1997年（平成9年）に定時離陸率99.6 - 99.8%、日本エアコミューターで運航されていたYS-11も2004年（平成16年）に定時出発率91.8%を達成している。これは世界の最新鋭飛行機でもなかなか達成できないものである。

### 飛行時間と飛行サイクル

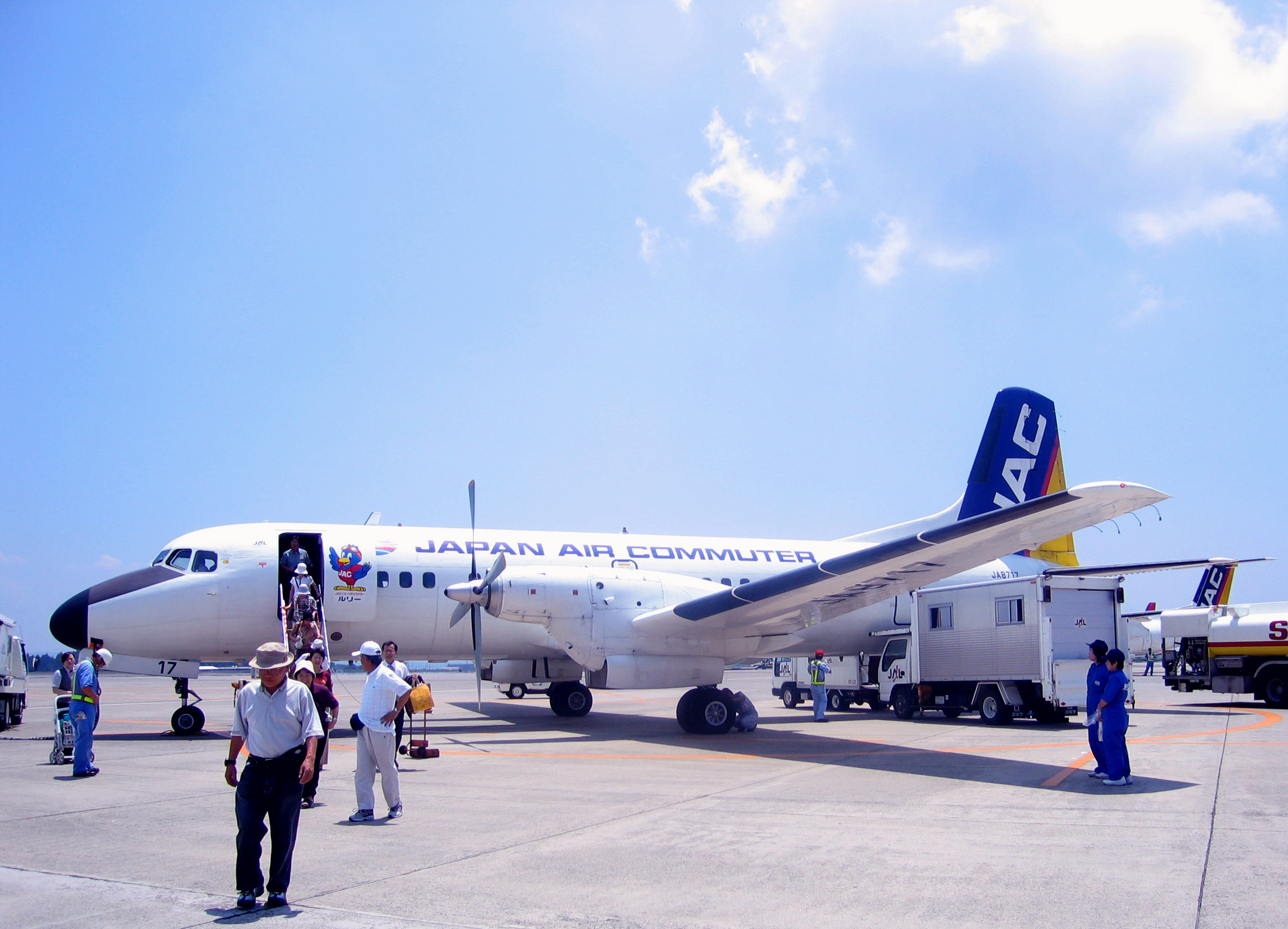
YS-11 JA8717（2005年7月15日、鹿児島空港にて）

日本エアコミューターで使用されていた登録番号JA8717（製造番号2092）の機体は、登録されたのが1969年（昭和44年）2月で、2006年（平成18年）9月11日までの総飛行時間は71,220時間47分、総飛行サイクルは72,359回と世界一の記録となっており、このことからもYS-11の頑丈さがわかる。また、この機体は一時日本航空に当時の日本国内航空（JDA）から乗務員を含むウエット・リースされて唯一日本航空のフルカラーとなり、福岡 - 釜山線を1969年4月1日から一年間の定期国際線運航を行った唯一の機体である。因みに日本航空はYS-11を保有したことはなかったが、2例だけYS-11で運航を行っていた。いずれもJDAからウエット・チャーターであり、日本航空が運航した夜間郵便専用機としての運航とこの国際線定期運航であった。
2004年（平成16年）9月には、台風により伊丹空港で垂直尾翼の方向舵や補助翼が脱落するなどの被害を受け、かなり大掛かりな修理が必要になった。これが他の機体であればそのまま部品取りにしていたところであるが、8717の実績と歴史的価値によって修理が決行され、ラインには同年10月に復帰した。この機体は2006年（平成18年）9月11日、YS-11の日としている最後の日に、奄美 - 鹿児島線のチャーター便を最後に、37年もの間一度の事故も起こすことなく有終の美を飾った後、9月12日に羽田へフェリーされフィリピンのアボイティズ航空へ売却されたのち、フィリピンでは部品供出機となり、現在はマニラ空港にある航空学校敷地内に主翼をカットされた状態で展示されている。

## 事故概略
| 製造番号 | 国名         | 航空会社                         | 事故年月日      | 概要 | 備考 |
| -------- | ------------ | -------------------------------- | --------------- | --- | --- |
| 2007     | 日本         | 日本国内航空                     | 1967年 1月22日  | 函館空港でオーバーラン                                                                                             | 修復して復帰 |
| 2007     | 日本         | 東亜国内航空                     | 1981年 5月31日  | 高知空港で再度オーバーラン                                                                                         | 修復して復帰 |
| 2011     | インドネシア | メルパチ・ヌサンタラ航空         | 1971年 4月1日   | ジャカルタ・クマヨラン空港で胴体着陸                                                                               | 登録抹消 |
| 2019     | 日本         | 航空自衛隊                       | 1974年 6月11日  | 美保基地で胴体着陸                                                                                                 | 修復して復帰 |
| 2020     | 日本         | 東亜国内航空                     | 1979年 7月21日  | 羽田空港で片主脚着陸(東亜国内航空381便胴体着陸事故)                                                                | 修復して復帰。由美かおるが搭乗                                                                                           |
| 2022     | 日本         | 東亜国内航空                     | 1988年 1月10日  | 米子空港でオーバーラン（東亜国内航空機米子空港オーバーラン事故）                                                   | 登録抹消 （機首部分は電車とバスの博物館に保存、胴体部は主翼と水平尾翼を切断の上鳥取市伏野にて倉庫として使用されている ） |
| 2023     | 日本         | 全日本空輸                       | 1966年 11月13日 | 松山空港沖の海中に墜落（全日空松山沖墜落事故）                                                                     | 乗員乗客50名全員死亡 |
| 2026     | 日本         | 日本国内航空                     | 1977年 8月9日   | 女満別空港で胴体着陸                                                                                               | 修復して復帰 |
| 2030     | ガンビア     | ガンビア航空                     | 1993年 12月9日  | セネガルのダカール空港上空で空中衝突、主翼を損傷                                                                   | 修復して復帰 |
| 2032     | フィリピン   | エア・フィリピン                 | 1968年 6月24日  | タキシング中に火災                                                                                                 | 修復して復帰 |
| 2032     | フィリピン   | エア・フィリピン                 | 1968年 11月16日 | ナガ空港へ着陸に失敗して破損                                                                                       | 登録抹消 |
| 2038     | 日本         | 東亜国内航空                     | 1971年 8月3日   | 広島空港で訓練中にオーバーラン                                                                                     | 修復して復帰 |
| 2041     | 日本         | 全日本空輸                       | 1975年 5月28日  | 伊丹空港で胴体着陸                                                                                                 | 修復して復帰 |
| 2043     | 韓国         | 大韓航空                         | 1969年 12月11日 | ハイジャックされ北朝鮮咸興市付近の宣徳空港へ着陸 （大韓航空機YS-11ハイジャック事件）                               | 1974年に北京で修理、以降の消息は不明                                                                                     |
| 2054     | ブラジル     | ヴァリグ・ブラジル航空           | 1977年 5月17日  | ブラジル・サンタカタリナ州・ジョインビル空港でオーバーラン                                                         | 修復して復帰 |
| 2059     | ブラジル     | VASP航空                         | 1972年 4月12日  | リオデジャネイロの50km北方の山中に墜落                                                                             | |
| 2060     | 日本         | 日本近距離航空                   | 1983年 3月11日  | 中標津空港へ着陸降下中に手前で墜落（日本近距離航空機中標津空港事故）                                               | 乗員乗客53人中重傷18人、軽傷34人                                                                                         |
| 2063     | ブラジル     | クルゼイロ航空                   | 1972年 10月18日 | サンパウロ・コンゴーニャス国際空港でオーバーラン、大破                                                             | 廃棄処分 |
| 2068     | ブラジル     | VASP航空                         | 1973年 10月23日 | リオデジャネイロのサントス・デュモン空港で離陸に失敗 オーバーランしてグアナバラ湾に水没                            | |
| 2076     | ブラジル     | VASP航空                         | 1971年 11月7日  | アラガルサス空港で破損、修復中に火災で焼失                                                                         | |
| 2080     | ブラジル     | ヴァリグ・ブラジル航空           | 1977年 4月29日  | ブラジル・サンタカタリナ州・イタジャイ空港近郊で着陸事故                                                           | 登録抹消 |
| 2082     | アメリカ     | パシフィック・サウスウエスト航空 | 1974年 3月5日   | 飛行訓練中にサンディエゴ近郊ボレゴ・スプリングスの砂漠に墜落                                                       | |
| 2085     | 日本         | 全日本空輸                       | 1969年 10月20日 | 宮崎空港でオーバーラン（全日空機宮崎空港オーバーラン事故）                                                         | 登録抹消 |
| 2095     | 日本         | エアーニッポン                   | 2000年 2月16日  | 丘珠空港でオーバーラン                                                                                             | 除籍処分 機体は落下実験に提供                                                                                            |
| 2107     | フィリピン   | フィリピン航空                   | 1977年 7月17日  | マクタン島 マクタン・セブ国際空港沖の海上に不時着                                                                  | 廃棄処分 |
| 2110     | 中華民国     | 中華航空                         | 1970年 8月12日  | 豪雨の中、台北松山空港へ強行着陸を試み墜落（中華航空206便墜落事故）                                                | 乗員乗客31人中死亡14人、負傷17人                                                                                         |
| 2112     | アメリカ     | エアボーン・エクスプレス         | 1992年 3月6日   | ウィルミントン空港で訓練中に胴体着陸                                                                               | 登録抹消 |
| 2113     | アメリカ     | ピードモント航空                 | 1971年          | ノースカロライナ州ウィンストン・セーラム空港で胴体着陸                                                             | 修復して復帰 |
| 2119     | アメリカ     | ピードモント航空                 | 1970年 7月28日  | ワシントン・ナショナル空港で車輪を破損                                                                             | 修復して復帰 |
| 2134     | 日本         | 東亜国内航空                     | 1971年 7月3日   | 函館空港北方の七飯町横津岳に墜落 （ばんだい号墜落事故）                                                            | 乗員乗客68名全員死亡 |
| 2139     | アメリカ     | フェニックス航空                 | 1989年 3月15日  | インディアナ州ウェスト・ラファイエット・パデュー・ユニバーシティ空港に着陸降下中、水平尾翼がアイシングを起こし墜落 | |
| 2154     | アメリカ     | ミッドパシフィックエア           | 1987年 1月13日  | インディアナ州レミントン空港へ強行着陸し大破                                                                       | 登録抹消 |
| 2155     | ギリシャ     | オリンピック航空                 | 1972年 10月21日 | アテネ国際空港（旧）へ着陸降下中に墜落                                                                             | |
| 2156     | ギリシャ     | オリンピック航空                 | 1976年 11月23日 | コザニの南約25kmにあるサバントポロス山に墜落（オリンピック航空830便墜落事故）                                      | |
| 2169     | アメリカ     | リーブ・アリューシャン航空       | 1982年 2月16日  | キングサーモン空港付近の凍結した河川へ不時着（リーブ・アリューシャン航空69便不時着事故）。                         | 修復して復帰 |
| 2172     | アメリカ     | リーブ・アリューシャン航空       | 1974年 11月6日  | 格納庫火災で焼失                                                                                                   | |
| 2182     | 日本         | 海上自衛隊                       | 2009年 9月29日  | 小月航空基地でオーバーラン                                                                                         | 除籍処分 機体は2010年7月下旬に数日かけ解体処分                                                                           |

## 静態保存機
退役したYS-11の一部は日本国内各地の博物館などに寄贈され、静態保存され展示されている。
みちのく北方漁船博物館に展示されていた機体（登録番号：JA8809）は、元日本エアコミューターの機体だったが、日本エアシステムの塗装で展示されていた。現在は解体され現存していない。
1988年1月10日に事故を起こした機体（登録番号：JA8662）の前頭部コクピット付近のみのカットボディは電車とバスの博物館のフライトシミュレータとして、胴体部分は鳥取市国道9号線沿いの店舗事務所等として、それぞれ東亜国内航空塗装で使用されている。
また、日本国外でも民間旅客会社や政府機関で運用されていた機体が展示されていることがある。
- 試作1号機
  - 千葉県山武郡芝山町（成田国際空港に隣接）航空科学博物館（展示開始 1989年8月）
- 元エアーニッポン機
  - 岐阜県各務原市 岐阜かかみがはら航空宇宙博物館（展示開始 1996年）
  - 埼玉県所沢市 西武新宿線航空公園駅東口駅前広場 元登録番号JA8732で、量産第101号機。（管理は所沢航空発祥記念館）（展示開始 1997年）
  - 香川県高松市香南町 さぬきこどもの国（展示開始 1998年）
  - 佐賀県佐賀郡川副町 佐賀空港 （展示開始 1998年）
  - 兵庫県豊岡市 但馬空港 （展示開始 1999年）
- 元日本エアコミューター機
  - 青森県青森市 あおもり北のまほろば歴史館（展示開始 2003年－展示終了 2014年）
  - 青森県立三沢航空科学館（展示開始 2003年）
  - 神奈川県川崎市宮前区 電車とバスの博物館
  - 鳥取県鳥取市湖山町国道9号線沿い
  - ペルーインディアナ（英語版）グリッサム航空博物館（英語版）（2006年展示開始、塗装は東亜国内航空に戻されている[60]）
- 元崇城大学機
  - 熊本県上益城郡益城町 熊本空港（展示開始 2013年－展示終了 2017年）
- 元航空自衛隊機
  - あいち航空ミュージアム（展示開始 2017年秋）
  - 航空自衛隊美保基地（展示開始 2018年）
- 量産初号機
  - 国立科学博物館（展示はザ・ヒロサワ・シティ（展示開始 2022年1月予定） [注釈 4][61]）
- 国土交通省 航空局機
  - 調布航空宇宙センター（展示開始 2012年）（前頭部のみ）
- 元フィリピン航空局→フィリピン空軍機
  - フィリピン空軍航空博物館[57]。
- エアフェニックス機
  - チェサダー テクニック ミュージアム(タイ王国・ナコンパトム県)[62]）
- プーケット航空機
  - ノンコール飛行場(タイ王国・チョンブリー県)[63]）
- BIMP EAGA仕様機(塗装はオリジナルの塗装に変更)
  - エロプラノ・サンイルデフォンソ(フィリピン・ブラカン)[64]）

- 航空科学博物館のYS-11試作1号機
- 岐阜かかみがはら航空宇宙博物館のYS-11
- 航空公園駅東口駅前広場のYS-11
- さぬきこどもの国のYS-11
- 佐賀空港公園のYS-11A-500R
- コウノトリ但馬空港のYS-11
- みちのく北方漁船博物館のYS11
- 三沢航空科学館のYS-11A-500
- 電車とバスの博物館のYS-11シミュレータ
- 阿蘇くまもと空港のYS-11
- あいち航空ミュージアムのYS-11P
- 航空自衛隊美保基地のYS-11P
- フィリピン空軍航空博物館のYS-11A
- グリッサム航空博物館のYS-11A

## 大衆的評価
総生産数は決して多くはないが、日本の高度経済成長期を象徴する存在の一つとしてのノスタルジーや、武骨な構造・独特のエンジン音などを持つ個性的な機体として、日本には多くのファンがいる。
日本国内の航空専門誌では「日本の名機」「日本初の名国産機」などとも評しているが、実際にはエンジンを始めとして計器類などパーツのほとんどは海外製で、重量過大や操縦性の問題といった未熟さを指摘する意見もある。
鉄道雑誌では同じ1964年東京オリンピックの前後にデビューした日本の乗り物として、陸の新幹線0系電車と対をなす存在として語られることがある。両者にはかつて軍用機製造に携わっていた人々によって作られた（YS-11については同じ航空分野のため自然な経過であるが、新幹線については三木忠直や松平精らのエピソードが著名）、という共通点がある。

## 競合機種
- フォッカー F27（フレンドシップ）
- アブロ 748（ホーカー・シドレー HS 748）
- コンベア600

## 仕様
出典: イカロスMook 旅客機年鑑、前間孝則著「YS-11 国産旅客機を創った男たち」
- 乗員= 2名
- 定員= 56-64名
- 全長= 26.3m
- 全幅= 32.0m
- 全高= 8.98m
- 主翼面積= 94.8m2
- 胴体直径= 2.88m
- 自重= 14,600kg（A-100型）、15,400kg（A-500型）
- 最大離陸重量= 23,500kg（A-100型）、24,500kg（A-200型）、25,000kg（A-500型）
- エンジン= ロールス・ロイス ダート ターボプロップエンジン2,660-3,060 shp×2
- 最大巡航速度= 470-480km/h
- 失速速度= 140km/h
- 航続距離= 1,090km（フル搭載時）、2,200km（最大）

## 登場作品

### 記録映画
日本航空機製造により、3本の記録映画が製作されている。現在フィルムは製作プロダクション等が所蔵しているが、目にする機会はきわめて少ない。作品中では「わいえすじゅういち」の呼称が使われている。
なお、『YS-11 新しい日本の翼』『YS-11 そのすぐれた性能』は2004年9月にチャンネルNECOで放送されている。
この項目ではそれらと、その一部を使用し、現在入手可能なANAのドキュメンタリーも紹介する。
『YS-11の誕生』
1962年・日本映画新社製作・カラー・10分。YS-11の製造から、試作1号機の初飛行までを描いた作品。
『YS-11 新しい日本の翼』
1963年・日本映画新社製作・カラー・32分。YS-11の製造から、試作1号機の初飛行までを描いた作品。『YS-11の誕生』に新たな映像素材を加えて再編集したもの。初飛行をしたYSの上反角の小ささがこの映像からもわかる。2015年11月現在、科学映像館によってYouTube にて無料配信されている。
『YS-11 そのすぐれた性能』
1966年・日本映画新社製作・カラー・22分。日本貿易振興会（JETRO）と共同で、YS-11の日本国外プロモーションを兼ねて製作された作品。片発離着陸の様子や、日本国外向け機体の製造の様子も見ることができる。
『BLUE ON BLUE THE WORLD OF ANA サヨナラ YS-11オリンピア』
1992年・SPEビジュアルワークス製作・カラー・43分。ANAが運用していたYS-11オリンピアの飛行映像、メカニズム紹介、および前記映像の一部を使用。ワイパーの稼動状況もみることができる。

### 漫画・アニメ
『ゴルゴ13』
第397話『黄昏のカシミール』（SPコミックス138巻）に登場。フィリピンからカシミールへのフライトで、ゲリラの対空砲火をかわしながら超低空飛行で奥地の山村へ向かう。
主脚を3軸に増強、コックピットにブローニングM2重機関銃（12.7ミリ機関銃）を装備、着陸用のパラシュートを装備するなど大幅な改造が加えられている。

#### 小説
『タイムスリップ大戦争』
19××年（昭和5×年）の日本列島が約30年前の1941年にタイムスリップした中、日本の使節を日本統治時代の朝鮮と満洲国に輸送する。後に勃発した戦争では爆撃機に改造され、クラークフィールド飛行場や米海軍機動部隊への攻撃に使用される。

### ゲーム
『ジェットでGO!2』
隠し機体として登場する。ゲーム内のパイロットモードで獲得できるマイルというポイントが5万マイルに到達することで解放される。1969年4月より日本国内航空から1970年4月までの一年の間に当時の日本航空にウェットリースされた際の塗装で登場する。
登場機体は、JAL YS-11A-217/JA8717「あそ」製造番号：2092（1969年2月19日登録）